# SASUKE
SASUKE（サスケ）は、TBS系列で1997年9月27日から特別番組として放送されている視聴者参加型のスポーツ・エンターテインメント。

## 概要
正式名称は「究極のサバイバルアタックSASUKE」。1997年秋に初めて放送され、2024年12月の時点で42回開催されている。当初はTBS『筋肉番付』のスペシャル企画としてスタートし、同番組の終了以降、2002年秋の第10回から独立番組となる。結果的に現在ではスピンオフ元の『筋肉番付』よりも認知度と継続期間において上回る逆転現象となった。
姉妹番組として、女性版SASUKEの「KUNOICHI」（クノイチ）も開催されている。かつては子供版の「SASUKE JUNIOR」、年配版の「SASUKE シニア」も開催されていた。関連番組の項も参照。

### 主なルール
毎回100人が出場し、1st、2nd、3rd、FINALの4つのステージに分かれたさまざまな障害物をアクションゲームのようにクリアし、完全制覇を目指す巨大フィールドアスレチックで、番組内では「鋼鉄の魔城」と呼ばれている。
地面にある池に落ちたり、明らかなコースアウト、3rdを除いてステージごとに決められた時間制限を過ぎる、またエリアごとに決められたルールに反した行為をするとリタイアとなり、それより先のエリアには挑戦できない。しかし、セットの不備や情報の伝達不足などが原因である場合はスタートからの再挑戦が認められることがある。
ステージの開始前にスタッフやオーディション落選者などによるエリアごとのデモンストレーションが行われる。
水に濡れてはいけないというルールに反して、第28回大会からは「泳ぐ」エリアも取り入れられている。これについて総合演出の乾雅人は「SASUKEという忍者みたいな名前がついている以上、陸海空、すべてを制さなければ、完全無欠とは言えません」と語っている。
ゼッケン（挑戦順）はスタッフが決めており、後半になるほど有力選手や注目選手を多く配置する傾向にある。放送は基本的にゼッケン順に放送されている。10の倍数回は「第◯回記念大会」としてこれまでの延べ挑戦者数がゼッケン番号になり、1000の倍数のゼッケンが従来の100番にあたる。

### 出場者選考
応募者に対してはオーディションや予選会などを行い、それらを通過して選抜された者だけが出場できる。出場者は一業種ひとりを軸として100人選抜されている。もっとも、一般応募枠から出場できるのは応募総数5000人に対し20人程度であり、テレビ朝日の『激レアさんを連れてきた。』2022年5月30日の放送では「めちゃくちゃSASUKEを愛しているのに1回も出られていない人」が出演している。
選考の基準について、乾は「身体能力もそうですが、大事なのは広い意味で『男前』なことですね。時々、勘違いをされるのですが、SASUKEはスポーツ選手権ではないんです。様々な職種の人が頑張る姿を見せる…そういう番組で、視聴者が応援したくなる人間性を重視しています」と語っている。
過去には五輪メダリストも出場しているが、成果を残す多くの選手はSASUKEにすべてを捧げてきた一般人が大半であり、この結果について乾は「つまりSASUKEというフィールドとは、五輪メダリストやトップアスリートではなく、毛ガニ漁師やガソリンスタンドの店員、SASUKEのために仕事を捨てた、そんな『一般』の男たちが『輝ける』場所として存在します。これが彼らのモチベーションの理由かもしれませんね」と語っている。

### 制作秘話
SASUKEのカメラ位置が横スクロールであるのは、任天堂の『スーパーマリオシリーズ』を想定したためであり、同じ画柄なのはライフ100という考え方のためである。また、各ステージのコンセプトにはスタジオジブリ作品『天空の城ラピュタ』に登場するラピュタから影響を受けている。
総合演出の乾雅人は、SASUKEのテーマとして「名もなきアスリートたちのオリンピック」を掲げており、発端は初の完全制覇者の秋山和彦であった。生まれながら先天性の弱視を患う彼は、その影響によりリタイアの連続になりながらも『ハンディキャップがあることを言い訳にしたくない』と挑戦を続け、乾は「『これはある種、人間の生きざまだ！』と思いました」と語っている。
また、乾は同時に、出場者の人間ドラマを描く現在のSASUKEの土台を作ったのは山田勝己の影響が大きかったと語っている。自宅にセットを作るほどSASUKEにのめり込む山田のストーリーを第3回大会の放送から組み込んだところ、番組が一気に人間臭いものに変わり、それがSASUKEの大きな柱になったというものである。さらには「SASUKEにのめりこみすぎて、自宅にセットを製作。スパイダーウォークというエリアに始まり、クリフハンガーやそり立つ壁まで。結果、彼は仕事も辞めてSASUKE一筋という人生に。これが人間ドラマにならないわけがない」とも語っている。

### 無断エリア商標登録問題
元SASUKEの総合プロデューサーだったが現在は既に製作を離れている樋口潮が立ち上げた株式会社ゴールドエッグスが、TBSに無断でエリアの名称を商標登録したことに起因しており、2022年3月に「スパイダーウォーク」が「スパイダーラン」、「クリフハンガーディメンション」が「クリフディメンション」に名称が変更された。その一方で、同様にゴールドエッグスが商標登録した「そり立つ壁」「サーモンラダー」の名称は変更されていない。2022年11月8日に「スパイダーウォーク」の商標登録が拒絶されたが、第41回大会以降も「スパイダーラン」のままになっていた。
| 商標               | 出願日     | 登録日     | ステータス                  |
| ------------------ | ---------- | ---------- | --------------------------- |
| サーモンラダー     | 2021/01/08 | 2021/11/15 | 存続-登録-継続              |
| スパイダーウォーク | 2022/03/09 | -          | 終了-出願-拒絶/却下又は無効 |
| そり立つ壁         | 2021/10/22 | 2022/12/09 | 存続-登録-継続              |
| CLIFFHANGER        | 2022/03/28 | 2022/10/24 | 存続-登録-継続              |
| UNSTABLE BRIDGE    | 2022/07/11 | 2022/12/09 | 存続-登録-継続              |
| JUMPING BAR        | 2022/07/11 | 2022/12/09 | 存続-登録-継続              |

## 海外進出
2005年に香港を皮切りとして、日本国外でも本番組が放映されている。
2011年5月にはマレーシアでも放送されることがわかった。放送決定の背景には、マレーシア国民の30歳以下の男女の半数が肥満という問題を抱えていることがある。「健全なる青少年の育成」を国策の一つとして掲げる同国の「青年スポーツ省」が肥満解決策として、マレーシア政府支援によるプロジェクトとしての『SASUKE』を現地フォーマットで制作することを決定した。
2014年2月22日〜23日には、マレーシアで「SASUKE ASEAN OPEN CUP 2014」という、史上初のSASUKE世界大会が開催された。
2022年の時点で『SASUKE / Ninja Warrior（ニンジャウォリアー）』の販売先は、アジア、欧米各国をはじめ、旧共産圏やアフリカ、中東、中南米諸国など、世界160以上の国と地域で見られ、現地版も20ヵ国以上で制作されている世界的な人気番組とされている。2015年5月にはアラビア語圏版制作の契約をサウジアラビアのフェサール王子と交わした。
乾は海外での人気の要因として、前述の『スーパーマリオ』を想定したことをポイントとしてあげており「言葉がいらない番組だというのはありますよね」「世界中の人もSASUKEを見ながら、マリオを見ているような感覚になるのかもしれない。それもただのゲームではなくて、生身のリアリティがあるわけですから」と分析している。
ロイター通信によると、海外版を含めて全世界合計で10億人の視聴者がいると2022年5月に報じている。

### American Ninja Warrior
アメリカでは2006年10月にケーブルテレビ向けチャンネルのG4で放送を開始。深夜枠での放送であったが、早くも人気を集め、半年後の2007年4月にはプライムタイムに昇格した。なお、G4では「KUNOICHI」も同様の枠で放送されている。
2011年4月には4大地上波ネットワークの一つであるNBCテレビにおいて、ゴールデンタイムで放送することがわかった。日本の実写番組が全米のゴールデンタイムで放送されるのは初となるほか、東日本大震災の復興支援のため、日米の放送局が共同で赤十字社を通じた支援活動を行うことも明らかにしている。
2014年に体操選手のケイシー・カタンザロが女性選手では初めて予選を完全制覇した際はSNS上で話題になったほか、本番組制作局のNBCは勿論のこと、競合局であるABCやCNNなどのメディアでもこの快挙が大きく報じられた。2016年にもラスベガスにて開催された決勝において、ジェシー・グラフが女性選手では初めて第1ステージを突破した際はNBCの番組公式サイトにアップロードされた動画の再生回数が4日で1億回を突破している。
女性選手などの活躍を契機として、女性や子供からの支持も集めるようになり、全年齢層において、高視聴率を獲得している人気番組になっており、子供向けのスピンオフ番組『ニンジャ・ウォリアー・ジュニア』まで制作されている。

### 五輪種目化
2022年5月、ロイター通信は本番組から派生した競技「オブスタクルスポーツ」がオリンピック新種目として有力視されていることを報じた。これは2021年に開催された東京オリンピックで発生した動物虐待事件や人気低迷などで問題視された馬術に代わる近代五種競技の種目として浮上しているもので、「忍者競争」と呼ばれる立体的な障害コースを進む競技になるとしている。
国際近代五種連合（UIPM）は2022年6月27日と28日にトルコ・アンカラにて行われる近代五種ワールドカップ・ファイナルなどにおいて、障害物レースのテストを行うことを発表し、TBSテレビもヨーロッパにて収録されている現地版の番組セットを提供することを明らかにした。
その後、2022年11月に行われたUIPMのオンライン総会において、世界各国の連盟代表者による投票を行った結果、全体の約83％の賛成を得たとして、種目変更を国際オリンピック委員会（IOC）に提案することを発表。2023年10月に行われたIOC総会にて、UIPMから出されていた変更申請が認められた。この変更は2028年に開催予定のロサンゼルスオリンピックから適用される予定。
2025年にはこの障害物レースを含めた近代五種の種目を番組オリジナルルールで対戦するSASUKEのスピンオフ番組「HANZO」が開催された。

### 国際大会
2024年8月21日、『SASUKE WORLD CUP2024』と題した、5ヶ国35人（日本（3チーム）、アメリカ、ドイツ、フランス、オーストラリア）が参加する日本で開催される初の国際団体戦がTBSで放送された。

## トライアウト
予選会自体は第13回から行われているが、ここでは第40回大会以降の予選会について解説する。
2022年の第40回記念大会開催において、第29回大会以来、9年ぶりに予選会が開催され、全5種の競技から最終ステージを勝ち上がった者に本戦の出場権が付与される。2022年以降は総勢500人規模での開催で、会場に到着したら1～100番の数字が書かれた5色のゼッケン（計500枚）の中から、ランダムで1枚選んで着用する。2024年には「SASUKEトライアウト」として開催が決定。2024年では、一部の敗退者に最終オーディションで出場権を得られるチャンスを与えられた。
現在、予選会からの1stクリア者は、第42回に出場した上村と井本の2人のみ。

### 最近の種目
第42回「SASUKE2024」バージョン。
1stステージ
エンドレス腕立て伏せ（2022年 - ）
『筋肉番付』の競技であったTHE FINAL PUSH-UPと同じ仕様で、太鼓の音が1回鳴るごとに1回ずつ腕立て伏せを行う。腕立ては顎付け台に顎を接地させていき、顎がついていなかったり太鼓の合図についていけなかったり、体勢が崩れたりすると脱落。1組10人で行い、各組2人に絞られるまで行う。100回未満で決着がつく組もあれば、200回を超えても決着がつかない組もあるため、単純な腕立ての実力だけでなく、ゼッケン選びの運も必要とされる。なお、女性は女性限定の組で争う。3年連続で200回を超えた組があり、2024年では複数の組で300回を超えた。予選会最多記録は2024年の446回。
2ndステージ
サバイバルシャトルラン（2023年）→サバイバルシャトルランPLUS（2024年）
同じ色のゼッケンの人が往復80mの道を一斉に走り、最後にゴールした1人が脱落。これを残り人数が8人になるまで繰り返す。同着により判定が難しい場合は、やり直しとなる。明らかなフライングは1回で失格となり、実際に失格者が出た。2024年は往復が60m、通過人数が10人になる一方で、折り返し地点に設置された高さ60cmのポールを2度飛ぶ動きが追加され、そのときにバーを落とすと脱落。また、ここでは男女混合で行われる。
敗者復活戦 エンドレスジャンプ（2024年）
2ndステージの後に急遽追加されたステージで、2ndの敗者のみ挑戦。60cmのポールを太鼓の音に合わせて両足で左右に飛び越していく。バーが落ちるもしくは太鼓の合図についていけないと脱落。色ごとに挑戦し最後まで残った一人が復活。最多記録は283回。
3rdステージ
エンドレスハング（2024年）
一組7～8人がバーにぶら下がり、最終的に各組2人に絞られるまで行う。また30秒が経過すると10秒ごとにロープが膝を横切るため、その都度足を曲げてやり過ごさないといけない。最長記録は4分2秒。
4thステージ
タイヤ手繰り寄せ対決（2024年）
30mの坂を駆け上がり、坂の下にあるタイヤをロープで引っ張り、頂上にある白線まで引き上げれば勝ちとなるタイマンレース。制限時間は2分で、敗者でもゴールタイムの上位1名のみが、敗者復活でラストステージに進出できる。対戦カードは各自抽選によって決まる。
ラストステージ
SASUKE本戦のセットを使ったステージ。以下のエリアをクリアしたゴールタイムで競い、上位3名が本選の出場権を手にする。そり立つ壁は5回まで挑戦可能。クリア者が3名を下回った場合はその人数で確定する（2022年予選会は2人だった）。挑戦順は各自抽選によって決まる。
| 年度   | エリア             | エリア | エリア         | エリア           | エリア           | エリア     |
| ------ | ------------------ | ------ | -------------- | ---------------- | ---------------- | ---------- |
| 2022年 | クワッドステップス | +      | ローリングヒル | フィッシュボーン | そり立つ壁       | そり立つ壁 |
| 2023年 | クワッドステップス | +      | ローリングヒル | フィッシュボーン | そり立つ壁       | そり立つ壁 |
| 2024年 | クワッドステップス | +      | ローリングヒル | フィッシュボーン | ジャンプグリップ | そり立つ壁 |

+は、エリア間が繋がっているのを意味する。
ジャンプグリップ
ドラゴングライダーの簡易版。トランポリンを飛んで頭上のバーを掴んでから対岸に着地。バーはチェーンで繋がれている。
その他のエリアの概要は#最新の障害物を参照。

### 過去の予選会種目
2ndステージ
地獄の持久走（2022年）
緑山スタジオの場内広場に特設された1周500mのコースを2周走る。これを1分間のインターバルを挟んで3レース行い、レースごとに規定の人数が脱落。第3レース目の先着8人が勝ち上がりとなる。なお、1分間のインターバルは、先頭の選手がゴールした瞬間からカウントされるため、先頭から遅れてゴールするほど、インターバルが短くなる。また同着により、15人先着のところを16人が第2レースに進出した組があった。この種目は男女混合で行われる。
3rdステージ
タイヤ押し（2022年）
重さ50kgのタイヤを全長30mの坂道の頂上まで押し続け、先に30m押した方が勝ちとなるタイマンレース。対戦カードは各自抽選によって決まる。最速タイムは岩城大地の39秒。
マイクロバス引き（2023年）
1対1で、それぞれ重さ5トンのマイクロバスを20m引き、ゴールタイムが早かった方の勝ち。敗者でもゴールタイムの上位2名が敗者復活で次のステージに進出できる。対戦カードは各自抽選によって決まる。最速タイムは稲垣翔平の20秒10。
4thステージ
ビーチフラッグス（2022年、2023年）
旗と反対側の方向へうつ伏せになり、その体勢から笛の合図で起き上がり、20m先の旗に向かって走り、先に旗を掴んだ方の勝利となる1対1の対決。対戦カードは各自抽選によって決まる。

### 結果
2022年（第40回大会）
| 選手              | 予選会   | 予選会 | 予選会           | 予選会              | 本戦     | 本戦               | 本戦                           |
| 選手              | ゼッケン | 出順   | 結果             | 備考                | ゼッケン | 結果               | 備考                           |
| ----------------- | -------- | ------ | ---------------- | ------------------- | -------- | ------------------ | ------------------------------ |
| 西村渉            | 81       | 2人目  | クリア           | 54.94秒、本戦進出   | 3937     | 1st ローリングヒル | 上り                           |
| 八重樫俊平        | 49       | 5人目  | クリア           | 1:03.65秒、本戦進出 | 3936     | 1st 2連そり立つ壁  | 二枚目、上る直前にタイムアップ |
| 西雄拓未          | 12       | 9人目  | そり立つ壁       |                     |          |                    |                                |
| 岩城大地          | 7        | 1人目  | そり立つ壁       |                     |          |                    |                                |
| 奥山勇樹          | 97       | 10人目 | フィッシュボーン | 終盤                |          |                    |                                |
| 越前陽也          | 33       | 6人目  | フィッシュボーン | 終盤                |          |                    |                                |
| 新井龍一          | 83       | 8人目  | フィッシュボーン | 中盤                |          |                    |                                |
| 運上雄基          | 38       | 4人目  | フィッシュボーン | 中盤                |          |                    |                                |
| オ ロスティスラブ | 93       | 7人目  | ローリングヒル   | 上り                |          |                    |                                |
| 石川黎旺          | 28       | 3人目  | ローリングヒル   | 上り                |          |                    |                                |

2023年（第41回大会）
| 選手       | 予選会   | 予選会 | 予選会           | 予選会            | 本戦     | 本戦                   | 本戦          |
| 選手       | ゼッケン | 出順   | 結果             | 備考              | ゼッケン | 結果                   | 備考          |
| ---------- | -------- | ------ | ---------------- | ----------------- | -------- | ---------------------- | ------------- |
| 相馬巧太郎 | 72       | 4人目  | クリア           | 37.56秒、本戦進出 | 38       | 1st ツインダイヤ       | 一つ目→二つ目 |
| 西雄拓未   | 7        | 6人目  | クリア           | 46.11秒、本戦進出 | 37       | 1st ドラゴングライダー | 一本目→二本目 |
| 中村晴     | 72       | 11人目 | クリア           | 46.29秒、本戦進出 | 36       | 1st ツインダイヤ       | 一つ目→二つ目 |
| 松橋一真   | 94       | 3人目  | クリア           | 57.54秒           |          |                        |               |
| 與那嶺亮太 | 39       | 8人目  | クリア           | 59.05秒           |          |                        |               |
| 上村匠     | 90       | 2人目  | クリア           | 79.38秒           |          |                        |               |
| 戸川怜     | 76       | 1人目  | クリア           | 97.85秒           |          |                        |               |
| 宮川知樹   | 88       | 10人目 | フィッシュボーン | 中盤              |          |                        |               |
| 亀山大介   | 74       | 5人目  | フィッシュボーン | 中盤              |          |                        |               |
| 森谷亙     | 62       | 9人目  | ローリングヒル   | 上り              |          |                        |               |
| 伊藤瑠威   | 18       | 7人目  | ローリングヒル   | 上り              |          |                        |               |

2024年（第42回大会）
| 選手       | 予選会   | 予選会                 | 予選会                 | 予選会              | 本戦     | 本戦                   | 本戦                             |
| 選手       | ゼッケン | 出順                   | 結果                   | 備考                | ゼッケン | 結果                   | 備考                             |
| ---------- | -------- | ---------------------- | ---------------------- | ------------------- | -------- | ---------------------- | -------------------------------- |
| 稲垣翔平   | 93       | 4人目                  | クリア                 | 38.32秒、本戦進出   | 35       | 1st ドラゴングライダー | 1本目→2本目                      |
| 松村康平   | 78       | 5人目                  | クリア                 | 45.48秒、本戦進出   | 34       | 1st ドラゴングライダー | 1本目終点                        |
| 井本恭人   | 2        | 2人目                  | クリア                 | 46.61秒、本戦進出   | 33       | 2nd リバースコンベアー | 端を利用して進んだため失格       |
| 佐伯健人   | 25       | 6人目                  | ジャンプグリップ       | 掴み失敗            |          |                        |                                  |
| 梅谷悠太郎 | 89       | 3人目                  | ジャンプグリップ       | 掴み失敗            |          |                        |                                  |
| 北山武資   | 64       | 8人目                  | フィッシュボーン       | 中盤                |          |                        |                                  |
| 南雲悠延   | 97       | 1人目                  | フィッシュボーン       | 中盤                |          |                        |                                  |
| 高橋竜平   | 44       | 7人目                  | ローリングヒル         | 上り                |          |                        |                                  |
| 選手       | 予選会   | 予選会                 | 予選会                 | 予選会              | 本戦     | 本戦                   | 本戦                             |
| 選手       | ゼッケン | 結果                   | 結果                   | 備考                | ゼッケン | 結果                   | 備考                             |
| 荒川洋兵   | 17       | 最終オーディション通過 | 最終オーディション通過 | 3rdステージリタイア | 32       | 1st ツインダイヤ       | 一つ目→二つ目 Paraviオリジナル版 |
| 上村匠     | 31       | 最終オーディション通過 | 最終オーディション通過 | 3rdステージリタイア | 31       | 2nd ローリングログ     |                                  |

## SASUKE甲子園
2023年からは高校生を対象にした「SASUKE甲子園」が開催された。オーディションに合格した8校がトーナメント形式で戦い、優勝校の代表3名が本戦への出場権を得る。
第42回終了時点で、甲子園からの1stクリアは2年連続で0。最終エリアに辿り着いたのは鈴木のみ。

### 種目
SASUKEリレー（2023年 - ）
| 年度   | コース      | コース      | コース      | コース       | コース        |
| ------ | ----------- | ----------- | ----------- | ------------ | ------------- |
| 2023年 | 手押し車25m | おんぶ100ｍ | おんぶ100ｍ | うんてい15ｍ | タイヤ押し20m |
| 2024年 | 手押し車25m | おんぶ60ｍ  | 壁登り      | うんてい15ｍ | タイヤ押し20m |

- 手押し車、おんぶの相手はチームメイトが行う。
- 壁登りは1.5mと2mで2mの方にはロープが付けられている。

以上のコースを3人で3周する。
SASUKE我慢比べ（2023年 - ）
| 年度   | 一回戦             | 二回戦               | 三回戦               |
| ------ | ------------------ | -------------------- | -------------------- |
| 2023年 | 耐久ぶら下がり対決 | 腹筋対決（傾斜30度） | 無限ジャンプ対決     |
| 2024年 | 耐久ぶら下がり対決 | 無限ジャンプ対決     | 腹筋対決（傾斜30度） |

- 腹筋対決…必ず頂上にあるボタンを押さなければならない。
- 無限ジャンプ…約一秒で一周するバーを飛び越える。

それぞれの種目をチームの代表同士が行い生き残ったほうが勝利で先に二勝した方が決勝進出。二回戦の地点で二勝すると三回戦は行われず、2023年では二試合とも二回戦で決着が付いた。2024年では三回戦の腹筋対決で同率となり、5分間の休憩を経て同じ選手で延長戦が行われた。
ファイナルステージ（決勝）（2023年 - ）
予選会と同じ本番のセットを使うがそり立つ壁は30cm低くされ、2024年のトライアウトにはあったジャンプグリップは使われていない。各高校の選手が交互に挑戦し、2校のうち最速でクリアした人がいる高校が本戦出場となる。

### 結果
2023年（第41回大会）
|  | 1回戦                  | 1回戦              |  |  | 準決勝 | 準決勝 |  |  | 決勝 | 決勝 |
|  |                        |                    |  |  |        |        |  |  |      |      |
|  |                        |                    |  |  |        |        |  |  |      |      |
|  |                        |                    |  |  |        |        |  |  |      |      |
|  | 青山学院高等部（東京） | ◯                  |  |  |        |        |  |  |      |      |
|  | 青山学院高等部（東京） | ◯                  |  |  |        |        |  |  |      |      |
|  | 木更津総合高校（千葉） |                    |  |  |        |        |  |  |      |      |
|  | 青山学院高等部（東京） | ◯                  |  |  |        |        |  |  |      |      |
|  | 青山学院高等部（東京） | ◯                  |  |  |        |        |  |  |      |      |
|  |                        | 小山台高校（東京） |  |  |        |        |  |  |      |      |
|  | 小山台高校（東京）     | ◯                  |  |  |        |        |  |  |      |      |
|  | 小山台高校（東京）     | ◯                  |  |  |        |        |  |  |      |      |
|  | 大和東高校（神奈川）   |                    |  |  |        |        |  |  |      |      |
|  | 青山学院高等部（東京） | 優勝               |  |  |        |        |  |  |      |      |
|  | 青山学院高等部（東京） | 優勝               |  |  |        |        |  |  |      |      |
|  |                        | 太田高校（群馬）   |  |  |        |        |  |  |      |      |
|  | 太田高校（群馬）       | ◯                  |  |  |        |        |  |  |      |      |
|  | 太田高校（群馬）       | ◯                  |  |  |        |        |  |  |      |      |
|  | 天竜高校（静岡）       |                    |  |  |        |        |  |  |      |      |
|  | 太田高校（群馬）       | ◯                  |  |  |        |        |  |  |      |      |
|  | 太田高校（群馬）       | ◯                  |  |  |        |        |  |  |      |      |
|  |                        | 海城高校（東京）   |  |  |        |        |  |  |      |      |
|  | 名取高校（宮城）       |                    |  |  |        |        |  |  |      |      |
|  |                        |                    |  |  |        |        |  |  |      |      |
|  | 海城高校（東京）       | ◯                  |  |  |        |        |  |  |      |      |
|  | 海城高校（東京）       | ◯                  |  |  |        |        |  |  |      |      |

| 選手     | SASUKE甲子園（決勝）   | SASUKE甲子園（決勝） | SASUKE甲子園（決勝） | SASUKE甲子園（決勝） | 本戦     | 本戦               | 本戦          |
| 選手     | 高校                   | 出順                 | 結果                 | 備考                 | ゼッケン | 結果               | 備考          |
| -------- | ---------------------- | -------------------- | -------------------- | -------------------- | -------- | ------------------ | ------------- |
| 馬渕広夢 | 青山学院高等部（東京） | 6番手                | クリア               | 41.52秒              | 33       | 1st ツインダイヤ   | 一つ目→二つ目 |
| 長尾櫂   | 青山学院高等部（東京） | 2番手                | フィッシュボーン     |                      | 35       | 1st ローリングヒル | 上り          |
| 青柳匠海 | 太田高校（群馬）       | 5番手                | ローリングヒル       | 上り                 |          |                    |               |
| 晝間幹世 | 青山学院高等部（東京） | 4番手                | ローリングヒル       | 上り                 | 34       | 1st ローリングヒル | 上り          |
| 石塚佑慎 | 太田高校（群馬）       | 3番手                | ローリングヒル       | 上り                 |          |                    |               |
| 阿部雷童 | 太田高校（群馬）       | 1番手                | ローリングヒル       | 上り                 |          |                    |               |

2024年（第42回大会）
|  | 1回戦                  | 1回戦            |                    |   | 準決勝 | 準決勝 |  |  | 決勝 | 決勝 |
|  |                        |                  |                    |   |        |        |  |  |      |      |
|  |                        |                  |                    |   |        |        |  |  |      |      |
|  |                        |                  |                    |   |        |        |  |  |      |      |
|  | 星槎高校（神奈川）     | ◯                |                    |   |        |        |  |  |      |      |
|  | 星槎高校（神奈川）     | ◯                |                    |   |        |        |  |  |      |      |
|  | 青山学院高等部（東京） |                  |                    |   |        |        |  |  |      |      |
|  | 星槎高校（神奈川）     | ◯                |                    |   |        |        |  |  |      |      |
|  | 星槎高校（神奈川）     | ◯                |                    |   |        |        |  |  |      |      |
|  |                        | 膳所高校（滋賀） |                    |   |        |        |  |  |      |      |
|  | 小平西高校（東京）     |                  |                    |   |        |        |  |  |      |      |
|  |                        |                  |                    |   |        |        |  |  |      |      |
|  | 膳所高校（滋賀）       | ◯                |                    |   |        |        |  |  |      |      |
|  | 膳所高校（滋賀）       | ◯                | 星槎高校（神奈川） |   |        |        |  |  |      |      |
|  |                        |                  |                    |   |        |        |  |  |      |      |
|  |                        | 名取高校（宮城） | 優勝               |   |        |        |  |  |      |      |
|  | 埼玉栄高校（埼玉）     | 名取高校（宮城） | 優勝               | ◯ |        |        |  |  |      |      |
|  | 埼玉栄高校（埼玉）     |                  |                    | ◯ |        |        |  |  |      |      |
|  | 木更津総合高校（千葉） |                  |                    |   |        |        |  |  |      |      |
|  | 埼玉栄高校（埼玉）     |                  |                    |   |        |        |  |  |      |      |
|  |                        |                  |                    |   |        |        |  |  |      |      |
|  |                        | 名取高校（宮城） | ◯                  |   |        |        |  |  |      |      |
|  | 名取高校（宮城）       | 名取高校（宮城） | ◯                  | ◯ |        |        |  |  |      |      |
|  | 名取高校（宮城）       |                  |                    | ◯ |        |        |  |  |      |      |
|  | 愛工大名電高校（愛知） |                  |                    |   |        |        |  |  |      |      |
|  |                        |                  |                    |   |        |        |  |  |      |      |

| 選手     | SASUKE甲子園（決勝） | SASUKE甲子園（決勝） | SASUKE甲子園（決勝） | SASUKE甲子園（決勝） | 本戦     | 本戦                   | 本戦         |
| 選手     | 高校                 | 出順                 | 結果                 | 備考                 | ゼッケン | 結果                   | 備考         |
| -------- | -------------------- | -------------------- | -------------------- | -------------------- | -------- | ---------------------- | ------------ |
| 鈴木幸成 | 名取高校（宮城）     | 1番手                | クリア               | 38.09秒              | 36       | 1st そり立つ壁         | タイムアップ |
| 大坪勇天 | 星槎高校（神奈川）   | 4番手                | クリア               | 49.66秒              |          |                        |              |
| 園山槙也 | 星槎高校（神奈川）   | 6番手                | フィッシュボーン     | 中盤                 |          |                        |              |
| 林奏純   | 星槎高校（神奈川）   | 2番手                | フィッシュボーン     | 序盤                 |          |                        |              |
| 高橋世   | 名取高校（宮城）     | 5番手                | ローリングヒル       | 上り                 | 37       | 1st ドラゴングライダー | 1本目終点    |
| 大場理央 | 名取高校（宮城）     | 3番手                | ローリングヒル       | 上り                 | 38       | 1st フィッシュボーン   | 終盤         |

## 主な出場選手

### 有力選手
以下では、ファイナリスト、最優秀成績経験者、3rd以降に複数回進出した者を対象に詳細を記述する。
なお、出場回数は第42回までの回数である｡

#### 完全制覇者
第42回終了時点で6回完全制覇が達成されている。
- 秋山和彦（出場21回　毛ガニ漁師→北海道高等盲学校→蓬和治療院〈旧･秋山治療院〉院長）
  - 史上初の完全制覇者。愛称は「毛ガニの秋山」。クイックマッスル[注 13]の大会記録保持者[注 14]。第4回に史上初の完全制覇を達成。
- 長野誠（出場30回＋W杯2024　漁師「第28金比羅丸」→「第50金比羅丸」船長→タグボート船員）
  - 史上2人目の完全制覇者。「史上最強の漁師」のキャッチフレーズを持つ。第17回に史上2人目の完全制覇を達成。
- 漆原裕治（出場22回＋W杯2024　靴のハルタ 営業）
  - 史上3人目の完全制覇者にして、史上初の2度の完全制覇者。複数回制覇者の1人。「新世代のリーダー」「空中の魔術師」などのキャッチフレーズを持つ。第24回に史上3人目の完全制覇・第27回に史上初の2度目の完全制覇を達成。
- 森本裕介（出場18回＋W杯2024　中学生→サスケ修行中の高校生→高知大学[注 15]→IDECソフトウェアエンジニア（ホノルル本社）・元うんてい日本記録保持者）
  - 史上4人目の完全制覇者にして、史上2人目の2度の完全制覇者であり、唯一のゼッケン100番の完全制覇者。複数回制覇者の1人。愛称は「サスケ君」であり、完全制覇以降は「完全制覇のサスケ君」という別名がついている。第31回に史上4人目の完全制覇・第38回に史上2人目の2度目の完全制覇を達成。

#### SASUKEオールスターズ
以下の6人は「SASUKEオールスターズ」と呼ばれる。メンバー達が結成したのではなく、番組側によって定義されたもの。初期はメンバーが流動的で大森晃やケイン・コスギなども含まれていた時期もあるが、第14回大会から現在の6人で固定された。
全員が単独での最優秀成績を経験しており、竹田以外は全員FINALへ進出している。全員プロのスポーツ選手やタレントではなく一般人である。第3期まで番組を中心選手として盛り上げた。
- 山田勝己（出場33回＋W杯2024　ボンベ配送業→無職→鉄工所（井上鉄工所）アルバイト→鉄工所（井上鉄工所）社長）
  - 第3回大会ファイナリスト[25]。愛称は「ミスターSASUKE」「浪速のターミネーター」など。SASUKEの象徴的存在。
- 山本進悟（出場42回＋W杯2024　ガソリンスタンド（長谷川サービスステーション）勤務[注 16]→無職→自動車整備工場勤務→トレーニングジム（bariante）経営）
  - 第3回、第7回大会ファイナリスト[25]。「板橋中台インターの不死鳥伝説」「SASUKE唯一の皆勤賞」などのキャッチフレーズを持つ。第42回まで唯一のSASUKE皆勤賞。
- 秋山和彦
  - 完全制覇者の項を参照。
- 竹田敏浩（出場31回　岐阜県揖斐郡消防士→→加圧トレーニングジム（ヒーリングスペースAnju）経営）
  - 「史上最強の消防士」のキャッチフレーズを持つ。3rdステージに歴代最多の13回進出した。
- 長野誠
  - 完全制覇者の項を参照。
- 白鳥文平（出場13回　千葉県印西市役所（旧・印旛村役場）勤務公務員→印西病院勤務）
  - 第12回大会ファイナリスト[25]「印旛村の英雄」のキャッチフレーズを持つ。

#### SASUKE新世代
第17回、長崎峻侑がFINALに進出した頃から、オールスターズより年齢が若い成績優秀者に対して、ナレーションや実況が「新世代組」と呼ぶようになった。一時期では、「オールスターズvs新世代組」の抗争を番組側が演出した時があった。第3期後半から現在に至るまで中心選手として番組を盛り上げている。詳細は個人ページ参照。
- 漆原裕治
  - 完全制覇者の項を参照。
- 長崎峻侑（出場20回　トランポリンプレーヤー[注 17]→体操クラブコーチ→トランポリンパフォーマー・トランポフィットネスインストラクター）
  - 第17回大会ファイナリスト[25]。番組内で初めて「SASUKE新世代」と呼称された選手。
- 鈴木祐輔
  - その他の国内の有力選手の項を参照。
- 菅野仁志（出場19回　国士舘大学体操競技部出身→フリーター→ビルメンテナンス業・シルバーアクセサリーデザイナー）
  - 第23回大会ファイナリスト[25]。史上3人目の完全制覇者である漆原と同時期に台頭し、「新世代の旗手」というキャッチフレーズを持っていた。
- 橋本亘司（出場10回　ジムインストラクター→島根県浜田市体育協会体操指導員→整体師）
  - 第24回大会ファイナリスト[25]。新世代と呼ばれるメンバーの中でも特に目覚ましい活躍を果たした事から、「新世代第三の男」と番組から称された事もある。
- 田島直弥
  - その他の出場選手の項を参照。
- 朝一眞（出場8回　大工→植木職人→型枠大工）
  - SASUKEに対し、一際情熱的に挑むその姿から「涙の型枠大工」というキャッチフレーズを付けられていた。
- 又地諒（出場19回　塗装工→無職→配管工）
  - 第27回、第30回大会ファイナリスト[25]。
- 川口朋広（出場18回＋W杯2024　運送業→コンクリートミキサー車運転手→クライミングシューズメーカー「PER-ADRA」取締役→無職→スポーツブランド「ALTIOR」社長・コンクリートミキサー車運転手）
  - 第30回大会ファイナリスト[25]。SASUKEを切っ掛けとした転職の影響により、「SASUKE界のリアル陸王」というキャッチフレーズを付けられている。
- 日置将士（出場17回＋W杯2024　千葉県印旛郡（酒々井町）電気店「キタガワ電気」店長）
  - 有力選手ながら中盤のゼッケンで挑戦することが多く、新エリアの最初のクリア者になることが多い[注 18]ため、「SASUKEの切り込み隊長」と呼ばれている。また近年では「SASUKE4兄弟・次男」とも称されている。
- 岸本真弥
  - その他の出場選手の項を参照。

#### 森本世代
森本裕介が第29回大会で3rdに進出し最優秀成績者になった後に台頭した、新世代より更に年齢が若い有力者に対して、番組側や各種メディアなどから「森本世代」あるいは「サスケ君世代」という通称が用いられ始めた。第5期から現在までの中心選手である世代。第40回・第41回大会では全員が3rd進出を果たしている。詳細は個人ページ参照。
- 森本裕介
  - 完全制覇者の項を参照。
- 多田竜也（出場11回＋W杯2024　山辺中学校2年生→3年生→山形県庁職員・理学療法士）
  - 第37回、第40回大会ファイナリスト[25]。「SASUKE Park in 豊洲」の完全制覇経験者で、「山形県庁の星」や「フライングスター」などのキャッチフレーズを持つ。
- 佐藤惇（出場14回　パルクール高校生→パルクール指導員→日本パルクール協会会長）
  - 日本初のパルクール指導員という肩書きから、「パルクール伝道師」や、安定した成績と抜群のスピードから名付けられた「現代版忍者」などのキャッチフレーズを持つ。
- 山本桂太朗（出場11回＋W杯2024　高校生→慶応義塾大学文学部4年生→栄光ゼミナール講師）
  - 「SASUKE Park in 豊洲」の完全制覇経験者。自身の指先の力や職業から「指先最強」や「最強の塾講師」などのキャッチフレーズを持つ後述の荒木直之とは、慶應義塾大学山岳部の先輩後輩の間柄である。
- 荒木直之（出場10回　慶応義塾大学→慶応義塾大学大学院→カーデザイナー）
  - 「SASUKE Park in 豊洲」の完全制覇経験者で、2016年のベトナム版SASUKE｢SASUKE Vietnam2｣ファイナリスト。森本世代の「ライジングスター」などのキャッチフレーズを持つ。

#### 芸能人の有力選手
- 大森晃→モンキッキー（出場12回　タレント、旧・おさる（アニマル梯団））
  - 第1回～第3回大会ファイナリスト[25]。第7回まで皆勤。SASUKEオールスターズの先駆け的存在で、番宣でSASUKEオールスターズとして紹介されていた時期もあった。「芸能界のミスターSASUKE」の異名を持っていた。詳細は個人ページ参照。
- ケイン・コスギ（出場7回＋W杯2024　アクション俳優）
  - 第8回大会ファイナリスト[25]。第40回大会に21年の出場最長ブランク、48歳の最年長クリアを記録した。詳細は個人ページ参照。
- シェイン・コスギ（出場7回　アクション俳優）
  - 詳細は個人ページ参照。
- 池谷直樹（出場22回　モンスターボックス（跳び箱）世界記録保持者・タレント）
  - 「逆三角形のエイリアン」「人間ムササビ男」のキャッチフレーズを持つ。詳細は個人ページ参照。
- 梶原颯（出場5回　吉本坂46→筋肉俳優[注 19]）
  - 第41回大会で1stステージ歴代最速の45.39秒残しを記録した。詳細は個人ページ参照。

#### その他の国内の有力選手
- 三浦英一（出場9回　とび職）
  - 第1回から第9回まで皆勤賞。第2回では2ndのウォールリフティングで3枚の壁全てを、腕を伸ばして頭上まで持ち上げるパフォーマンスで攻略し9.2秒残しでクリア。3rdでは最終エリアのパイプスライダーで、ゴール地点に足を乗せた瞬間に後方にバランスを崩し落水（ゼッケン30）[動画 1]。
- 川島孝幸（出場8回　中華料理店店員・'95アクロバット体操世界選手権第6位→'03全日本タンブリング選手権優勝）
  - 第1回大会ファイナリスト[25]。当時18歳で出場し、史上最年少FINAL進出者且つFINAL最初の挑戦者となった（ゼッケン49）[動画 2]。その後不定期に出場したが、良い結果を振るわず。
- 楊崇（出場2回　桐朋学園短大1年）
  - 第1回大会ファイナリスト[25]。FINALに進出し綱登りでリタイア（ゼッケン72）[動画 2]。
- 長谷川健（出場3回　アクション俳優・日光江戸村の忍者）
  - 第1回大会ファイナリスト[25]。FINALの綱登りでリタイア（ゼッケン96）。第2回はパイプスライダーの二本目に入った途端落下（ゼッケン65）。第3回は1stステージ1人目のクリア者になるも前回と同じところでリタイア（ゼッケン10）。
- 山本達也（出場3回　大工）
  - 第3回大会ファイナリスト[25]。第2回は3rdのパイプスライダーで、1本目の終点に到達後、中間地点のバーに足をかけられずリタイア（ゼッケン49）[動画 1]。第3回に3rdパイプスライダーを攻略し、5人のFINALステージ進出者うちの1人となる（ゼッケン54）[動画 3]。
- 田中光（出場2回　アトランタオリンピック体操日本代表）
  - 第2回大会ファイナリスト[25]。初出場の第2回では、2ndスパイダーウォークで時間を使ってしまうが、後半は上手くまとめ1.8秒残しでクリア。3rdでは前に挑戦した7人全員が新設されたパイプスライダーで脱落という状況であったが、田中が初の成功者となる。FINALではゴール地点約残り2mまで迫り、最優秀成績者となる（ゼッケン97）。今大会の活躍により、完全制覇に一番近い男と評された[注 20]。
- 朝岡弘行（出場11回　アマチュアボクサー→小学校教師[注 21]→絵本作家志望）
  - 第12回大会ファイナリスト[25]。初出場の第3回は、2ndの五連ハンマーでリタイア（ゼッケン34）[動画 3]。第4回は3rdのパイプスライダーで、ゴール地点が離れたことに苦戦しリタイア（ゼッケン3）[動画 4]。第10回は3rdのボディプロップでリタイア（ゼッケン954）[動画 5]。第11回は2ndのチェーンリアクションでリタイア（ゼッケン54）[動画 6]。第12回前にSASUKEのトレーニングに専念するため半年間休職して、万全の対策を練った。今大会は練習の成果を発揮し、3rdに4年越しのリベンジを達成。FINALステージではゴール地点約残り2mまで迫った（ゼッケン72）。第14回は、3rdのクリフハンガー改でリタイア（ゼッケン80）[動画 7]。第15回は、1stのロープクライムの頂点でタイムアップ(ゼッケン91)。第16回は、1stの三段ローリング丸太でリタイア(ゼッケン76)。
- 松本稔（出場1回　とび職）
  - 第3回大会ファイナリスト[25]。初出場にしてFINALステージ進出者5人のうちの1人となり、FINAL残り約7mまで進出（ゼッケン49）[動画 3]。出場はこの1大会のみであることから、現状唯一のファイナリスト率100％の選手である。
- 髙橋賢次（出場21回　佐川急便セールスドライバー→運送業「KONG EXPRESS」代表）
  - 愛称は「コング髙橋」。第24回大会ファイナリスト[25]。詳細は個人ページを参照。
- 中田大輔（出場9回　プロトランポリンプレーヤー）
  - 詳細は個人ページを参照。
- 鷲見裕二（出場9回　大型自動車整備士→モトクロス国際A級ライダー→元モトクロス国際A級ライダー→自動車整備士）
  - 初出場は第11回で、ローリング丸太でリタイア(ゼッケン73)。第15回は三段ローリング丸太でリタイア(ゼッケン7？)。第17回は最終予選を1位で通過し、そり立つ壁でタイムアップ(ゼッケン68)。第18回は1stを9.3秒残しで初めてクリア。2ndはサーモンラダーの5→6段目でリタイア（ゼッケン70）[動画 8]。第19回に2ndで最終競技者となり、サーモンラダーのリベンジに挑むも超えられず[動画 9]。初の最優秀成績者となる。第24回でサーモンラダーを突破するが、メタルスピンでリタイア。第40回の予選会に出場し、第4ステージのビーチフラッグスで敗退。
- 小林信治（出場10回　産業廃棄物運搬業）
  - 第11回に「モンキーバーズ」第2位の成績を引っ提げて初出場。1stではターザンロープで一番手前のロープに体重を乗せて、一番奥のロープにダイレクトに手を掛ける方法で攻略し、9.35秒残しでクリア。2ndは20.44秒残しで最速タイムを樹立。3rdではクリフハンガー改をクリアし、パイプスライダーまで到達するも、最終地点でのパイプの後退に苦戦を強いられ、ジャンプをする前に力尽きて落下（ゼッケン74）[動画 6]。第14回では1stでゴールボタンを足で押して、17.61秒残しでクリア。2ndではウォールリフティングで3枚目の50kgの壁を肩に乗せるパフォーマンスを魅せてクリア。3rdでは新エリアのジャンピングバーの最初の挑戦者、ならびに成功者となるが、同じく新エリアのデビルブランコで、直後のパイプスライダーのパイプを掴み損ねてパイプを前進させる痛恨のミスが響き、パイプを掴みにかかるも落下。最優秀成績者となった（ゼッケン68）。第15回は1stのねじれた壁で、ロープを掴み損ねリタイア（ゼッケン98）。第16回は2ndのメタルスピンでリタイア（ゼッケン92）[動画 10]。第21回を最後に出場(なお、ロープラダーでタイムアップ、ゼッケン79)していないものの、第40回に10年ぶりに出場が決まった秋山和彦の応援に駆け付けた[動画 11]。
- 山田康司（出場7回　岐阜県郡上市消防士）
  - キャッチフレーズは、「体脂肪率3%の消防士」。第12回に初出場且つゼッケン1番で1stをクリアし、3rdのクリフハンガー改まで到達。第14回は1st・そり立つ壁でタイムアップ（ゼッケン57）[動画 7]。第15回は3rdのジャンピングバーの最後の1本を掴みきれずリタイア（ゼッケン70）[動画 12]。第16回は3rdでデビルブランコの初の突破者となるも、パイプスライダーでバーをスライドさせることができずリタイア[動画 10]。第17回は2ndのメタルスピンでリタイア[動画 13]。第19回は初出場以来に1st1人目のクリア者となり、2ndでは初挑戦のサーモンラダーで、最上段の突起にバーを上げられずタイムアップ（ゼッケン79）[動画 9]。初の最優秀成績者となる。
- 小林正明（出場6回　体育塾塾長）
  - 第12回は3rdのボディプロップでリタイア（ゼッケン92）[動画 14]。第13回は3rdのカーテンクリングでリタイア（ゼッケン97）[動画 15]。第14回も3rdに進出した（ゼッケン87）[動画 7]。第29回ではジャンプハング改でリタイア(ゼッケン58)。
- 石川輝一（出場8回　日体大体操部OB→マッスルミュージカル→居酒屋「地どり屋」店長）
  - 第14回に初出場ながら3rdまで進出し、ボディプロップでリタイア（ゼッケン76）[動画 7]。第24回には5年ぶりに2ndに進出したが、メタルスピンでリタイア（ゼッケン64）。その後、第26回は1st STAGE日本人クリア者4人の内の1人となり、2nd STAGEに進出。結果はダブルサーモンラダーでリタイア（ゼッケン85）。第27回も危なげなく1st STAGEをクリア。しかし2nd STAGEでは、僅か0.06秒を残してのギリギリのクリア。長崎峻侑に続く約6年8ヶ月のブランクで3rd STAGEに進出。3rd STAGEではフライングバーの1回目→2回目の飛び移り前に落下。第30回では2ndのバックストリームでタイムアップ（ゼッケン2974、全カット）。
- 鈴木祐輔（出場15回　アウトドアインストラクター→厚木市立厚木中学校→厚木市立藤塚中学校 保健体育教師）
  - 通称「サスケ先生（3代目）」。詳細は個人ページ参照。
- 奥山義行（出場10回　'91世界陸上 200m走日本代表→スポーツトレーナー）
  - 「孤高の天才スプリンター」の異名を持ち、「SASUKEは自分にとってのオリンピック」と語っている。第24回大会で39歳の史上最年長ファイナリスト[25]、詳細は個人ページを参照。
- 伊佐嘉矩（出場5回　現役十種競技選手）
  - 元黒虎メンバーだったが、2021年6月に脱退した。詳細は個人ページを参照。
- 山本良幸（出場6回＋W杯2024　保健体育教師）
  - 元関西大学体操部主将。「山田軍団 黒虎」団員にして「ミスター黒虎」の異名を持つ。第40回大会ファイナリスト[25]。詳細は個人ページ参照。
- 武藤智広（出場5回　トランポリン インカレ優勝）
  - 第38回初出場。1stのドラゴングライダーで2本目のレール滑走中に手が離れリタイア（ゼッケン42、Paraviオリジナル版）。第39回はローリングヒルで際どい場面がありながらも、ドラゴングライダーへのリベンジに成功し1stを突破。2ndを初挑戦でクリア。3rdでは、マイナーリニューアルが施されたサイドワインダーで、飛び移りのタイミングを逸し2本目への移行に失敗（ゼッケン71）。第40回では、1st・2ndで警告音が鳴る前にフィニッシュし、2大会連続の3rd進出を果たしたが、3rdでは昨年と同じくサイドワインダーの2本目への移行に失敗（ゼッケン3976、ダイジェスト）。第41回でも3rdに進出し3度目の正直でサイドワインダーをクリアするもクリフディメンションの1→2本目の移行に失敗（ゼッケン77、ダイジェスト）。第42回では4大会連続で3rdに進出し新スイングエッジもクリアするも前回同様クリフディメンションの1→2本目の移行に失敗（ゼッケン60）。
- 宮岡良丞（出場2回　愛媛銀行 職員）
  - 第42回大会ファイナリスト。「SASUKE Park in 豊洲」の完全制覇経験者で、第41回初出場。詳細は個人ページ参照。

#### 海外の有力選手
- ヨルダン・ヨブチェフ（出場7回　アテネオリンピック吊り輪銀床銅メダリスト）
  - 第8回大会ファイナリスト[25]。外国人初のファイナリストとなる。
- リー・エンチ（出場12回　プロロッククライマー→スポーツトレーナー）
  - 第24回大会ファイナリスト[25]。「台湾の英雄」のキャッチフレーズを持つ。詳細は個人ページを参照。
- ブライアン・オロスコ（出場5回　プロフリーランニング選手）
  - 第20回初出場。第21回は2ndのサーモンラダーの最上段で、掛け違いを起こしたと同時に落水（ゼッケン75）[動画 16]。第25回は3rd・ドアノブグラスパーの2→3個目でリタイア（ゼッケン69）。第26回はアメリカ予選会を第1位で通過し、1stを20.58秒残し、2ndを5.7秒残しでクリアした[動画 17]。3rdはスタートエリアのルーレットシリンダーで力尽きリタイア。
- リーヴァイ・ミューエンバーグ（出場5回　プロフリーランニング選手）
  - 第2回アメリカ予選会を1位通過し、第20回初出場。同大会では初出場ながら外国出身選手として初の大会最優秀成績者となる。詳細は個人ページを参照。
- デイヴィッド・キャンベル（出場3回　ミュージシャン）
  - 自宅の1200坪の庭にSASUKEのセットを作り、練習している。初出場の第22回では道中の無駄なポーズがタイムロスとなり､ロープラダーでタイムアップ（ゼッケン50）。第26回は1stで21.51秒残し、2ndを23.4秒残しのダブル最速タイムを達成。3rdのアルティメットクリフハンガーでリタイア[動画 17]。第27回は1stを44.32秒残しの歴代最速タイム（当時）で通過するが、3rdアルティメットクリフハンガーで対岸を目前にしてリタイア（ゼッケン98）。
- ポール・キャゼミア（出場2回　ソフトウェアエンジニア）
  - 初出場の第26回では1st最初のクリア者となり、3rdのドアノブグラスパーでリタイア（ゼッケン61）[動画 17]。第27回は3rdアルティメットクリフハンガーでリタイア（ゼッケン89?）。
- ブレント・ステッフェンセン（出場3回　スタントマン）
  - 初出場の第26回に2ndを21.6秒残しでクリア[動画 17]し、3rdアルティメットクリフハンガーでリタイア（ゼッケン75?、ダイジェスト）。第27回は1stで30秒近くのタイムを残してクリアするも、2ndのメタルスピンでリタイア[動画 18]。第32回に5大会ぶりに出場し、初のクリア者となる。3rdウルトラクレイジークリフハンガーでリタイア（ゼッケン62）。
- ドリュー・ドレッシェル（出場8回　ジムトレーナー、ASEAN OPEN CUP 2014団体・個人金メダリスト）
  - 「アメリカ版SASUKE｢American Ninja Warrior｣の英雄（または大スター）」のキャッチフレーズを持つ。第27回でアメリカの予選組として初出場。1stのハーフパイプアタックで着地する際に丸太の足場に足を痛めてしまい棄権となりリタイアとなった。なおアメリカ代表10人のうちの1人で唯一の1stリタイア者である。第30回は大会前に開かれた「SASUKE ASEAN OPEN CUP 2014」で個人・団体金メダリストの称号を獲得し出場。3rdクレイジークリフハンガーでリタイア（ゼッケン2991）。第32回ではウルトラクレイジークリフハンガーを初見でクリアしたが、バーティカルリミット突入直後にリタイア。外国人としてはリー・エンチ以来6大会ぶり3人目の外国人最優秀成績者となった（ゼッケン93）。第33回ではウルトラクレイジークリフハンガーの2回目の跳躍で落下しリタイア。2大会連続で最優秀成績となった（ゼッケン96）。第34回もウルトラクレイジークリフハンガーの2回目の跳躍で落下しリタイア（ゼッケン97）。第35回では、2ndで最速タイムを叩き出し、3大会ぶりにウルトラクレイジークリフハンガーを攻略したが続くバーティカルリミットの1本目終盤でリタイア（ゼッケン98）。第36回では1stを29.45秒の驚異の最速タイムを叩き出したが、2ndでは27.55秒でゴールするもバックストリームを越えた先の滑り台で勢い余り黒いマットに落ちたことがコースアウトで失格となってしまい、自身初の2ndでのリタイアとなった。
  - ヒューストンにある「アイアンスポーツ」[26] の専属トレーナー及びウインザーにある｢リアルライフニンジャアカデミー｣の主催を務め、American Ninja Warrior出場を目指す者への指導を行っていたが、2020年8月5日、未成年女性に猥褻行為を行い性的に露骨な画像を送るように求めていたとして逮捕された[27]。
- ラギヴァル・アナスターズ（出場4回　タヒチアンダンス講師）
  - 2014年夏に豊洲で開催された「SASUKE Park in 豊洲」でSASUKEに興味を持ち始めオーディションへ応募、通過して第31回に初出場。1stを最速タイムでクリアするという衝撃のデビューを飾り、3rdのクレイジークリフハンガーまで進出した（ゼッケン72）。第32回では、1st・2nd同時最速タイムを記録。3rdは自身の挑戦前に雨が降り出すという劣悪なコンディションを強いられ、フライングバーの2回目の跳び移りでリタイア（ゼッケン94）。第33回は1stローリングヒルの下りでリタイア（ゼッケン94、ダイジェスト）。第34回は3rdウルトラクレイジークリフハンガーでリタイア（ゼッケン93、ダイジェスト）。
- ジェシー・グラフ（出場3回＋W杯2024　スタントウーマン）
  - 第34回初出場。女性2人目の1stクリア、さらに女性で初めて2ndをクリアするも、3rdウルトラクレイジークリフハンガーで2本目への飛び移りに失敗し落下。第37回に3大会ぶりの出場。前回の実績を引っ提げてゼッケンは98番と昇格を果たした。今大会も1st・2nd共に余裕でクリアするも、再び3rdクリフハンガーディメンションで2本目への飛び移りに失敗し落下。第40回に3大会ぶりに出場が決まり、2年前に両肩の靱帯を断裂し、手術を行っていたことが明らかとなった[動画 19]。1stをクリアしたが、2ndではローリングログの疲労によりサーモンラダーで慎重に時間をかけてしまい、リバースコンベアをクリアした直後でリタイアとなった。ワールドカップ2024ではアメリカ代表のキャプテンとして出場。1stでは女性対決の第3ヒートにてトップの成績を残すと、3rdではクリフディメンション1回目の飛び移りで落水したがこれも女性対決の第2ヒートにおいて2位とは40pt差のダブルスコア、3,4位の日本代表の2人とは60pt差をつける大活躍であった（背番号2）。
- レネ・キャスリー（出場2回＋W杯2024　象使い）
  - 100年以上続くサーカス一家の御曹司にして、自身も象と共に舞台に立つパフォーマー。第37回大会ファイナリスト[25]。ドイツ版Ninja Warrior2連覇の実績を引っ提げ初出場した第37回では、第8回のヨルダン・ヨブチェフ以来となる初出場でのFINAL進出[注 22]を果たすも、FINALのサーモンラダー15段の11段目で、バーが外れてしまいリタイア。初出場での最優秀成績という快挙を成し遂げた（ゼッケン88）。4年ぶりの出場となった第41回では、1stを43.28秒残しのスピードクリア。3rdはフライングバーをハイペースでクリアするパフォーマンスを決めて会場を湧かせるも、クリフディメンションの2→3本目の飛び移りでリタイア（ゼッケン93）。ワールドカップ2024ではドイツ代表のキャプテンとして出場。1stステージ第1ヒートに登場したがスピードを重視するあまりツインダイヤの突入タイミングを誤り落水。ヒート6位となった（背番号1）。
- ダニエル・ギル（出場2回＋W杯2024　アメリカ NINJA WARRIOR完全制覇者・ニンジャジムコーチ・作家）
  - American NINJA WARRIORで完全制覇したことで第41回に初出場。2ndまでは問題なくクリアしたが、3rdではクリフディメンションの2回目の飛び移りに失敗（ゼッケン92）。ワールドカップ2024ではアメリカ代表の一員として参戦。1stステージでは2ndステージ進出の当落線上にある状態で迎えた第5ヒートに登場。ウィングスライダーの段差の衝撃で左足を負傷するもチームのために戦い抜き、そり立つ壁まで到達。ヒート4位となりチームを2nd進出に導いた。ドクターからの許可を得て挑んだ3rdでは第41回同様クリフディメンションの2回目の飛び移りに失敗（背番号1）。第42回も3rdに進出、新スイングエッジの2回目の飛び移りを片手で耐えるリカバリーをするもまたしてもクリフディメンションを超えられず（ゼッケン91）。

### その他の出場選手
ここでは、出場回数や成績にかかわらず、様々な面で会場を沸かせた人物を挙げていく。最速タイム経験者、1度だけ3rd進出など良い成績のある挑戦者もいる。原則として初出場の早い者から記述する。

#### 1st STAGEクリア経験のある選手
- 矢野信一（出場1回　「伊藤ハムハスキーズ」RB）
  - SASUKE史上初の1stステージクリア者。第1回のみに出場。2ndステージの、スパイダークライムでリタイアするも、スパイダーウォークと動く壁の一人目のクリア者となった（ゼッケン2）。
- 山本義人（出場3回　トラック運転手）
  - 第1回は2ndステージを9.2秒残しの最速タイムでクリア。3rdステージのポールブリッジでリタイア（ゼッケン18）。第2回は1stステージを最速でクリア[注 23]。2ndステージの5連ハンマーでリタイア（ゼッケン43）。
- 宮城英和（出場1回　アマチュアボクサー）
  - 第1回大会のみ出場。1stステージを33.0秒残しの最速タイムでクリア。2ndステージのWALL LIFTINGでタイムアップ（ゼッケン54、ダイジェスト）。
- 飯島豊久（出場13回　自衛隊員→アクション俳優）
  - 自称「和製ブルース・リー」。市ヶ谷駐屯地所属の元陸上自衛隊員。第1回は上裸の胸にゼッケンの数字を書いた状態で挑戦し、2ndの5連ハンマー前でタイムアップ（ゼッケン59）。第30回に9年ぶりとなる出場を果たし、相変わらずスタート前や挑戦中のパフォーマンスを見せたが、1stヘッジホッグでリタイアした（ゼッケン2951）。
- 井上清美（出場2回　サーファー→サーフショップ経営）
  - 第1回に1stステージを最年長の44歳でクリア。この記録は第40回で更新されるまで歴代最年長記録であった。2ndではスパイダーウォークでリタイア（ゼッケン88）。続く第2回では1stでリタイア(ゼッケン85)。
- 田邊智恵（出場2回　スタントウーマン）
  - 第2回大会でSASUKE史上初の女性での1stステージクリアを果たす。2ndのスパイダーウォークで足を閉じて張り付こうとするもリタイア（ゼッケン41）。
- 海老原匡一（出場1回　佐川急便）
  - 第2回大会のみ出場。2ndステージを12.9秒残しの最速タイムでクリア。3rdステージのパイプスライダーの2本目で脱線をしリタイア（ゼッケン70）。
- 秋元功三（出場3回　パネル生産業）
  - 第5回は新エリアであったジャンプハングの初挑戦者かつ初めてのクリア者となるも同じく新エリアのそり立つ壁でタイムアップ（ゼッケン10）。第6回は前回と同じくそり立つ壁でタイムアップ（ゼッケン54）。第7回は2大会タイムアップを喫したそり立つ壁を突破し、1stステージを初めてクリア。2ndではチェーンリアクションの終点で衝撃に耐えられずリタイア（ゼッケン54）[動画 20]。
- 吉永克己（出場8回　日体大陸上部→学校教師[注 24]）
  - 第5回は新エリアであったそり立つ壁の初めてのクリア者となるもロープクライムで落水（ゼッケン33）。第7回は1stを4.2秒残しで初めてクリア。2ndではチェーンリアクションで、1本目の終点に到達し、身体が振られたと同時に手が離れてリタイア（ゼッケン88）[動画 21]。16年ぶりに出場した第35回はタイファイターでリタイア（ゼッケン39、Paraviオリジナル版）。当時、同じ小学校教員である朝岡弘行は「元祖SASUKE先生」、吉永克己は「新SASUKE先生」と呼ばれていたが、第35回に出場した際、実況の杉山真也からは｢元祖SASUKE先生｣と紹介されていた[注 25]。
- 畠田好章（出場1回　バルセロナ五輪体操銅メダリスト）
  - 第6回のみ出場。82人挑戦してクリア者が0の中、ジャンプハングを上から超える前代未聞の行動をし、そのまま1stステージをクリア。2ndステージも5.6秒残しで最速タイムでクリアをし、3rdのクリフハンガーでリタイア（ゼッケン83）。
- 久保木浩功（出場3回　東京大学理学部）
  - 第6回でそり立つ壁でリタイア（ゼッケン21）したのをきっかけに、そり立つ壁の攻略方法を分析した[注 26]。第7回では、そり立つ壁を1発でクリアし、そのまま1stステージを最速タイムでクリア。3rdのクリフハンガーまで進出（ゼッケン40）。第8回では、新エリアの五段跳びで頭から転落（ゼッケン88）。
- ジェームス岡田（出場3回　俳優　ショー・コスギ塾第一期生）
  - 第6回に初出場。1stのジャンプハングでリタイア（ゼッケン19）。第7回は1st、2nd共に残り時間1秒を切ってのクリア。3rdステージのプロペラうんていでリタイア（ゼッケン95）。
- 佐川隆一（出場1回　元日体大陸上部）
  - 第8回大会のみ出場。1stステージを13.2秒残しの最速タイムでクリア。2ndステージのチェーンリアクションの着地部分で着水（ゼッケン62）。
- 佐藤学（出場3回　器械体操歴11年）
  - 初出場の第10回でターザンロープでリタイア(ゼッケン968)。第12回に初めて1stステージをクリアし初挑戦の2ndステージもクリア。3rdステージはクリフハンガー改の一本目でリタイア（ゼッケン70）。第13回は1stのジャンプダングルでリタイア（ゼッケン81）。
- 新井健一（出場4回　水泳指導員）
  - 第10回に初出場し1stステージを0.77秒残しでクリア。2ndではスパイダーウォークの下り部分で落水しリタイアとなった（ゼッケン978）[動画 22]。第11回では1stのローリング丸太でリタイア（ゼッケン75）。第15回ではターザンジャンプでタイムアップ（ゼッケン66）。
- 山口康輔（出場4回　元フィンスイミング日本チャンピオン）
  - 第12回で初出場し、1stロープクライムでタイムアップ（ゼッケン60）。第13回は、1stでリベンジし、クリアしたが、2ndのウォールリフティングでタイムアップ（ゼッケン87）。第14回は3rdのランブリングダイスで着地に失敗しリタイア（ゼッケン88）[動画 7]。第30回に久々の出場を果たしたが、1stヘッジホッグでリタイア（全カット、ゼッケン2985）。第40回の予選会に出場し、第4ステージのビーチフラッグスで敗退。
- 安達雄太（出場3回　ライフセーバー→養護学校教諭）
  - 初出場の第16回で、ターザンジャンプにてタイムアップ（ゼッケン55）。第17回は予選会からの出場者で唯一1stステージをクリアし、3rdのボディプロップまで進出（ゼッケン67）。第21回は、ジャンピングスパイダーでリタイア（ゼッケン69）。
- 長崎剛政（出場4回　トランポリン長崎峻侑の弟　トランポランド店長）
  - 第18回に初出場。当時大リニューアルが施されていた1stステージの最初のクリア者となり、兄と共に2ndステージへ進出。2ndでは新エリアであったサーモンラダーでリタイア（ゼッケン60）[動画 8]。第19回はフライングシュートでリタイア（ゼッケン77）。第20回はターザンロープでタイムアップ（ゼッケン1990）。9年ぶりの出場となった第34回はダブルペンダラムでリタイア（ゼッケン55）。
- 守上大輔（出場5回　プロMTBライダー）
  - 第26回は1stステージクリアボタンを押すもコンマ数秒足りず（ゼッケン65）。第27回はリベンジを果たすも2ndステージのメタルスピンでリタイア（ゼッケン6）。第29回では強化されたバックストリームをクリアした直後にタイムアップ（ゼッケン57、ダイジェスト）。第30回は2ndウォールリフティングでタイムアップ（ゼッケン2972、ダイジェスト）。
- 宮﨑大輔（出場4回　ハンドボール日本代表のエース）
  - 詳細は個人ページ参照。
- 松永共広（出場2回　北京五輪レスリング　55kg級　銀メダリスト）
  - 第21回に初出場し、1stステージをクリア。2ndは、リタイア者の多かったサーモンラダーでリタイア（ゼッケン91）。第22回は、1stのジャンピングスパイダーでリタイア（ゼッケン83、ダイジェスト）。
- 田島直弥（出場5回　運送業）

- - 23回大会で予選会を6位通過し、1stステージをクリア。サーモンラダーでリタイア（ゼッケン45）。24回大会では最初の2ndステージクリア者となる。3rdステージでは、スパイダーフリップを腕だけで攻略して見せた。最終エリアのグライディングリングでストッパーを外し忘れてリングが滑らず、そのまま落下（ゼッケン73）。第25回大会ではサークルスライダーでリタイア（ゼッケン49）。第27回大会ではスタート前に腕力だけで雑誌を破るパフォーマンスをして1stステージはクリアしたものの2ndステージのスライダードロップでリタイア（ゼッケン29）。
- 岸本真弥（出場8回　紙の製造業→商社｢ゴードー商事｣営業マン）
  - スタート時にフライパンや中華鍋を腕力で曲げるパフォーマンスを見せる。第25回大会はドームステップスでいきなりリタイア（ゼッケン95）。第26回はローリングエスカルゴでリタイア（ゼッケン8）。第30回に初めて1stをクリアし3rdステージまで進出。クレイジークリフハンガーをクリアし、史上3人目の突破者となるも、直後のバーティカルリミット中腹で滑落する形でリタイア（ゼッケン2973）。第31回は、スタート前のウォーミングアップ中に肉離れを起こし、スタート直前にドクターストップが出てしまい 棄権（ゼッケン90、全カット）[28]。
- 加藤僚馬（出場3回　ジムインストラクター→カラオケ店員）
  - 23回大会で予選会を3位で通過し、初出場、ジャンピングスパイダーでリタイアするが（ゼッケン48）、第27回に初めて1stステージをクリア。2ndのメタルスピンでリタイア（ゼッケン90、ダイジェスト）。
- 上遠野裕也（出場3回　携帯電話販売員→スポーツジムトレーナー）
  - 第27回ではダブルサーモンラダーでリタイア（ゼッケン56、ダイジェスト）第29回は強化されたバックストリームでタイムアップ（ゼッケン90）第30回は2ndウォールリフティング1枚目でタイムアップ（ゼッケン2968、ダイジェスト及び記念DVD）。
- 金子陽祐（出場3回　マッスルミュージカル）
  - 第27回大会は日本人で最速の34.84秒残しで1stステージをクリア。2ndステージのダブルサーモンラダーでリタイア（ゼッケン65）。第30回は1st・2連そり立つ壁の2つ目でタイムアップ（ゼッケン2983、全カット）。
- 横山直樹（出場1回　運動指導員）
  - 第27回に出場し1stステージをクリア。2ndステージはダブルサーモンラダーでリタイア（ゼッケン85、ダイジェスト）。
- 染谷幸喜（出場3回　陸上十種競技選手・飛鳥未来高等学校 体育講師）
  - 第28回に初出場。この時は無職だった。1stを0.33秒残しで1人目のクリア者となり、2ndはスワップサーモンラダーでリタイア（ゼッケン44）[動画 23]。第30回は体育教師に就職して出場。2nd・スワップサーモンラダーの1段目から2段目への移行で脱線しリタイア（ゼッケン2984）。第31回は1stの新エリア・オルゴールでリタイア（ゼッケン87 全カット）[29]。
- 井上英和（出場2回　陸上自衛官）
  - 第28回に初出場。第29回に初めて1stステージをクリア。2ndのクロススライダーでリタイア（ゼッケン61、ダイジェスト）。
- 星川大我（出場3回　専門学校生→幼児活動研究会）
  - 第28回に初出場。第29回に初めて1stステージをクリア。2ndのバックストリームでタイムアップ（ゼッケン60、ダイジェスト）。第30回も1stステージをクリアするも2ndのウォールリフティングでタイムアップ（ゼッケン2969、ダイジェスト）。
- 高見俊治（出場3回　鹿児島大学医学部）
  - 第28回に初出場。第29回に初めて1stステージをクリア。2ndのスワップサーモンラダーでバーの脱線により失格（ゼッケン65、ダイジェスト）。第30回も1stステージをクリアするもスワップサーモンラダーでリタイア（ゼッケン2971、ダイジェスト）。
- 片伯部浩正（出場2回　スタントマン）
  - 第29回に初出場し1stステージをクリア。2ndのスワップサーモンラダーでリタイア（ゼッケン62、ダイジェスト）。第30回も1stステージをクリア。2ndのバックストリームでタイムアップ（ゼッケン2970、ダイジェスト）。
- 藤松龍弘（出場2回　居酒屋オーナー）
  - 第29回に初出場。1stの2連そり立つ壁でタイムアップ（ゼッケン68、全カット）。第34回は1stステージをクリア。2ndのサーモンラダー上りでリタイア（ゼッケン40、ダイジェスト）。
- 森澤教有（出場1回　東京大学大学院生）
  - 第30回に出場。サスケくん森本裕介の幼馴染。同大会で1stステージ最初のクリア者となるも放送では全カットであった。2ndは体調不良により挑戦前に棄権（ゼッケン2914、全カット）。
- 深沼開（出場2回　造幣局員）
  - 第30回に初出場。ターザンロープの着地に失敗しリタイア（ゼッケン2910）。第31回は1stステージをクリア。2ndのサーモンラダー上りからサーモンラダー下りへの移行に失敗しリタイア（ゼッケン79）。
- 洪恭芹（出場3回　テンプル大学 英語教師）
  - 第30回に初出場。1stで最終エリアのランバージャッククライムを驚異的な速度で登り切り、2.0秒残しでクリアするも、2ndでは第1エリアのクロススライダーでリタイア（ゼッケン2965）。第31回もクロススライダーでリタイア（ゼッケン75）。
- 花本莉丘（出場1回　葬祭業）
  - 第31回のみ出場。1stステージを10秒以上残して危なげなくクリア。2ndはサーモンラダー上りでリタイア（ゼッケン40）。
- 張汪洋（出場2回　元中国雑技団）
  - 第31回に初出場。1stを0.59秒残しでクリア。2ndは、ウォールリフティングの3枚目でタイムアップ（ゼッケン49、ダイジェスト。）第32回はそり立つ壁でタイムアップ（ゼッケン84、ダイジェスト）。
- 菊池正源（出場1回　全日本学生新体操選手権 大会4連覇）
  - 後述の菊池正根の弟。第31回のみ出場。1stステージをクリアするも放送では全カットであった。2ndはクロススライダーでリタイア（ゼッケン86、ダイジェスト）。
- 大嶋あやの（出場8回＋W杯2024　信用金庫職員→キッズパーソナルトレーナー）
  - 第40回大会で日本人女性で23年ぶりとなる1stステージクリアを果たした。詳細は個人ページ参照。
- 山下裕太（出場3回　京大SASUKEサークル）

第32回に初出場、1stのオルゴールでリタイア（ゼッケン6、全カット）。第40回はSASUKEのロゴの刺繍を施したふんどしを履いた状態で予選会に出場するもタイヤ押しで敗退。オーディションを勝ち残り出場した第41回も終始そのふんどしを履いていたが、新エリアのツインダイヤを最初に攻略し、そのまま1st、2ndの最初のクリア者になった。3rdステージのクリフディメンションの2→3本目の飛び移りでリタイア（ゼッケン16）。第42回では新エリアのスクリュードライバーとリニューアルされたフィッシュボーンを男性として初の攻略。タイムには余裕があったのだがタックルで疲労又は大声を出したことが蓄積され、そり立つ壁を登れないまさかの結果に終わる（ゼッケン11）。
- 菊池正根（出場2回　サムライロックオーケストラ　アクロバットパフォーマー）
  - 前述の菊池正源の兄。第32回に初出場、そり立つ壁でタイムアップ（ゼッケン78）。第33回は1stステージ1.62秒残しで初めてクリア。2ndはサーモンラダー上りでリタイア（ゼッケン85、ダイジェスト）。
- 宇賀神翔悟（出場4回　足場工事職人）
  - 第32回に初出場、1stのローリングヒル上りでリタイア（ゼッケン35番、全カット）第34回に初めて1stをクリアし2ndのバックストリームでタイムアップ（ゼッケン38、ダイジェスト）。第35回では1stで猛威を奮っていた新エリアのドラゴングライダーの数少ないトランポリンジャンプのクリア者となったが、続く2本目のバーへの移行に失敗し豪快に落下（ゼッケン88、ダイジェスト）。第36回大会では前回屈したドラゴングライダーを克服しそのまま2大会ぶりの1stクリア。2ndは前々回屈したバックストリームはクリアしたが、続くリバースコンベアでタイムアップ（ゼッケン75、ダイジェスト）。第40回に先駆けて開催された予選会に参加し、第1ステージの腕立て伏せで、100回以上の回数をこなすも勝ち上がれず敗退。
- 高須清輝（出場3回　漁師　第37金比羅丸）
  - 完全制覇者の長野誠が勤めていた会社「タカスイ」の社長の息子。長野誠の引退の影響で第33回に初出場し1stステージをクリア。2ndのサーモンラダー上りでリタイア（ゼッケン52）。第34回も1stステージをクリア。サーモンラダー下りでリタイアとなった（ゼッケン46）。第35回は1stステージの新エリアとして登場したドラゴングライダーでリタイア（ゼッケン63）。
- 中川貴晴（出場3回　ソサイチ日本代表）
  - 第33回はそり立つ壁でリタイア（ゼッケン70、ダイジェスト）。第34回では1stステージをギリギリでクリアするも、2ndのサーモンラダー上りでリタイア（ゼッケン86、ダイジェスト）。第36回は余裕のパフォーマンスで1stをクリア。2ndでサーモンラダーへリベンジを果たしたが、直後のスパイダーウォークの入り口で滑り落ちリタイア（ゼッケン83、ダイジェスト）。第40回、41回の予選会に出場。
- 五十嵐大（出場2回　雪印メグミルク　海老名工場）
  - 第33回に初出場し1stステージを20秒以上残してクリア。2ndのサーモンラダー上りでリタイア（ゼッケン77、ダイジェスト）。第34回も1stステージを29秒残してクリア。2ndはサーモンラダー下りでリタイア（ゼッケン80、ダイジェスト）。
- 小野美波（出場2回　潜水士）
  - 第34回は危ないシーンもありながら1stステージを最初にクリア。2ndのサーモンラダー上りでリタイア（ゼッケン34、ダイジェスト）。第35回は1stのローリングヒル上りでリタイア（ゼッケン87、ダイジェスト）。
- 後藤祐輔（出場4回　林野庁職員）
  - 第38回初出場。1stはドラゴングライダーで2本目のバーに移行した直後に脱線する形でリタイア（ゼッケン30、Paraviオリジナル版）。第39回は前回屈したドラゴングライダーにリベンジ成功。9.45秒残しで自身初の1stクリア。2ndでは初挑戦のサーモンラダーで、上りから下りへのセクション移動の際に雲梯の要領で移行を試みるも、奥のバーを掴み損ね、握っていたバーを片手でぶら下がるも耐え切れずに落下（ゼッケン14）。第40回では、ドラゴングライダーで1本目のバーを順逆で掴むはずが、右手が掴み損ねてリタイア（ゼッケン3939、Paraviオリジナル版）。第41回では2大会ぶりに1stをクリアするも、ローリングログの終点で振り落とされた（ゼッケン60）。
- 長野塊王（出場3回　中学生）
  - 長野誠の息子。生まれたばかりの第23回に父のFINALステージの挑戦に居合わせていた。初出場の第40回ではそり立つ壁まで到達した中島結太とは対照的にローリングヒルでリタイアという苦いデビューを喫した（ゼッケン3914）が、第41回で史上最年少となる14歳で1stステージクリアを達成。しかし2ndローリングログでリタイア（ゼッケン41）。第42回も前回とは裏腹に余裕を見せながら1stを攻略。しかしローリングログで2連敗を喫した（ゼッケン45）。
- 内宮修造（出場2回　クレーンリース会社 職員）
  - 日本でもトップクラスの再現度を誇る「内宮パーク」を作り、常連出場者の多くがここでセット練習をしている。第41回大会では、オーディションを通過し初出場。完全再現されているセット練習の成果もあり、初出場で1stステージをクリアを果たした。2ndステージのウォールリフティング2枚目を上げた後にタイムアップ（ゼッケン52）。第42回は2ndを0.42秒残しのギリギリでリベンジに成功するも、3rdサイドワインダーの1本目→2本目で滑り落ちる形でリタイア（ゼッケン69）。
- 上村匠（出場1回　SASUKE2024トライアウト 敢闘賞）
  - 第41回大会の予選会に出場し最終ステージで敗退。第42回大会のトライアウトで3rdステージ敗退となるも敢闘賞として本戦に出場。本戦ではスーパーマンの衣装で師匠である山本進悟の並走もあり1stステージをクリア。2ndではローリングログの中腹で回転が止まりそのまま力尽きてリタイア（ゼッケン31）。
- 井本恭人（出場1回　SASUKE2024トライアウト 3位）
  - 第42回大会のトライアウトを3位で突破。本戦ではトライアウト突破者の中で唯一1stステージをクリア。2ndではゴールボタンを押すもリバースコンベアーで複数回コンベアのない両サイドに左手をかけ進んだため審議の結果失格となった（ゼッケン33）。

#### 山田軍団 黒虎
第28回を最後に引退した山田勝己が、若手の育成のために結成したチーム。山田の自宅に設けられた自作セットでの練習や、山道のダッシュなどのトレーニングを行う。結成当初のメンバーは4人だったが、現在は増加している。ここでは、出場経験者を掲載する。『』の部分はコードネーム。
- 山本浩茂（出場7回　「ゲームセンターSEGA」あべのキューズモール店従業員）『SEGA』
  - 黒虎初期メンバーの一人。2回目の出場となる第30回で黒虎で初めて1stをクリアし2ndに進出。2ndはスワップサーモンラダーで4段目から5段目でバーの片側が下段にはまって脱線し失格（ゼッケン2932）。第31回も1stをクリアするがバックストリームクリア直後にタイムアップ（ゼッケン34）。第32回は1stステージのクリアボタンを押すもわずかに間に合わず（ゼッケン33）。第33回は新エリアのフィッシュボーンでリタイア（ゼッケン31）。第34回は久しぶりに1stステージをクリアするも、時間に余裕があると勘違いしウォールリフティングでタイムアップ（ゼッケン47）。第35回はローリングヒル下りから対岸への飛び移りに失敗しリタイア（ゼッケン61）。
- 渡辺陽介（出場4回　大阪市中央卸売市場 海老専門店→ヤマト運輸契約社員→建築現場指揮官）『エビ』→『クロネコ』→『元エビ』
  - 黒虎初期メンバーの一人。第30回はロググリップでリタイア（ゼッケン2933、全カット。YouTube公式動画にて配信[動画 24]
- 岡田知磨（出場1回　アリさんマークの引越社）『アリ』
  - 黒虎初期メンバーの１人。第29回に出場。ロングジャンプでリタイア（ゼッケン49）。
- 水川圭史（出場1回　住宅設計士）『イケメン』
  - 黒虎初期メンバーの１人。第29回に出場。ロングジャンプで足が着水しリタイア（ゼッケン50）。
- 松原慎治（出場3回　倉庫管理→精密機器加工）『ヘビ』
  - 第30回初出場。1stのターザンロープで着地のタイミングを失い、改めて着地しようとした際につま先が着水（ゼッケン2931）。
- 小畑仁志（出場4回　海苔機械メンテナンス（タナカ企画））『海苔』
  - 第34回では黒虎で初の3rdステージ進出を果たす。サイドワインダー改でリタイア（ゼッケン49）。第35回は1stのドラゴングライダーでトランポリンで膝が曲がったまま踏切りバーに届かずリタイア（ゼッケン62）。現在は脱退済み。
- 前田瑞貴（出場1回　特別支援学級職員）
  - 新星黒虎オーディションに合格し第36回初出場。1stドラゴングライダーの2本目のバーに左手が届いたが掴み損ねてリタイア（ゼッケン56）。
- 山本良幸
  - 有力選手の項を参照。
- 河内総一郎（出場1回　ブレーキ製造会社勤務）
  - 黒虎では、オリジナルメンバーの山本浩茂に次ぐ古参メンバー。4年間に渡り交通費月11万円を費やし、愛知県から毎週山田宅へ通いトレーニングを積んでいる。第39回前の黒虎予選会を2位通過で初出場。本選では1stのドラゴングライダーで、2本目のレール滑走中に手が離れリタイア（ゼッケン49）。
- 高須賀隼（出場3回　水泳コーチ）
  - 2021年の黒虎新メンバー予選会に合格し加入。第40回前の黒虎予選会を2位通過で初出場。本戦では1stのそり立つ壁に一度阻まれるが、3.51秒残しでクリア。しかし2ndのスパイダーランで開始直後に足を滑らせ落水（ゼッケン3949、2ndのみダイジェスト）。第41回大会ではローリングヒル上りに移行した際にバランスを崩しそのまま落下（ゼッケン43）。第42回も黒虎予選を通過。3度目の出場でついに3rdに進出するもリニューアルされたスイングエッジでリタイア（ゼッケン47）。
- 中島結太（出場3回　中学生→高校生）
  - 第40回大会に黒虎とは別枠で初出場。中学生ながらドラゴングライダーをクリアするも、タックルで時間を使い果たし、2連そり立つ壁の2つ目挑戦前にタイムアップ（ゼッケン3913）。第41回では1stをクリアして雪辱を果たすも、2ndのバックストリームでタイムアップ（ゼッケン42）。第42回では史上最年少となる16歳で3rdステージに進出。リニューアルされたスイングエッジを最初に攻略をするもクリフディメンションでリタイア（ゼッケン46）。

#### 海外の出場選手
- トラビス・アレン・シュレイダー（出場2回　潜水士）
  - 第4回では90㎏の巨漢でありながら1stを22.71秒残しで、2ndも7.7秒残しでダブル最速タイムを記録した[注 27]。3rdもパワーでねじ伏せパイプスライダーまで到達。1本目開始直後に脱線しその地点でリタイア扱いとなった[注 28]（ゼッケン94）。第5回ではクリア者が5人しかいないそり立つ壁クリア者の1人となったが、その後のロープクライムでタイムアップ（ゼッケン91）。
- ポール・アンソニー・テレック（出場4回　アテネ五輪　十種競技）
  - 身長190cmの怪物。第17回に初出場し3rdステージに進出。詳細は個人ページを参照。
- リチャード・キング（出場2回　スタントマン）
  - 初出場の第23回は1stステージ最初のクリア者となり、2ndのアンステーブルブリッジでリタイア（ゼッケン42）。第25回は1stのロッググリップでリタイア（ゼッケン79）。
- トラヴィス・フュアラリック（出場3回　ピザ店勤務）
  - 初出場の第23回は1stのジャンピングスパイダーでリタイア（ゼッケン44、 全カット）。第26回は1stステージをクリアし、2ndのバランスタンクでリタイア（ゼッケン77？、ダイジェスト）。第27回は1stステージを43.90秒を残し全体2位のタイムでクリア。2ndはメタルスピンでリタイア（ゼッケン71、ダイジェスト）。
- ジェイク・スミス（出場1回　プロフリーランナー）
  - 第27回でアメリカの予選組として出場。1stステージをクリアし、2ndのダブルサーモンラダーでリタイア（ゼッケン51、ダイジェスト）
- ジェームズ・マクグラス（出場1回　大学生）
  - 第27回大会でアメリカの予選組として出場。2ndステージを18.84秒残しで最速タイムでクリア。3rdステージのアルティメットクリフハンガーでリタイア（ゼッケン57）。
- トラビス・ローゼン（出場1回 　株式投資家）
  - 第27回でアメリカの予選組として出場。1stステージをクリアし、2ndのメタルスピンでリタイア（ゼッケン60、ダイジェスト）。
- デイヴィッド・フィリップ・ロドリゲス（出場1回　プロフリーランナー）
  - 第27回でアメリカの予選組として出場。自作のマスクを被って挑戦していた。1stステージをクリアし、2ndのスライダードロップでリタイア（ゼッケン66）。
- ライアン・ストラティス（出場1回　セーフティスペシャリスト）
  - 第27回でアメリカの予選組として出場。1stステージをクリアし、3rdステージのアルティメットクリフハンガーでリタイア（ゼッケン63、ダイジェスト）。
- アレク・サンダーマーズ（出場1回　スウェーデン代表）
  - 第31回に出場、1stステージをクリアするも放送では全カットだった。2ndはサーモンラダー下りでリタイア（ゼッケン84、ダイジェスト）。
- アンドレ・シム（出場1回　スウェーデン代表）
  - 第32回に出場、3rdステージのサイドワインダーR・改の3→4本目でリタイア（ゼッケン85、ダイジェスト）。
- ベンジャミン・トイヤー（出場1回　NINJA WARRIOR オーストラリア代表・スタントマン・ポールダンサー）
  - オーストラリア版SASUKE「AUSTRALIAN NINJA WARRIOR」グランドファイナリストの実績を引っ提げ、第36回に初出場。1st・2ndをクリアし、3rdではフライングバーの3本目への移行に失敗してリタイア（ゼッケン89）。
- アシュリン・ハーバート （出場1回＋W杯2024　オーストラリア代表・大工　オーストラリアのスピードスター）
  - 第37回に初出場、ウイングスライダーとフィッシュボーンに時間をかけすぎたのが影響し、そり立つ壁を上る直前でタイムアップ（ゼッケン43）。W杯ではオーストラリア代表で1stの1ヒートに登場。ツインダイヤではダイヤが遠くなる鈍角部分から飛び、68.45秒でヒート内、総合ともに2位でクリア。2ndは最終ヒートで挑戦し、0.6秒差でチームを4位で通過させた。3rdではフライングバーを一個飛ばしで攻略する荒業を見せるも、クリフディメンション上に飛びすぎだことが災いし一回目の飛び移りで失敗（背番号3）。
- ステファニー・エデルマン（出場2回　オーストリア代表）
  - オーストリア最強の女性戦士。第36回大会に初出場し、1stステージのウイングスライダーでリタイア（ゼッケン78）。この回はステファニー・ノーピンガー名義での出場だった。新婚となって挑んだ第40回記念大会は、夫オリバーと共に史上初夫婦での1stステージクリア及び、史上4人目の女性1stステージクリアを果たした。2ndは夫オリバーと同じウォールリフティングの3枚目でタイムアップ（ゼッケン3984、ダイジェスト）。
- オリバー・エデルマン（出場1回　ドイツ代表）
  - ドイツ版sasukeのレジェンド。第40回記念大会に出場、妻ステファニーと史上初夫婦での1stステージクリアを果たした。2ndは妻ステファニーと同じくウォールリフティングの3枚目でタイムアップ（ゼッケン3990、ダイジェスト）。
- オリヴィア・ヴィヴィアン（英語版）（出場1回＋W杯2024　オーストラリア版SASUKE 5年連続女性最優秀選手・北京五輪体操オーストラリア代表）
  - ワールドカップ2024にオーストラリア代表として出場。オーストラリアチームのキャプテンも務めた1stステージの第3ヒートに登場するとそり立つ壁でバックフリップを見せた。3rdステージは日本人女性選手が苦戦していたフライングバーからサイドワインダー1本目への飛び移りを成功させるも、サイドワインダー2→3本目でリタイア（背番号1）。本戦には第42回大会に初出場。1stステージはそり立つ壁で再びパフォーマンスを見せて史上5人目となる女性1stステージクリアとなった。2ndではローリングログの終盤で回転が止まり対岸へ飛び移るも頭部の髪の毛が着水し、粘り切れず対岸から転落（ゼッケン85）。
- イリアン・シェリフ（出場1回＋W杯2024　フランス版SASUKE 初出場で完全制覇・クライミング元フランス王者）
  - ワールドカップ2024にフランス代表として出場。1stステージの第4ヒートに登場し、タックル前の転倒やそり立つ壁で1度失敗するも、1stステージを99.07秒でクリア（背番号3）。本戦には第42回大会に初出場。3rdステージまで進出すると海外選手としては史上初となる稼働クリフディメンションを初挑戦でクリア。そのままバーティカルリミット.BURSTに海外選手として初挑戦するも1枚目の回転で振り落とされリタイア（ゼッケン90）。

#### ワールドカップのみ出場経験のある選手
- アールジェー・ローマン（W杯2024　アメリカ版SASUKE 2度のファイナリスト・ニンジャジムコーチ・ミュージシャン）
  - ワールドカップ2024にアメリカ代表として出場。1stステージの第1ヒートに登場するもフィッシュボーンでリタイア、第1ヒート最下位スタートとなってしまう。2ndステージは第4試合で山本良幸と挑戦13.09秒でクリアとなった。3rdステージにも出場し第4ヒートの4番手として登場するもスイングエッジの1→2個目で突起を掴みきれずにリタイア（背番号4）。
- ショーン・ブライアン（W杯2024　2018 アメリカ版SASUKE 最優秀選手・ニンジャジム社長）
  - ワールドカップ2024にアメリカ代表として出場。1stステージの第2ヒートに登場し1stステージをクリア。サーモンラダーのスペシャリストとしてFINALステージにも挑戦、優勝とはならなかったが15段のサーモンラダーをミスなく上りきり63.65秒でクリア（背番号3）。
- ジョー・モラフスキー（英語版）（W杯2024　アメリカ版SASUKE 3rdステージ最多進出・元気象予報士）
  - ワールドカップ2024にアメリカ代表として出場。1stステージの第4ヒートに登場するもローリングヒルの下りで着地に失敗しリタイア、アメリカチームにとって大きなリタイアとなってしまう。2ndステージは第1試合にてフランスのクレマン・グラビエと挑戦し12.67秒でクリア。3rdステージにも挑戦しクリフディメンションの2回目の飛び移りでリタイア（背番号5）。
- ベンジャミン・グラムズ（W杯2024 　ドイツのスピードスター・パルクールアスリート）
  - ワールドカップ2024にドイツ代表として出場。1stステージの第2ヒートに2番手で登場しそり立つ壁で1度失敗するも、77.64秒で1stステージをクリアしヒートトップとなった。また結果的にドイツチームで1stをクリアした唯一の選手となった（背番号5）。
- ヴィクトリア・クレーマー（W杯2024　2023 ドイツ版SASUKE 女性最優秀選手・ソフトウェア開発者）
  - ワールドカップ2024にドイツ代表として出場。1stステージの第3ヒート7番手として登場するもフィッシュボーンでリタイアとなった（背番号3）。
- マーヴィン・ミッターフーバー（W杯2024　ドイツ版SASUKE 皆勤賞・先生）
  - ワールドカップ2024にドイツ代表として出場。1stステージの第4ヒートの2番手として登場。ドラゴングライダーの2本目の飛び移りに失敗しリタイア（背番号4）。
- フィリップ・ゲーテルト（W杯2024　2023 ドイツ版SASUKE 最優秀選手・大学生）
  - ワールドカップ2024にドイツ代表として出場。1stステージの第5ヒートにドイツチームのアンカーとして登場するもフィッシュボーンでバランスを崩し、ポールを掴み止めるような形で足場に戻ったため失格となった（背番号2）。
- クレマン・グラビエ（W杯2024　フランス版SASUKE 史上初2度の完全制覇・クライミングコーチ）
  - ワールドカップ2024にフランス代表として出場。第1ヒートに3番手として登場し107.88秒でワールドカップ初の1stステージクリア者となった。2ndステージでもアメリカのジョー・モラフスキーと挑戦し、9.54秒残しの全体2位のタイムでのクリアとなった（背番号1）。
- ヴァランタン・ドゥカルナン（W杯2024　フランス版SASUKE 4大会連続決勝進出・食品開発エンジニア）
  - ワールドカップ2024にフランス代表として出場。1stステージの第2ヒートに登場しそり立つ壁で疲労があったか1度失敗するも1stステージを114.51秒でクリア（背番号4）。
- モラーヌ・ジェリック（W杯2024　クライミング元フランス代表・スポーツコーチ）
  - ワールドカップ2024にフランス代表として出場。1stステージの第3ヒートに3番手として登場するもウィングスライダーでリタイア（背番号2）。
- シャルル・プジャード（W杯2024　パルクール元世界王者）
  - ワールドカップ2024にフランス代表として出場。フランスチームのキャプテンを務めた。また登録者数135万人超えの人気YouTuberでもある。1stステージの第5ヒートに登場するも、ドラゴングライダーの2本目の飛び移りに失敗しリタイア。2ndステージでは第3試合にオーストラリアのダニエル・メイソンと挑戦するも前半で落下してしまい20秒の記録となった（背番号5）。
- ダニエル・メイソン（W杯2024　オーストラリア版SASUKE 皆勤賞・理学療法士）
  - ワールドカップ2024にオーストラリア代表として出場。1stステージの第2ヒートに登場し90.28秒でクリアとなった2ndでは第3試合でフランスのシャルル・プシャードと挑戦し14.02秒残しでクリア（背番号5）。
- サクソン・ジョンストーン（W杯2024　オーストラリア版SASUKE 最年少決勝進出・ガス設備管理）
  - ワールドカップ2024にオーストラリア代表として出場。1stステージの第4ヒートに登場し120.09秒でクリアとなった。3rdステージにも挑戦しクリフディメンションの1回目の飛び移りに失敗しリタイア（背番号4）。
- ザック・ストルツ（W杯2024　オーストラリア版SASUKE 2020 完全制覇・体操コーチ）
  - ワールドカップ2024にオーストラリア代表として出場。1stステージの第5ヒートに登場し1stステージを80.62秒のヒートトップでクリア。またザックのクリアによりオーストラリアチームは5人全員が1stステージをクリアした唯一のチームとなった。3rdステージはトップバッターとして挑戦。クリフディメンションの1回目の飛び移りに失敗した（背番号2）。

#### 1st STAGEクリア経験のある芸能人
- なかやまきんに君（出場12回　肉体派芸人）
  - 詳細は個人ページ参照。
- 森渉（出場8回　イクメンアスリート俳優・金田朋子の元夫）
  - 第32回はランバージャッククライムクリア直前でタイムアップ（ゼッケン82）。第33回には初めて1stステージをクリア。リバースコンベアでタイムアップ（ゼッケン83）。第34回はクワッドステップス4枚目でまさかの着水（ゼッケン90）。第35回は前回のリタイアにより、クワッドステップスを慎重に進んだことが仇となり大幅なタイムロス。そり立つ壁を1回失敗した直後にタイムアップ（ゼッケン71）。第36回は3大会ぶりに1stをクリアし、2ndは0.55秒残してゴールするも、リバースコンベアでコンベアの無い両サイドに足を入れたまま前進したことが審議対象となり、ビデオ判定の結果失格（ゼッケン76）。第37回は序盤で登場し、進化したフィッシュボーンを初めて攻略したが、前回クリアしたそり立つ壁で苦戦し頂上に手をかけたと同時にタイムアップ（ゼッケン10）。
- 佐藤弘道（出場9回　NHK第10代体操のお兄さん）
  - 第22回（ゼッケン90）、第24回（ゼッケン97）では40代ながら1stステージをクリアし、2ndのメタルスピンまで進出。第29回は、1stのロングジャンプでリタイア（ゼッケン94）。
- ワッキー（出場10回　お笑いコンビ・ペナルティ、芸能界No.1アスリート）
  - 第27回で初めて1stステージクリアを果たすもダブルサーモンラダーでリタイア（ゼッケン92）。第29回（ゼッケン86）、第30回（ゼッケン2982）は2ndスワップサーモンラダーでリタイア。第37回は5年半ぶりに出場を果たしたが、ローリングヒル上りで滑落。着水しリタイア（ゼッケン71、ダイジェスト）。
- 樽美酒研二（出場13回　ゴールデンボンバードラム担当）
  - 自身のブログのプロフィールの、好きな男性タレントに「SASUKEオールスターズ」と書き[30]、ブログでもSASUKE出場を希望する記事を書くほどのファン。近年では「SASUKE4兄弟・長男」とも称されている。詳細は個人ページ参照。
- 塚田僚一（出場11回　A.B.C-Z）
  - 番組内では「ジャニーズSASUKEのパイオニア」と評されている。
  - 第31回はランバージャッククライムの頂上でタイムアップ（ゼッケン81）。第32回はダブルペンダラムの初攻略者になるもそり立つ壁でタイムアップ（ゼッケン11）。第33回で初の1stステージクリアを果たす。サーモンラダー上りでリタイア（ゼッケン86）。第34回はサーモンラダー上りはクリアするも下りでリタイア（ゼッケン88）。第35回は1stでタイファイターの段差の衝撃に耐えられずリタイア（ゼッケン86）。第36回はウイングスライダーを攻略も、ドラゴングライダーの1本目のバーを掴む際に迷い、左右順手で掴んだ直後に順手と逆手に持ち変えたことが仇となり、2本目に飛び移るタイミングを図れず落水（ゼッケン80）。第37回で初めてドラゴングライダーを突破し雄叫びを上げた。しかし、その後のそり立つ壁でタイムアップ（ゼッケン87）。第38回はドラゴングライダーで、2本目のバーへの移行の際足が触れてしまい体勢を崩し落下（ゼッケン89）。第39回はドラゴングライダーで、2本目のバーへの移行は成功するも、対岸への滑走中に手が離れリタイア（ゼッケン87）。第40回では4.79秒残しで6大会ぶりの1stクリア。2ndではバックストリーム突破直後にタイムアップとなるが、自身の最高成績を更新した（ゼッケン3971）。第41回は新エリアのツインダイヤの飛び移りに失敗（ゼッケン74）。第42回大会はケガにより欠場となったが、会場へ応援に駆け付けた。代役として、原嘉孝が同大会に出場した（ゼッケン68）
- 岩本照（出場10回＋W杯2024　Snow Man）
  - 「SASUKE4兄弟・四男」。第33回はクワッドステップスでいきなり落下（ゼッケン35）。第34回ではフィッシュボーンでリタイア（ゼッケン44）。第35回は1stの新エリアで難関のドラゴングライダーで、1本目のレール滑走中にバーから手が離れリタイア（ゼッケン41）。第36回は、同大会2人目のドラゴングライダー突破者となるも、前半エリアで時間を使い過ぎた結果、そり立つ壁のクリア直前でタイムアップ（ゼッケン52）。第37回は先輩の塚田と初めて連番となるゼッケンを着けて挑んだが、前回クリアしたドラゴングライダーで、2本目のバー滑走中に手が離れ、着地時に右足を着水させる形でリタイア（ゼッケン86）。第38回は、前回と同じく塚田と連番となるゼッケンを着け挑み、悲願の初1stクリア。前述の塚田、後述の菅田に次ぐ3人目の現役ジャニーズ事務所所属クリア者となった。2ndはサーモンラダー下りでバーの掛け違いを起こし、力尽きてリタイア（ゼッケン88）。第39回は降雨が本格化する中での挑戦となった1stを15.74秒残しでクリア。2ndでは各エリアを慎重にこなすも、リバースコンベアでタイムアップ（ゼッケン88）。第40回は、ドラゴングライダーの2本目でバーがレールから外れ、何度も身体を振って対岸への着地を試みるも届かずリタイア（ゼッケン3988）。第41回は新エリアのツインダイヤの飛び移る時にバランスを崩し、2つ目で少し粘るも耐え切れず落下（ゼッケン88）。ワールドカップではJAPAN BLUEの一員として出場。1stステージでは第2ヒートで登場するも前回同様ツインダイヤで落水。しかしチームは3rdまで勝ち進み、BLUE1番手として自身初の3rd挑戦。クリフディメンション1回目の飛び移りまで進む活躍を見せた。第42回では二度リタイア経験のあるツインダイヤを攻略するも、過去3度クリア経験のあるドラゴングライダーの飛び移りに失敗（ゼッケン88）。
- 才川コージ（出場5回　アクション俳優）
  - 第37回にタレントオーディションを合格し7年かけて初出場の切符を手にした。1stを1.90秒残しで突破しインタビューで歓涙した。同大会では2ndのサーモンラダー下りで落下（ゼッケン55）。第38回はサーモンラダーにリベンジを果たすも、直後のスパイダードロップで滑落（ゼッケン14）。第39回も前回同様1人目の1stクリアも、2ndでは初挑戦エリアに苦戦し、ウォールリフティングを抜けた直後にタイムアップ（ゼッケン9）。第40回は2連そり立つ壁の間で前宙をするパフォーマンスをし、三大会連続で1stステージを最初にクリア。しかしその時に去年の春に痛めた肩が再発した影響でリバースコンベアを進むことができずに池に落ちリタイア。（ゼッケン3910）。第41回はスケジュールが合わなかったため出場を辞退。第42回では1stはツインダイヤやそり立つ壁で宙返りを行うパフォーマンスを見せクリア。2ndではサーモンラダー上りで二段の掛違いを起こすもギリギリで粘るリカバリーを見せた。しかしスパイダーランの終点でいきなりの落下、これで初出場から5大会連続で2ndステージリタイアとなった（ゼッケン18）。
- 山葵（出場4回　和楽器バンド）
  - 「SASUKE4兄弟・三男」。第38回はドラゴングライダーの2本目のバーを掴むもバーが脱線（ゼッケン67）。第39回はドラゴングライダーで着地する時に足が着水（ゼッケン70）。2大会ぶりの出場になった第41回では、ドラゴングライダーのリベンジを果たし、初めて1stをクリア。その勢いで2ndもクリアした。3rdはクリフディメンションの1回目の飛び移りに失敗（ゼッケン45）。第42回は収録の数か月前に大腸がんを発症し、手術後の挑戦となったがそり立つ壁でタイムアップ（ゼッケン39）。
- 菅田琳寧（出場5回　7 MEN 侍）
  - 第38回に『炎の体育会TV』からの刺客として初出場。ドラゴングライダー2本目で際どい攻略を見せるも1stを突破し、前述の塚田に次ぐ2人目の現役ジャニーズ事務所所属クリア者となった。2ndはサーモンラダー上りでリタイア（ゼッケン74）。第39回は、ジャニーズ陣営の先陣を切る早い競技順での登場で、前回同様制限時間を使い切る形で1stを突破。2ndでは、前回リタイアしたサーモンラダーを軽快にクリアするも、リバースコンベアを抜けるタイミングでタイムアップ（ゼッケン20）。第40回は、ドラゴングライダーの2本目でバーがレールから外れ、一度レールに戻した後に15秒ぶら下がったまま対岸への着地を試みるも届かず。初の1stリタイアを喫した（ゼッケン3942）。第41回ではシルクスライダーの着地点から移動する際にバランスを崩しコースアウト、そのまま着水（ゼッケン50）。第42回は3大会ぶりの1stクリアを果たすも、バックストリームのクリアと同時にタイムアップ（ゼッケン52）。
- 安嶋秀生（出場2回　少年忍者）
  - 第39回初出場。1stを3.08秒残しで、ジャニーズ事務所所属のタレントでは史上4人目の1stクリアを果たす。2ndでは、初体験のスタートエリア、ローリングログで身体を大きく振られ、対岸への着地に失敗し着水する形でリタイア（ゼッケン31）。第40回は、1stのドラゴングライダーで、2本目の飛び移りから滑空中に手が離れリタイア（ゼッケン3941）。
- 梶田拓希（出場1回　俳優）
  - 初出場の第42回大会ではいきなり1stをクリア、今大会初の1stクリア者となる。2ndではローリングログで一度足が振られ止まってしまうも、自力で回して何とか攻略。しかし、体力が消耗されサーモンラダー上りの4段目でリタイア（ゼッケン15）。

#### その他の有名選手
- 田中智和（出場1回　会社員）
  - SASUKEに最初に挑んだ人物。第1回大会のみに出場し、1stのフリークライミングでタイムアップ（ゼッケン1）[動画 2]。
- 立川福裕（出場10回　保険会社営業→日動火災営業）
  - 通称「スーパーマン」。
  - サラリーマンらしからぬ筋骨隆々の肉体を持ち､第1回から実況から付けられたあだ名は「スーパーマン」。第3回からはスーパーマンのコスプレで出場。スーツを脱ぎ捨てるとスーパーマンのコスチュームが現れるパフォーマンスで観客を沸かせた。しかし、全大会1stステージでリタイアしており、ジャンプハングでリタイアした際には実況から「跳べないスーパーマン」と呼ばれた。第4回と第5回では上半身裸で出場したことで、「裸のスーパーマン」と呼ばれたこともある。
  - 多くの視聴者に愛される人気者だったが、娘から「恥ずかしいから出場をやめてほしい」と相談されていたらしく、第10回を最後に出場していない。
- 川島郭志（出場1回　元WBC世界ジュニア バンタム級チャンピオン）
  - 最初にゼッケン100を付けた人物。第1回大会のみに出場し、1stのぶら下がり丸太でリタイア（ゼッケン100）。
- 石丸謙二郎（出場16回　俳優、 「世界の車窓から」ナレーター）
  - 俳優ながら一般応募でSASUKEに出場。第16回（ゼッケン45）、第17回（ゼッケン40）では50代ながらロープクライムにたどり着くもタイムアップ。還暦を迎えて臨んだ第30回は、1stのジャンプハング改で網を移動中に足が着水しリタイア（ゼッケン2952）。
- 倉持稔（出場18回　居酒屋『江戸っ子』店長）
  - 通称「タコ店長」「Mr.オクトパス」。
  - スタート地点でタコを持つパフォーマンスで注目を集める｡しかし､初出場の時点で50代と他の出場者と比べて高齢であり､出場18回中13回で第1エリアでリタイア。1度も1stステージをクリアすることはできなかったが、60歳を過ぎても果敢にSASUKEへ挑む姿に多くのファンがついた｡
  - 居酒屋『江戸っ子』には彼を慕うSASUKE選手達が集まり､海外からも多くの選手が訪れていたが､2021年1月に閉店した。
  - 第40回記念大会では､高齢のため出場はしなかったものの､約10年ぶりに緑山の会場を訪れた。
- 原島雅美（出場18回　文具店メーカー勤務→たこ焼き移動販売員）
  - 通称「ハングライダー男」。
  - 出場時にハンググライダーに乗って登場するパフォーマンスで話題を呼んだ。出場18回中13回で第1エリアでリタイアしている。
  - 第40回記念大会では､お馴染みのハーネスを着用して緑山の会場へ訪れた。
- 青木保夫（出場14回　造形家）
  - 通称「魅惑の立体造形家」。
  - 出場時にSASUKEのエリアを模したミニチュア模型と共に登場する。体重38kgという驚異の体格が特徴。出場したすべての大会で1stの第1エリアでリタイア。
- 鳥澤克秀（出場24回　ウエイトリフティング元日本代表・人材派遣「アイ・ビー・エス」営業マン）
  - 通称「パワフル中年」、「怪力おじさん」。
  - 過去にはアマチュア版のスポーツマンNo.1決定戦にも出場しており、跳び箱挑戦時の映像がSASUKEで流れたこともある。
  - 背筋力250キロ、ベンチプレス150キロという怪力の持ち主。スタート前に100キロを超えるバーベルを持ち上げる、リンゴや炭酸飲料の缶を片手で潰すなどの怪力パフォーマンスを行うことで有名。しかし、パフォーマンスのせいでスタート前にすべての力を使い果たし、フラフラになりながらスタートを切るのが恒例である。案の定すぐに着水し脱落となるが、その芸術的なまでの落ちっぷりにも定評があり、大会序盤の盛り上げ役として一役買っている。
- 加藤晶文（出場3回　現役陸上自衛隊対戦車小隊）
  - 第18回大会のゼッケン争奪マラソンで1位になった選手。しかし1stのロッググリップでリタイア（ゼッケン77）。第23回では、スライダージャンプでリタイア（ゼッケン24）。
- 粂良太（出場2回　2006,07福男）
  - 第18回大会のゼッケン争奪マラソンで2位になり、ゼッケン100を獲得した選手。しかし1stのポールメイズに入った途端にリタイア（ゼッケン100）。第19回では1stのポールメイズでリベンジを果たすも、ジャンピングスパイダーでリタイア（ゼッケン番号は不明）。
- 天野ジョージ（出場7回　ロックバンド・撃鉄ボーカル）
  - オーディション2次審査を突破して[31]、第30回は2連そり立つ壁の2つ目でタイムアップ（ゼッケン2960、ダイジェスト）。第33回ではダブルペンダラムで脅威の粘りを見せるもそり立つ壁でタイムアップ（ゼッケン42）。第34回では前回クリアしたフィッシュボーンでバランスを崩し、リタイア（ゼッケン42）。
- 喜矢武豊（出場8回　ゴールデンボンバーギター担当）
  - 詳細は個人ページ参照。
  - なおゴールデンボンバーでは、本大会に樽美酒と喜矢武が出場しているが、第32回放送前に放送された『水曜日のダウンタウン』では、歌広場淳が「SASUKEマリオ」に挑戦し、ダブルペンダラムまで進んでいる。また、樽美酒が欠場した第40回では、鬼龍院翔が初出場した（ローリングヒルでリタイア、ゼッケン3959）。
- 松田大介（出場10回　「松田水道」経営）
  - 詳細は個人ページを参照。
- 本間隆史（出場7回　バンダイSASUKE部 部長）
  - バンダイにSASUKE部を設立した男。第35回はローリングヒル上り（ゼッケン37、ダイジェスト）、第36回は下りでリタイア（ゼッケン43）。第37回では部員と参戦。引退をかけて挑戦したがウイングスライダーでリタイア（ゼッケン17）。第38回は引退を撤回し出場。フィッシュボーンをクリアするも時間が無かったために、ドラゴングライダーのトランポリン前で転倒しトランポリンを乗り越える形で落下（ゼッケン16）。以降はトランポリンを踏むまでは引退しないと宣言している。しかし第39回（ゼッケン13）、第40回（ゼッケン3911、Paraviオリジナル版）ではどちらもローリングヒルの下りでリタイア。第41回はローリングヒルをクリアするもフィッシュボーンでリタイア（ゼッケン18、Paraviオリジナル版）。
- 高柳光希（出場3回　TBSアナウンサー）
  - 詳細は個人ページを参照。

## 選手以外の出演者

### 実況経験アナウンサー
古舘以外は当時全員現職TBSアナウンサー。実況担当箇所はSASUKEの大会結果一覧を参照のこと。
| 大会          | メイン     | サブ                       | その他               |
| ------------- | ---------- | -------------------------- | -------------------- |
| 第1回         | 古舘伊知郎 | 戸崎貴広                   | -                    |
| 第2 - 12回    | 古舘伊知郎 | 初田啓介                   | -                    |
| 第13回        | 初田啓介   | 駒田健吾                   | -                    |
| 第14 - 21回   | 初田啓介   | 小笠原亘                   | -                    |
| 第22 - 23回   | 小笠原亘   | 佐藤文康                   | -                    |
| 第24回        | 初田啓介   | 小笠原亘 佐藤文康          | -                    |
| 第25回        | 佐藤文康   | 伊藤隆佑                   | -                    |
| 第26回        | 小笠原亘   | 佐藤文康                   | -                    |
| 第27回        | 初田啓介   | 小笠原亘 佐藤文康          | -                    |
| 第28 - 30回   | 初田啓介   | 石井大裕                   | -                    |
| 第31回        | 駒田健吾   | 伊藤隆佑                   | -                    |
| 第32 - 35回   | 駒田健吾   | 杉山真也                   | -                    |
| 第36回        | 佐藤文康   | 杉山真也                   | 安住紳一郎 （FINAL） |
| 第37回        | 杉山真也   | 小笠原亘                   | 安住紳一郎 （FINAL） |
| 第38回        | 杉山真也   | 喜入友浩 熊崎風斗          |                      |
| 第39 - 41回   | 杉山真也   | 熊崎風斗 南波雅俊          |                      |
| WORLD CUP2024 | 杉山真也   |                            |                      |
| 第42回        | 杉山真也   | 熊崎風斗 南波雅俊 小沢光葵 |                      |

### ナレーション
| 大会                   | ナレーター | ナレーター |
| ---------------------- | ---------- | ---------- |
| 第1回                  | 松尾貴史   | 松尾貴史   |
| 第2 - 15回             | 垂木勉     | 垂木勉     |
| 第16回                 | 多比良健   | 多比良健   |
| 第17 - 27回            | 小林清志   | 小林清志   |
| 第28、29回 第31 - 34回 | 高川裕也   | 高川裕也   |
| 第30回                 | 高川裕也   | 小原雅人   |
| 第35回 -               | 高川裕也   | 服部潤     |

### スタジオパート・現地観戦ゲスト出演者
- 第30回
  - あき竹城
  - 小島瑠璃子
  - 土田晃之
- 第32回 - 第34回
  - 共通
    - タカアンドトシ[32] - MC（司会者）。
    - 長野誠 - 解説者（第33回から）。

  - 第32回
    - 井戸田潤（3rd）
    - 井上裕介（1st-3rd）
    - おのののか（1st-3rd）
    - 陣内智則（1st）
    - 塚田僚一（3rd）
    - トリンドル玲奈（1st）
    - 橋本環奈（1st）
    - ホラン千秋（1st-3rd）
    - 向井理（3rd）

  - 第33回
    - あき竹城（2nd・3rd）
    - 浅田舞（1st）
    - カミナリ[注 35]（1st）
    - 三四郎（1st）
    - 鈴木あきえ（1st-3rd）
    - 高田延彦（1st）
    - 塚田僚一（3rd）
    - 東出昌大（3rd）
    - 本田望結（1st）

  - 第34回
    - あき竹城（1st・3rd）
    - 朝比奈彩（3rd）
    - 岡田結実（1st）
    - 児嶋一哉（1st）
    - 高田延彦（1st・3rd）
    - 塚田僚一（3rd）
    - 藤本敏史（3rd）
    - マギー（1st）
    - 吉田沙保里（3rd）
- 第36回[注 36][33]
  - 安住紳一郎 - 総合MC
  - 江藤愛 - 同上。
  - 松木安太郎（サッカー解説者）

### リポーター
太字は放送当時のTBSアナウンサー。
- 秋沢淳子（第1回）
- 川原みなみ（第1回）
- 杏由美子（第1回）
- 望月理恵（第2回〜第3回）
- 栗原由佳（第2回〜第4回）
- 三浦聡子（第4回〜第5回）
- 村上知奈美（第5回〜第8回）
- 前ちあき（第6回）
- 常世晶子（第7回〜第8回、第11回、第13回、第31回〜第37回）
- 竹内香苗（第9回、第12回）
- 石山愛子（第9回、第13回、第15回）
- 山田愛里（第10回）
- 児玉多恵子（第10回）
- 川田亜子（第11回、第14回〜第16回）
- 中川祐子（第12回）
- 中澤麗華（第14回）
- 高畑百合子（第16回、第18回、第20回〜第24回）
- 水野真裕美（第17回）
- 広澤草（第17回〜第18回）
- 歌原奈緒（第19回）
- 崎山一葉（第19回〜第20回、第23回〜第26回）
- 八代じゅん（第21回〜第22回）
- 佐藤文康（第23回[注 37]）
- 新井麻希（第24回）
- 市川葵（第25回）
- 枡田絵理奈（第26回）
- 佐藤渚（第26回〜第27回）
- 水華（第27回）
- 田中みな実（第27回）
- 吉田明世（第28回）
- シャウラ（第28回）
- 林みなほ（第28回〜第29回）
- 古谷有美（第28回、第30回、第37回）
- 江藤愛（第29回〜第30回）
- 小林由未子（第30回）
- 新井恵理那（第31回）
- 森山るり（第32回）
- 皆川玲奈（第32回）
- 河西歩果（第33回〜第34回）
- 伊東紗冶子（第35回）
- 伊藤京子（第36回）
- 山形純菜（第36回）
- 近藤夏子（第37回〜第42回、ワールドカップ2024）
- 沖田愛加（第40回）
- 佐々木舞音（第41回[注 38]）
- 篠原梨菜（ワールドカップ2024）
- 高柳光希（ワールドカップ2024）
- 浦野芽良（第42回[注 39]）

## 最新の障害物
「SASUKE2024」バージョン。カッコ内は使用されていた回を指す。
過去のエリアは#過去の障害物・各大会のステージ構成を参照。

### 1st STAGE
制限時間110秒。女性の場合135秒。第31回からスタート地点にはモニターが置かれており選手紹介が行われる。
1. クワッドステップス（第32回 - ）
アメリカ版SASUKE「American Ninja Warrior」で使用されているエリアを逆輸入。4つある斜めに立てかけられた足場を飛び移りながら進む。五段跳びに類似しているが、足場の幅が90cmと広く材質が柔らかいのが特徴。過去の五段跳び系エリアで存在していた「足場を手で掴むと失格」というルールは廃止されているが「ショートカットすると安全上の理由で失格」というルールはこれまで通り存在している。次のエリアへは、4つ目の足場から直接移動する。初登場時の第32回は、今に比べて足場が揺れていなかった。第38回からは新型コロナウイルス感染防止と滑り止めのため、足場に黒い布が覆われるようになった。
2. ローリングヒル（第31回 - ）
かつての1stエリア、滝登り（丸太登り）・滝下り（丸太下り）のリメイク。坂状に配置された回転する5本のローラーに飛びついて登った後、同じく回転するローラーが、5本設置された坂を下って対岸に着地する。第32回から、登りのローラーの下に敷かれた黒いマットを踏むと失格、ただしマットを蹴るなど触れる分には問題ない。下りは、第34回以降は、安全上の理由で頂上からの跳躍による攻略は禁止されている。なお、登りの部分では、ローラーの横に設置されている板に手を触れることは禁じられており、第40回大会で、又地諒がこのエリアに移行した際に、ローラーの横の板に手をついてしまい、その時点で失格となっていた。
3.スクリュードライバー（第42回 - ）
第42回大会にて登場した新エリア。エリア入口のボタンを押すと、横T字型の棒の回転がスタート。奥に行ってしまう前に、傾斜30°の足場を走り、直径50cm・横長さ1.6mの回転する棒に飛びつく。ハーフパイプアタックやバタフライウォール（後述）、かつて『KUNOICHI』にあった飛翔柱が複合したようなエリア。回転する棒の挙動は公式Xの選手紹介動画で公開されている。なお、棒の回転は1周のみであり、乗り遅れると事実上リタイアとなってしまう。女性の場合は、男性よりも棒の回転が遅くなっている。
4. フィッシュボーン（第1形態…第33回、第2形態…第34回、第3形態…第35回・第36回、第4形態…第37回 - 第41回、第5形態…W杯2024、第6形態…第42回 - ）
『KUNOICHI2017』からの逆輸入エリアだが、足場の高さが異なっている。飛び石状に設置された4つある直径30cmの円柱状の足場を、選手目線から反時計回りに電動で回転する赤いポールを避けながら渡る。足場に手を触れて越えたり、1つでも足場を飛ばしたり、ポールを握って回転を止めたりすると失格になるが、ポールやエリアを構築する鉄骨を触る分には、失格にならない。第33回では4本目の足場だけ長く不安定だった。第34回ではポールが20本、第35回以降は22本に増えた。第37回以降は、逆回転する9本の黄色のポールと2つの足場が増え、足場の段差は少し緩やかになった。SASUKEワールドカップ2024ではポールがさらに2本増え、総合計37本となった第42回大会では、4・5本目の間に4本追加され、逆回転のタイミング見計いや、小休憩が出来ないように高難度化されている。
5.ツインダイヤ（第41回 - ）
Amazon Prime Videoで配信されている『風雲!たけし城』に登場したアトラクション「ブロックブロック」のアレンジ版。自動で反時計回りに回転するひし形の足場を2つ渡る。側面には宝石を模した模様があり、滑り止めの布は1つ目のみに付けられている。初登場の第41回では21人がリタイアした。
6. ドラゴングライダー（第35回 - ）
「American Ninja Warrior」で使用されているエリア「Double Dipper」にトランポリンの跳躍を合わせたエリア。トランポリンで跳躍してレールに乗った金属のバーに掴まり､レールを滑って対岸に着地する。レールはエリアの途中で途切れており、1つ目のレールを滑降した後、勢いを殺さずに、2つ目のレールに設置されたバーに飛び移る必要があるため、1度バーを離し損ねてしまうと、次のバーに移ることが出来なくなる。脱線防止のストッパーは付けられているが、体重の掛け方を間違えると、バーがレールから外れてしまう。なお、途中でバーが脱線しても、対岸に着地さえできればクリア扱いとなる。第40回ではバーがレールから脱線する選手が続出したため、第41回以降は、レールに沿ってチェーンと繋がるように対策が施された。女性のみ、トランポリンの位置が前方に押し出され、バーとの距離が近くなっている。
因みに、このエリアの攻略方法に、1本目のバーを順手と逆手で握り､2本目を順手と順手で握るものがあり、順手と逆手で持つことで、バーの回転を抑えることができ､空中での姿勢が安定するという。この持ち方は山田勝己がパイプスライダーで初めて使った持ち方で、一部の有力選手も使っていたが、ドラゴングライダーを始めてクリアした日置将士がこの持ち方をしたことによって「順逆(じゅんさか)」という名前でファンや選手達の間で瞬く間に広がり、今では海外の選手にも「ジュンサカ」として認知されている。
『KUNOICHI』では第11回（2018年7月放送）REDステージ、第12回（2025年1月放送）1stステージでともにこのエリアが登場したが、こちらのレールは途中で途切れておらず、脱線はしない。
7.タックル（第1形態…第31回、第2形態…第32回 - ）
第5回の2nd STAGEに設置されていたタックルマシンの進化版。2本のレール上に等間隔に設置された240kg・ 300kg・ 320kg、計860kgの3つの壁をタックルで押し進み、壁を連結させながら12m進んでいく。壁の重さは初登場の第31回のみ、140kg・ 160kg・180kg、計480kgであった。女性の場合は通常の半分の重さを押すことになっている。押し切った後はタックルする部分を登って次のエリアへと進む。なお、レールの終盤には警告色のラインがあり、そこに3つの壁全てが越えれば、終点まで押し切らなくてもよい。このエリアでは着水することはないものの、このエリアで脚力が消耗されるため、直後のそり立つ壁の難易度を急激に上げる仕様に。また、直前のドラゴングライダーの通過までに時間がかかってしまうと、このエリアでタイムアップとなる可能性があり、実際に2名がこのエリアでリタイアとなっている。
8.そり立つ壁（5m版…第5 - 17・22-27回、5.2m版…第19 - 21回、4.5m版…第31 - 38回・第41回 - ）
湾曲している壁を駆け上がり、頂上に手をかけてよじ登る。高さは度々変更されており、2024年現在は4m50cmとなっている。女性・中学生以下、あるいは50歳以上の男性の挑戦時は、頂上が低くなっている。なお、このエリアは、過去にはコースアウトしても失格にはならなかった。やり直しや失敗が基本的にできないSASUKEのエリアの中では、失敗してもやり直しが可能な珍しいエリアでもある。エリアの特性上、先に進めなくなると必然的にやり直さざるを得ないため、時間切れで脱落する挑戦者も非常に多く、登場した全ての回で必ず1人以上はここでリタイアしている。秋山和彦、山田勝己がここで5回リタイアし、完全制覇者も全員ここで複数回リタイアの経験がある。今まで長く使われている中で、ステージのリニューアルなどによって、色やデザインが何度も変更されてきた。なお、再び2連そり立つ壁となった第39回では、雨の影響で滑りやすくなりリタイア者が続出したため、第40回から雨対策が施された。ワールドカップ2024では特別ルールとして、最大挑戦回数3回の制限が設けられた。
『KUNOICHI』第9回（2017年7月放送）からのREDステージでもこのエリアが登場しており、こちらは高さ4.2mある。

### 2nd STAGE
制限時間95秒。女性の場合110秒。
1. ローリングログ（第38回 - ）
かつて「ローリング丸太」の名称で1stに登場していたエリアのマイナーチェンジ版。レールに置かれた丸太に抱きつき、回転しながらレールを下って対岸に到達する。対岸までにはおよそ6回転する。丸太のような見た目ではなくなり、滑りにくい設計となった。
また、第1エリアに置かれたため、第2エリア以降は目が回った状態で攻略する必要がある。
なお、第37回にも2ndの第1エリアとして登場しているが、雨の影響で「競技に安全性と公平性が保てない」との判断で使用が見送られた。第42回でも雨に見舞われたが、収録中に降り始めたこともあり、この回では使用された。
前述の通り、第39回からは移動距離が少し短くなり、回転数も7回と減った。しかし、第41回では丸太の回転スピードが速くなった。
『KUNOICHI』第12回大会でも2ndステージの第1エリアとして導入された。
2. サーモンラダー上り・3. サーモンラダー下り（第31回 - ）
サーモンラダー第4形態。バーにぶら下がった状態で、バーを上段の突起に押し上げて上って行く「サーモンラダー上り」を4回と、上げ切った後の奥にあるもう1つのバーに移動し、最上段の突起から最下段の突起へ下りて行く「サーモンラダー下り」を3回行う。バーを掴むと浮島がなくなる。突起の間隔は第33回までは40cm、第34回では38cm。前形態のスワップサーモンラダーに存在した「片側が傾いた時点で失格になる」というルールは廃止された。また、最下段で片側が傾いても、ワイヤーで吊るされているため落ちることはなく、失格にもならない。初期のサーモンラダーと違い上部の固定のみなので、揺れやすい。
4. スパイダーウォーク（通算第4形態 第28回 - 第39回）→スパイダーラン（第40回 - ）・5. スパイダードロップ（第30回 - ）
スパイダーウォーク通算第4形態。かつて、1stにあったジャンピングスパイダーの壁と同じように、4対の壁の間を水平→垂直→水平に移動し、そのまま5対目の壁に移動する。第30回から、5枚目の1.8m下にある6枚目の壁に移る「スパイダードロップ」のセクションが追加された。 第40回では、エリア名が「スパイダーラン」に変更された。なお、かつてはルール違反であった、両手で体を支持してスパイダーランの終着点にある黒いネットを回避して飛ぶことで、スパイダードロップを経由せずにクリアすることが、第41回から可能になった。滑り止めスプレーの使用が可能。
6. バックストリーム（第28回 - ）
SASUKE史上初の着水が認められたエリア。全長9m、深さ1.5mのプールを、水中に設置されたマシンから発生する逆流に逆らって泳いで出口まで進む。泳ぎ方は自由で、ゴーグルの着用が認められている。第29回は逆流のパワーが倍増したことで難易度が上昇し、第29回では本エリアに到達した17人中11人がリタイア。第31回までは、プールの右側を泳いで逆流の影響を回避する選手が多かったことで、第32回以降は、水流マシンが2台になった。また、出口から脱出して次のリバースコンベアに移動する際の滑り台で、オーバーランして黄色いマットからはみ出るとコースアウトで失格となる。なお、選手が溺れた場合に備えて、ライフセーバーが待機している。
7.逆走コンベアー（第1 - 13回）→リバースコンベアー（第32回 - ）
トンネル内を動く長さ8mのベルトコンベアを時速20kmの流れに逆らい、四つん這いになって進む。第13回までのエリア名は「逆走コンベアー」だった。第7回にトンネルの構造が若干変更され、コンベアの最後尾部分までトンネルが続いていた。第8回では、大雨による感電防止の観点から、電源が止められていた。第32回に「リバースコンベアー」の名称で復活。バックストリームに対抗して「陸の逆流」の異名を持つ。バックストリームで濡れた体の影響で滑り易くなり、難易度が増している。第32回ではコンベアの仕様により、選手が乗るとコンベアの速度が低下していたが、第33回ではコンベアが変えられ、選手が乗っても元の速度が担保されたままになった。トンネルの最後部から落ちると着水して失格となる。また、コンベアの可動部分以外を利用して進む行為は禁止されており、第36回で森渉、第42回で井本恭人が可動部分以外で体重を支えたとして、審議の末に失格となっている。『KUNOICHI』第9回からのBLUEステージでも、このエリアが登場している（天井はKUNOICHIの方が低い）。
8. WALL LIFTING（第1回）→WALL LIFTING RUN（第2・3回）→ウォールリフティング（第4 - 17回・第19 - 27回・第30回 - ）
1枚目・30kg、2枚目・40kg、3枚目・50kgの壁を持ち上げてくぐる。エリアの概要は変わらずに最も多くの回で登場しているエリアであり、42回中39回使われている。第1回の表記は「WALL LIFTING」、第2・3回は「WALL LIFTING RUN」だった。デザインは何度か変更され、第12回までは黄色と黒色の縞模様に「1・2・3」の数字。第13-17回は壁の色が銀色と黒色に（ローマ数字）の「I・II・III」。第19-27回は木製で数字が書かれていないもの。第30回-第34回までは、パッシングウォール（後述）と同様の灰色ベースに「壱・弐・参」となっている。第35回-は銀ベース、右下に算用数字で「1・2・3」となっている。体を挟んでしまう危険性から、第21回では壁と床の隙間が第20回以前と比べて大きくなった。第28・29回のパッシングウォールでは、壁を持ち上げなくても潜れるほどの隙間が開いていたが、第30回で若干改善された。第32回以降は安全面の兼ね合いで、制御装置と壁の最上部がワイヤーで繋げられ持ち上げた後に下まで一気に落ちなくなったため、持ち上げてから下をすり抜けることが容易となり、難易度が低下した一方、壁の下の隙間が完全に埋められたため、ほとんど上げないで潜り抜ける手法は使えなくなった。第21回からは、3枚目の壁の後からゴールまでの距離が、第20回以前より長くなった。『KUNOICHI』第9回（2017年2月放送）からのBLUEステージでもこのエリアが登場している。

### 3rd STAGE
制限時間なし。休憩地点は4箇所。
1.フライングバー（第25 - 27回・第32回 - ）
バーにぶら下がって勢いをつけてバーごとジャンプし、1.5m前方の左右の皿にバーを引っ掛けて進んでいく。着地地点がずれるとバーごと落下するが、第33回からはバーがチェーンで繋がれている。最後まで進んだら、体を振ってゴール地点に着地する、もしくは次のエリアに直接飛びつく。なお、1つ目の皿から一気に3つ目の皿まで飛び移っても問題ない。第26回までは第7エリア（3rd最終エリア）だったが、この時点では到達した者はいなかった。第27回に第2エリアに移動し、飛び移る回数が着地を除いて4回から2回に減った。同大会を以て一旦撤去されたが、第32回で復活。第33回以降は、最後まで飛び移った後休憩を挟まずに、サイドワインダーへ直接移動する。第34回から皿の幅が広くなり、難易度が若干低下した。第35回大会以降は3rdのスタートエリアになっている。『KUNOICHI』第12回では、3rdステージの最終エリアとして登場した。
2. サイドワインダー（第39回 - ）
サイドワインダー通算第4形態目。溝のついたポールにしがみ付き、1.8m離れた別のポールに飛び移る。ポールは4本あり、2本目のポールはしがみ付くと60cm落下する仕掛けがある。さらに、1・3本目が時計回りに回転する仕様が施され、飛び移りのタイミングを逃すと、1周回るまで待たねばならなくなる。第40回の伊佐嘉矩は、4本目に掴まれずに投げ飛ばされたが、足場に着地しセーフとなったため、第41回からは、直後の休憩地点の足場の中央部分が撤去され、4本目に確実にしがみつく必要性が上がった。『KUNOICHI』第12回（2025年1月放送）の3rdステージにも導入されたが、そちらは回転や落下といったギミックはない。
3. スイングエッジ（第1形態…第39回 - 第41回、第2形態…第42回 - ）
「American Ninja Warrior」のエリア「Falling Shelves」をアレンジしたエリア。前後に揺れるX字状の板の左右に付いている突起を両手でそれぞれ掴み、反動を付けて前方にある次の板の突起へ飛び移る。板は全部で3枚あり、1枚目の板の突起は手前にあるため、選手側に向かって見えているが、2枚目と3枚目は突起が裏側にあるため、見えない突起を抱え込むようにして掴まなければならない。なお、飛び移る際に突起ではない枠の部分を掴むと、ルール違反で失格。なお、突起をサイドから掴むことや枠に一瞬触れる程度であればセーフである。第39回で、又地諒が休憩地点に足が当たってバランスを崩し落下したため、第41回からは足場の中央部分が撤去された。しかし、前エリアのサイドワインダーに足が当たる可能性はある。第42回では、2枚目の突起が2つのX型から突起が1つのY型になり、また全体的に突起が小さくなるマイナーリニューアルされて難易度が増し、新バージョン初回で15人中6人が呑み込まれた。
4. クリフハンガーディメンション（第37回 - 第39回）→クリフディメンション（第40回 - ）
クリフハンガー通算第8形態目。3cmの突起に指をかけて横に移動して渡っていく。段差は無いが、背後の突起への飛び移りが2回ある。1度目は1.8m後方の電動で上下に90cm動く突起へ、2度目は180cm〜270cmの間隔で前後に90cm動く突起へそれぞれ飛び移る。第38回では第2突起と第3突起の動く速度がそれぞれ異なっていた為、スタートのタイミングを間違えると、突起が近づくまでぶら下がる羽目になりやすい。第40回以降は最上部に到達した場合は間隔が180cm、最下部に到達した場合は間隔が270cmになる。
初登場の第37回では、雨の影響で電動モーターに不具合が発生し、可動機能が停止した状態で使用されたためか、可動した状態で使用された第38回でも新エリア扱いされた。
海外勢のクリア者は、イリアン・シェリフ（第42回）のみ。
5. バーティカルリミット.BURST《バースト》（バーティカルリミット通算第4形態 第41回 - ）
バーティカルリミットの最新バージョンにして、乾雅人曰く、前形態から2%制限開放させた状態。
上から突き出ている4つの円柱に付けられた板の下部にある奥行きの幅1cmの突起に逆手で掴まりながら横に移動する。第3・第4の赤い突起は固定されているが、第1・第2、第5・第6の黄色い突起は自重で回転する。また、第1・2突起と第5・6突起は、それぞれ共通した回転する軸に取り付けられている。そのため、第1・第5→第2・第6突起に移行する時は、60度の回転による重力に耐えて掴まなければならない。さらに、回転機構にはそれぞれ特殊なギミックが搭載されている。なお、第3突起と第4突起の間には38cm、第4突起と第5突起の間には60cmの空白がある。ここをクリアした後は、ブレイクゾーンの緑色のパイプへ乗り移り休憩出来る。第42回時点でこのバージョンの成功者は、宮岡良丞のみ。
6. パイプスライダー（第2 - 17回・第28回 - ）
初登場は第2回。第17回を最後に長らく撤去されていたが、第28回で復活。2本のレール上にあるパイプにぶら下がり、体重移動によって進む。終点まで到達したら、身体を振ってゴールに飛び移って着地する。第28回からは着地の足場が挑戦者の膝下辺りに高くなった。到達者はいなかったが、第28回は着地点の距離がとても離れていた。第29回にはタイム測定のルールがあったため、ゴール地点にボタンが設置されていたが、クリア者不在のため押されることはなかった。第2 - 13回ではレールが前半と後半に分かれており、前半が終わると、ブレイクゾーンの緑色のパイプに腰掛けて休憩することができる。第4回からは着地地点が離され、身体を振って飛び移らなければクリア出来なくなった。第14回に前半部分が撤去されジャンピングバー、クライミングバーが新設。更に休憩地点と後半のパイプスライダーの間にデビルブランコが追加された。第33・34回ではバーティカルリミット改から直接移動して挑戦するエリアだった。第4回まではパイプの両側がワイヤーで支えられ、脱線しても選手がぶら下がった状態を保てていたが、その後はワイヤーが片側のみになり、脱線するとパイプが縦に垂れ下がって選手がそのまま落下するようになった。完全制覇者とSASUKEオールスターズは、全員ここで少なくとも1回はリタイアを経験している。
また、『KUNOICHI』第10・11回のBLACKステージでもこのエリアが登場している。

### FINAL STAGE
地上25.5m。制限時間45秒。ワールドカップ2024はカウントアップ方式で時間無制限。
1. スピードクライミング 8.5m
楢﨑智亜・野口啓代監修。スポーツクライミングのスピード種目を意識した壁を登る。『KUNOICHI2009秋』のクライムボードに似たエリア。登りきると上が足場になっているため、そこからサーモンラダーに移行する。なお、突起の配置は本来のスピードクライミングの配置とは異なる。制限時間は楢﨑が実際に挑み、クリアするまでのタイムと言われている。
第39回ではFINAL進出者がいなかったため、このエリアが黒い布で隠されたまま全貌は明かされず、楢﨑・野口が監修したことしか公表されていなかった。
2. サーモンラダー15段 7m
2ndの「サーモンラダー上り」と要領は同じだが、段数が15段と大幅に増加し更に各段ごとの間隔が38cmから45cmに広がっている、2ndのサーモンラダーの突起が木製となっているのに対し、金属製であるため、上昇時の衝撃で身体に負担を強いられ、難易度は2ndバージョンよりも非常に高い。15段登り終えると、バーの落下による事故防止からかストッパーでバーが固定される。第32回の初導入時には、段数が20段ある代わりに、突起の間隔が狭かったが、進出者が現れたのが現仕様になってからであるため、20段バージョンは本大会では使用されていない。バーが両側の突起から脱線すると失格となる。最上段到達後のバーは綱登りの足場にしてよい。
3. 綱登り 10m
毎度恒例のFINAL STAGEの最終エリア。単純な一方で、先述までのエリアをこなして体力を削られた状態で挑戦し、非常に厳しい制限時間の中で完走しなければならないため、体力の限界も時間も差し迫った中で、かなりのペースで登らなければならない。

## 過去の障害物・各大会のステージ構成
最新回のエリアは#最新の障害物を参照。

### 各STAGEのクリア率
|              | 1st STAGE | 2nd STAGE | 3rd STAGE | FINAL STAGE |
| ------------ | --------- | --------- | --------- | ----------- |
| クリア者累計 | 571       | 281       | 44        | 6           |
| 平均クリア数 | 13.6      | 6.69      | 1.04      | 0.14        |
| 平均クリア率 | 13.6％    | 49.2％    | 15.6％    | 13.6％      |

### 1st STAGE
第2回大会から第34回大会までは、かつての異名「SASUKEの森」をイメージした、ジャングルのようなステージデザインとなっており、壁に植物の蔓が貼られていたが、第35回大会以降では蔓や木は完全撤去となっている。また、第2回-第12回、第25回は緑。第13回-第17回、第28回は黒。第18回-第24回、第26回-第27回、第29回からは赤を強調したコースになっている。

#### ステージ構成
| 大会             | エリア             | エリア             | エリア             | エリア               | エリア               | エリア                             | エリア                             | エリア           | エリア               | エリア             | エリア                   | エリア                   | 制限時間 | 全長   |
| ---------------- | ------------------ | ------------------ | ------------------ | -------------------- | -------------------- | ---------------------------------- | ---------------------------------- | ---------------- | -------------------- | ------------------ | ------------------------ | ------------------------ | -------- | ------ |
| 第1回            | 滝登り             | 滝登り             | 滝登り             | ぶら下がり丸太       | 滝下り               | そそり立つ壁                       | そそり立つ壁                       | 揺れる橋         | 丸太下り             | フリークライミング | +                        | 壁登り                   | 70秒     | 74.8m  |
| 第2回            | 丸太登り           | 丸太登り           | 丸太登り           | ぶら下がり丸太       | 丸太下り             | そそり立つ壁                       | そそり立つ壁                       | 揺れる橋         | 揺れる橋             | フリークライミング | +                        | 壁登り                   | 60秒     | 74.8m  |
| 第3回            | 丸太登り           | 丸太登り           | 丸太登り           | ローリング丸太       | 揺れる橋             | 丸太下り                           | 丸太下り                           | そそり立つ壁     | そそり立つ壁         | ターザンジャンプ   | +                        | ロープクライム           | 60秒     | 不明   |
| 第4回            | 丸太登り           | 丸太登り           | 丸太登り           | ローリング丸太       | 揺れる橋             | 丸太下り                           | 丸太下り                           | そそり立つ壁     | そそり立つ壁         | ターザンジャンプ   | +                        | ロープクライム           | 60秒     | 不明   |
| 第5回            | 丸太登り           | 丸太登り           | 丸太登り           | ローリング丸太       | 揺れる橋             | ジャンプハング                     | ジャンプハング                     | そり立つ壁       | そり立つ壁           | ターザンジャンプ   | +                        | ロープクライム           | 75秒     | 不明   |
| 第6回            | 丸太登り           | 丸太登り           | 丸太登り           | ローリング丸太       | 揺れる橋             | ジャンプハング                     | ジャンプハング                     | そり立つ壁       | そり立つ壁           | ターザンジャンプ   | +                        | ロープクライム           | 75秒     | 不明   |
| 第7回            | 丸太登り           | 丸太登り           | 丸太登り           | ローリング丸太       | 揺れる橋             | ジャンプハング                     | ジャンプハング                     | そり立つ壁       | そり立つ壁           | ターザンジャンプ   | +                        | ロープクライム           | 75秒     | 不明   |
| 第8回            | 五段跳び           | 五段跳び           | 五段跳び           | ローリング丸太       | 大玉                 | ジャンプハング                     | ジャンプハング                     | そり立つ壁       | そり立つ壁           | ターザンジャンプ   | +                        | ロープクライム           | 77秒     | 不明   |
| 第9回            | 五段跳び           | 五段跳び           | 五段跳び           | ローリング丸太       | 大玉                 | ジャンプハング                     | ジャンプハング                     | そり立つ壁       | そり立つ壁           | ターザンジャンプ   | +                        | ロープクライム           | 77秒     | 不明   |
| 第10回           | 五段跳び           | 五段跳び           | 五段跳び           | ローリング丸太       | ダースブリッジ       | ジャンプハング                     | ジャンプハング                     | そり立つ壁       | そり立つ壁           | ターザンロープ     | +                        | ロープクライム           | 80秒     | 不明   |
| 第11回           | 五段跳び           | 五段跳び           | 五段跳び           | ローリング丸太       | バランスブリッジ     | ジャンプハング                     | ジャンプハング                     | そり立つ壁       | そり立つ壁           | ターザンロープ     | +                        | ロープクライム           | 85秒     | 不明   |
| 第12回           | 山越え             | 山越え             | 山越え             | ローリング丸太       | 一本橋               | ジャンプハング                     | ジャンプハング                     | そり立つ壁       | そり立つ壁           | ターザンロープ     | +                        | ロープクライム           | 85秒     | 不明   |
| SASUKEトライアル | 五段跳び           | 五段跳び           | 五段跳び           | ローリング丸太       | クオーターブリッジ   | ジャンプハング                     | ジャンプハング                     | そり立つ壁       | そり立つ壁           | ターザンロープ     | +                        | ロープクライム           | 80秒     | 不明   |
| 第13回           | プリズムシーソー   | プリズムシーソー   | プリズムシーソー   | 三段ローリング丸太   | クロスブリッジ       | ジャンプハング（ジャンプダングル） | ジャンプハング（ジャンプダングル） | ねじれた壁       | そり立つ壁           | ターザンジャンプ   | +                        | ロープクライム           | 80秒     | 85.5m  |
| 第14回           | 円錐跳び           | バタフライウォール | バタフライウォール | 三段ローリング丸太   | クロスブリッジ       | ジャンプハング                     | ジャンプハング                     | ねじれた壁       | そり立つ壁           | ターザンジャンプ   | +                        | ロープクライム           | 103秒    | 94.2m  |
| 第15回           | ハードルジャンプ   | バタフライウォール | バタフライウォール | 三段ローリング丸太   | クロスブリッジ       | ジャンプハング                     | ジャンプハング                     | ねじれた壁       | そり立つ壁           | ターザンジャンプ   | +                        | ロープクライム           | 95秒     | 98.7m  |
| 第16回           | 六段跳び           | 六段跳び           | 六段跳び           | 三段ローリング丸太   | クロスブリッジ       | ジャンプハング                     | ロープリバース                     | リバースフライ   | そり立つ壁           | ターザンジャンプ   | +                        | ロープクライム           | 100秒    | 101.2m |
| 第17回           | 六段跳び           | 丸太坂             | 丸太坂             | 三段ローリング丸太   | クロスブリッジ       | サークルスライダー                 | ジャンプハング                     | そり立つ壁       | そり立つ壁           | ターザンジャンプ   | +                        | ロープクライム           | 85秒     | 不明   |
| 第18回           | ロープグライダー   | ロープグライダー   | ロープグライダー   | ロッググリップ       | ポールメイズ         | ジャンピングスパイダー             | バンジーブリッジ                   | グレートウォール | フライングシュート   | ターザンロープ     | +                        | ロープラダー             | 130秒    | 不明   |
| 第19回           | 六段跳び           | 六段跳び           | 六段跳び           | ロッググリップ       | ポールメイズ         | ジャンピングスパイダー             | ハーフパイプアタック               | そり立つ壁       | フライングシュート   | ターザンロープ     | +                        | ロープラダー             | 115秒    | 120m   |
| 第20回           | 六段跳び           | 六段跳び           | 六段跳び           | ロッググリップ       | ポールメイズ         | ジャンピングスパイダー             | ハーフパイプアタック               | そり立つ壁       | フライングシュート   | ターザンロープ     | +                        | ロープラダー             | 120秒    | 120m   |
| 第21回           | 六段跳び           | 六段跳び           | 六段跳び           | ロッググリップ       | ポールメイズ         | ジャンピングスパイダー             | ハーフパイプアタック               | そり立つ壁       | フライングシュート   | ターザンロープ     | +                        | ロープラダー             | 120秒    | 120m   |
| 第22回           | 六段跳び           | サークルハンマー   | サークルハンマー   | ロッググリップ       | ロッググリップ       | ジャンピングスパイダー             | ハーフパイプアタック               | そり立つ壁       | スライダージャンプ   | ターザンロープ     | +                        | ロープラダー             | 120秒    | 102m   |
| 第23回           | 十二段跳び         | カーテンスライダー | カーテンスライダー | ロッググリップ       | ロッググリップ       | ジャンピングスパイダー             | ハーフパイプアタック               | そり立つ壁       | スライダージャンプ   | ターザンロープ     | +                        | ロープラダー             | 120秒    | 130m   |
| 第24回           | 十二段跳び         | エックスブリッジ   | エックスブリッジ   | ロッググリップ       | ロッググリップ       | ジャンピングスパイダー             | ハーフパイプアタック               | そり立つ壁       | スライダージャンプ   | ターザンロープ     | +                        | ロープラダー             | 120秒    | 130m   |
| 第25回           | ドームステップス   | ドームステップス   | ドームステップス   | ローリング丸太       | ジャンプハング       | ブリッジジャンプ                   | ロッググリップ                     | そり立つ壁       | サークルスライダー   | ターザンロープ     | +                        | ロープラダー             | 115秒    | 130m   |
| 第26回           | ステップスライダー | ハザードスイング   | ハザードスイング   | ローリングエスカルゴ | ローリングエスカルゴ | ジャンピングスパイダー             | ハーフパイプアタック               | そり立つ壁       | ジャイアントスイング | ターザンロープ     | +                        | ロープラダー             | 130秒    | 130m   |
| 第27回           | ステップスライダー | ステップスライダー | ステップスライダー | ローリングエスカルゴ | ジャイアントスイング | ジャンピングスパイダー             | ハーフパイプアタック               | そり立つ壁       | スピンブリッジ       | ターザンロープ     | +                        | ロープラダー             | 125秒    | 130m   |
| 第28回           | 5段跳び            | 5段跳び            | 5段跳び            | ローリングエスカルゴ | スピンブリッジ       | ジャンプハング改                   | ジャンプハング改                   | 2連そり立つ壁    | 2連そり立つ壁        | ターザンロープ     | +                        | ロープラダー             | 105秒    | 不明   |
| 第29回           | ロングジャンプ     | ロングジャンプ     | ロングジャンプ     | ロググリップ         | ヘッジホッグ         | ジャンプハング改                   | ジャンプハング改                   | 2連そり立つ壁    | 2連そり立つ壁        | ターザンロープ     | +                        | ロープラダー             | 105秒    | 不明   |
| 第30回           | ロングジャンプ     | ロングジャンプ     | ロングジャンプ     | ロググリップ         | ヘッジホッグ         | ジャンプハング改                   | ジャンプハング改                   | 2連そり立つ壁    | 2連そり立つ壁        | ターザンロープ     | ランバージャッククライム | ランバージャッククライム | 105秒    | 不明   |
| 第31回           | ローリングヒル     | ローリングヒル     | ローリングヒル     | ロググリップ         | オルゴール           | ジャンプハング改                   | ジャンプハング改                   | タックル         | そり立つ壁           | ターザンロープ     | ランバージャッククライム | ランバージャッククライム | 120秒    | 109.5m |
| 第32回           | クワッドステップス | +                  | ローリングヒル     | タイファイター       | オルゴール           | ダブルペンダラム                   | ダブルペンダラム                   | タックル         | そり立つ壁           | ターザンロープ     | ランバージャッククライム | ランバージャッククライム | 115秒    | 不明   |
| 第33回           | クワッドステップス | +                  | ローリングヒル     | タイファイター       | フィッシュボーン     | ダブルペンダラム                   | ダブルペンダラム                   | タックル         | そり立つ壁           | ターザンロープ     | ランバージャッククライム | ランバージャッククライム | 128秒    | 不明   |
| 第34回           | クワッドステップス | +                  | ローリングヒル     | タイファイター       | フィッシュボーン     | ダブルペンダラム                   | ダブルペンダラム                   | タックル         | そり立つ壁           | ターザンロープ     | ランバージャッククライム | ランバージャッククライム | 123秒    | 不明   |
| 第35回           | クワッドステップス | +                  | ローリングヒル     | タイファイター       | フィッシュボーン     | ドラゴングライダー                 | ドラゴングライダー                 | タックル         | タックル             | そり立つ壁         | そり立つ壁               | そり立つ壁               | 85秒     | 不明   |
| 第36回           | クワッドステップス | +                  | ローリングヒル     | ウイングスライダー   | フィッシュボーン     | ドラゴングライダー                 | ドラゴングライダー                 | タックル         | タックル             | そり立つ壁         | そり立つ壁               | そり立つ壁               | 85秒     | 不明   |
| 第37回           | クワッドステップス | +                  | ローリングヒル     | ウイングスライダー   | フィッシュボーン     | ドラゴングライダー                 | ドラゴングライダー                 | タックル         | タックル             | そり立つ壁         | そり立つ壁               | そり立つ壁               | 88秒     | 不明   |
| 第38回           | クワッドステップス | +                  | ローリングヒル     | シルクスライダー     | フィッシュボーン     | ドラゴングライダー                 | ドラゴングライダー                 | タックル         | タックル             | そり立つ壁         | そり立つ壁               | そり立つ壁               | 90秒     | 不明   |
| 第39回           | クワッドステップス | +                  | ローリングヒル     | シルクスライダー     | フィッシュボーン     | ドラゴングライダー                 | ドラゴングライダー                 | タックル         | タックル             | 2連そり立つ壁      | 2連そり立つ壁            | 2連そり立つ壁            | 99.9秒   | 不明   |
| 第40回           | クワッドステップス | +                  | ローリングヒル     | シルクスライダー     | フィッシュボーン     | ドラゴングライダー                 | ドラゴングライダー                 | タックル         | タックル             | 2連そり立つ壁      | 2連そり立つ壁            | 2連そり立つ壁            | 99.9秒   | 不明   |
| 第41回           | クワッドステップス | +                  | ローリングヒル     | シルクスライダー     | フィッシュボーン     | ツインダイヤ                       | ドラゴングライダー                 | タックル         | タックル             | そり立つ壁         | そり立つ壁               | そり立つ壁               | 110秒    | 不明   |
| WORLD CUP 2024   | クワッドステップス | +                  | ローリングヒル     | ウイングスライダー   | フィッシュボーン     | ツインダイヤ                       | ドラゴングライダー                 | タックル         | タックル             | そり立つ壁         | そり立つ壁               | そり立つ壁               | 150秒    | 不明   |
| 第42回           | クワッドステップス | +                  | ローリングヒル     | スクリュードライバー | フィッシュボーン     | ツインダイヤ                       | ドラゴングライダー                 | タックル         | タックル             | そり立つ壁         | そり立つ壁               | そり立つ壁               | 110秒    | 不明   |

+は、エリア間が繋がっているのを意味する。
以下、登場したのが早い順に掲載。カッコ内は使用されていた回を指す。

#### 五段跳び系のエリア
五段跳び（第8 - 11回・SASUKEトライアル・第28回）
左右対称にに立てかけられた角度45度、幅60cmの4つの足場を交互に飛び移って対岸へ渡る。初登場した第8回は雨による滑りもあり、50人前後がここでリタイア。撤去後も「SASUKEトライアル」ではこのエリアが使用され、第16回以降、六段跳びなど様々な派生エリアが登場した。第28回の五段跳びは、かつての五段跳びと異なるセットで、エリア名が「5段跳び」であった。
六段跳び（第16 - 17回・第19 - 22回）
5個ある斜めの岩をテンポ良く飛び移る。第8回 - 第11回まで登場した五段跳びの足場が1個増えたもので、五段跳びより足場の距離が短い。また、五段跳びからデザインが新しくなっている。
十二段跳び（第23・24回）
五段跳びの派生エリア。一本一本角度が異なって立てかけられた11本の丸太の足場を渡る。六段跳びのようにショートカットをしても反則になるのかどうかは、番組内で触れられなかったので不明。
ドームステップス（第25回）
五段跳びの派生エリア。5つの足場を渡るが、足場が丸くなって以前よりも不安定になった。手を使うと失格というルールがある。第25回のみの登場だが、それだけで50人ほどがリタイアした。六段跳びのようにショートカットをしても反則になるのかどうかは、番組内で触れられなかったので不明。
ステップスライダー（第26・27回）
五段飛びの派生エリア。五段飛びの足場を渡り、4つ目の足場からジャンプしてロープを掴み、掴んだ勢いで滑空し対岸へ渡る。ロープの掴む位置が低いと、着水してしまうことがある。

#### その他の第1エリア
滝登り（第1回）→丸太登り（第2 - 7回）
ローラーで回る5本の丸太に飛びついて登る。第2回から「丸太登り」に名称変更。第31回からは、このエリアと丸太下りを合体したリメイク版のエリアである「ローリングヒル」が登場している。
山越え（第12回）
山に飛びついて登る。山は2つあるため、対岸への飛び移りも含めると3回飛び移る。脱落者は全員1つ目の山から2つ目の山への飛び移りで着水した。
プリズムシーソー（第13回）
鈍角三角形のシーソーを、大きく傾かないうちに渡っていく。傾いてしまうと進むことが不可能となる。
円錐跳び（第14回）
電動で回る2つの円錐に飛びつきながら対岸へ渡る。
ハードルジャンプ（第15回）
ゴムでできたハードルを越える。ハードルは2つあり、1つ目は湾曲した坂を下って越え、2つ目は34度の坂を登って越える。
ロープグライダー（第18回）
ロープを掴んでレールを滑降し、途中にある島めがけて着地する。唯一登場した第18回では、ゼッケン8番までの選手は全員ここでリタイアしたが、ゼッケン9番の長州小力が初めてクリアした。小杉竜一をはじめ、5人の負傷者を出す事故が発生した影響で、第19回に六段跳びに戻された。
ロングジャンプ（第29・30回）
走り幅跳びの要領で、砂場のついた対岸に向かって池を飛び越える。助走距離は25m。対岸までの距離は、第29回では、50歳未満の男性は4m50cm、女性、50歳以上の男性は3m30cm。第30回では、50歳未満の男性は5m、女性、50歳以上の男性は4m。

#### ローリング・スライダー系のエリア
ローリング丸太（第3 - 12回・SASUKEトライアル・第25回）
レールの上に敷かれた丸太にしがみつき、回転しながらレールを下る。抱きつく位置が悪いと脱線し丸太ごと落下する。第5回はその事例が多発したが、丸太の脱線自体は失格にならない。また丸太の回転がストップすることもあり、その場合は自分で丸太を回して対岸まで進まなければならない。たまに丸太が回転せずスライドしていき、対岸まで滑って行くこともある。初登場の第3回では41人、第11回にも40人以上の脱落者が出た序盤の難関エリア。第3回はレールの角度が急で丸太も太かった。第13回に三段ローリング丸太に設計変更。第17回を最後に撤去されたが、第25回に段差無しの直線型で復活。以前と比べて、脱線防止のために端が大きくなっている。前述の通り、第37回に「ローリングログ」の名称で2ndの第1エリアに移設されたが、雨の影響で公平性が保てずに使用が見送られ、翌年の第38回から運用された。第11回の丸太の太さは40cm、レールの角度は15度。
三段ローリング丸太（第13 - 17回）
ローリング丸太第2形態。回転する丸太に抱きついてレールを下る。15cmの段差が2つあり、従来より丸太の勢いはなくなっているが、段差の衝撃で脱落した選手も多くいた。第13回では丸太の脱線によるリタイアもあった。
ロッググリップ（第18 - 25回）→ロググリップ（第29 - 31回）
へこみのたくさんついた太さ60cmの丸太にしがみつき、途中2つある段差の衝撃に耐える。全長9m。第26回に撤去されたが、第29回に名称を「ロググリップ」として復活した。ローリング丸太のような縦の突起がついた縦の丸太にしがみつき、レールを滑降する。登場した頃は、丸太が斜め向きになったりするなど不規則に揺れていた。
ローリングエスカルゴ（第26 - 28回）
ローリング丸太の進化形。両手両足を掛ける突起が付いた丸い板に掴まり、横に回転しながら対岸を目指す。第26回は回転のスピードが選手によっては速かったが、第27回や第28回は遅くなったため、途中で逆回転し落下した選手もいた。第29回にロググリップに戻された。
シルクスライダー（第1形態…第38回、第2形態…第39回 - 41回）
「American Ninja Warrior」からの逆輸入エリア。吊るされた布を掴んで滑空し、湾曲型の対岸へ着地する。距離は12.2ｍ。着地はかつて1stの第1エリアにあったロープグライダーに似たような形で着地。第38回のみ2本に分かれて吊るされていたが、第39回からは布が1本になり、対岸の面積も狭くなった。新型コロナウィルス対策として挑戦後の布交換がしやすくなっている。第39回の山本進悟は着地する際に水に触れていたが、その後のフィッシュボーンでリタイアしたため、リタイア扱いされていない。なお、対岸を明らかに越えていても、布をつかみ着水していない場合はコースアウト扱いとはならない。また、布は地面と繋がれたクリップで固定されているが稀にクリップが外れ、風で布が掴みにくくなることがある。しかし競技は続行される。
タイファイター（第32 - 35回）→ウイングスライダー（第36・37回、W杯2024）
アクリル板に、スパイダーウォークの要領で両手両足を突っ張った状態で張り付き、レールを下っていく。スタート時と中間地点の2か所に30cmの下り段差が存在する。第35回までの「タイファイター」というエリア名は、映画『スター・ウォーズ』シリーズに登場する、同名の戦闘機から名付けられたものである。手がアクリル板の上に乗ると失格。体勢が決まらずにアクリル板だけが進行し、置き去りにされた場合もその時点でリタイア。第36回からタイファイターの命名権の使用期間が切れた為、「ウイングスライダー」に名称を変更。板の形状が映画に登場するTIEファイターの形から角の丸いの斜め長方形に変わった。松脂を使用する特性上コロナ禍の第38回大会以降は感染防止の観点からシルクスライダーに変更されたが、同エリアが復活したワールドカップ2024では松脂を使用せず黒い滑り止めがアクリル板に付けられ、スタート時の下り段差が無くなった。

#### バランス系エリア
揺れる橋（第1 - 7回）
元祖バランスエリア。左右に傾く橋を渡る。中央に障害物の突起があり、これを利用してクリアすることもできる。また『KUNOICHI』第10回（2017年7月放送）REDステージでも「シェイキングブリッジ」のエリア名で設置された。
大玉（第8・9回）
直径2.7mの水に浮かぶ大玉をジャンプで渡る。水面に浮いているので挑戦者ごとに大玉の位置が違い、有利不利がはっきりしていた。
ダースブリッジ（第10回）
全12個の回る床を駆け抜ける。3個の床に障害物の突起が付いている。
バランスブリッジ（第11回）→クォーターブリッジ（SASUKEトライアル）
十字に障害物の突起が組み込まれた左右非対称の橋を駆けぬける。「SASUKEトライアル」では「クオーターブリッジ」の名称で設置された。ほとんどの選手は、バランスを取らずに勢いで超えていった。
一本橋（第12回）
橋が半分はみ出ており、乗るとほぼ90度に傾く橋から思い切りジャンプし、対岸へ飛び移る。橋に足を掛けずに手前からジャンプしてクリアした選手もいた。
クロスブリッジ（第13 - 17回）
クロス状に造られた回転する4枚の板の上を駆け抜ける。
丸太坂（第17回）
斜めに立てかけてある太さ30cm、長さ4mの丸太を渡る。固定されていないため、左右に回転しやすい。
バンジーブリッジ（第18回）
ゴムの束が5箇所だけついている橋を渡る。脱落者はサスケマニアで放送された。長野誠が唯一、手をつかずにクリアした。
エックスブリッジ（第24回）
第18回のバンジーブリッジ以来となるバランス系エリア。クロスブリッジがマイナーチェンジされたバランスエリア。回転する6枚の板の上を駆け抜ける。なお、『KUNOICHI』第9回に登場した同名のエリアとは別物。
ブリッジジャンプ（第25回）
ブランコ状に吊るされた3つの板を渡り、3つ目の板からロープに飛びつきその勢いで対岸へ渡る。
スピンブリッジ（第27・28回）
ロープで吊るされた4つのボールの上を走り抜ける。『VIKING』に登場したキャノンボールとほぼ同じエリアである。第27回では第7エリア（そり立つ壁の直後）だった。第28回のエリア説明で「難易度が増したスピンブリッジ」と紹介されている。
ヘッジホッグ（第29・30回）
50本の棒が付いた回転する長さ3.6mの円柱の上を、棒を避けながら渡る。第29回では一部の選手の回転速度が早く（遅く）なっていた。かつて『DOORS』シリーズのジャングルアドベンチャーに存在した「ローリングサボテン」に類似したエリア。

#### ジャンプ系エリア
ジャンプハング（第5 - 12回・SASUKEトライアル・第14 - 17回・第25回）
トランポリンからネットに飛びつき、下を伝って対岸まで移動するか、ネットの上を登って移動する。下を伝っていく場合、足の着水に気をつける必要がある。また、トランポリンからネットを掴む位置が低くても着水してしまい、実際にリタイア者もいた。第6回は50人以上の脱落者が出た。初めて上を登ったのは、第6回の畠田好章であり、以降は他選手にもこの手法が定着した。最上段を掴んだのは第6回の畠田、第7回のジェームス岡田とケイン・コスギ、第17回のポール・アンソニー・テレックの4名。オールスターズは白鳥文平以外、全員リタイア経験がある。白鳥は唯一の片足ジャンプ成功者である。第13回のみロープ版であった。第18回に撤去されたが第25回に復活。以前と比べるとネットが短くなっている。また、『KUNOICHI』第9回のREDステージでも、このエリアが登場した。
ジャンプハング（ロープ版）（第13回）
第13回のみのエリア。エリアの概要は違い、名称は「ジャンプハング」であるが、オフィシャルサイトでは「ジャンプダングル」と呼称されている。トランポリンからジャンプし、大量に垂れ下がっているロープを掴み、対岸へ渡る。
サークルスライダー（第17・25回）
ロイター板でジャンプしてリングを掴み、その勢いでリングを滑らせて8m先の対岸へ移動。復活した第25回では、以前と比べて飛ぶ距離と高さが伸び、リング自体もやや小さくなった。
ジャンピングスパイダー（第18 - 24回・第26・27回）
トランポリンからスパイダーウォークと同様の概要のエリアに飛び移る。スパイダーウォークは直線→登り→直線のコースになっており、全4枚と従来より距離は短い。幅は1m50cm、1枚の壁の大きさは2m。なお、トランポリンの少し先にある黒いマットは、コース内として扱われていないため、そこに身体がつくと、着水していなくても失格になる。第19回に壁の位置が離れたうえに、幅が広がり難易度が上昇。第20回以降も若干仕様が変更されている。第25回は撤去されたことで、スパイダーウォーク系のエリアが唯一無い回となった。
ジャイアントスイング（第1形態…第26回、第2形態…第27回）
ロイター板からジャンプして振り子状のバーを掴む。第26回では、動いた勢いでその先にあるネットを掴み、対岸へと渡る。ネットはジャンプハングのように上から登って渡っても下をくぐり抜けてもよい。第26回では第7エリアだったが、第27回は第3エリアに移行し、ネットが撤去され、傾斜のついた対岸に着地した後、横にある通路に移動するようになっている。
ジャンプハング改（第28 - 31回）
ジャンプハング第3形態。トランポリンから左右に設置されているネットのどちらかに飛びついて対岸へと渡る。ネットの外側を抜けてもよい。第31回大会では純粋に「ジャンプハング」と表記された。
ダブルペンダラム（第32 - 34回）
トランポリンで跳躍して可動するバーに掴まり、反動を利用して前方のサンドバッグに飛び移る。サンドバッグもしがみ付くと動くため、その反動を利用して対岸へ飛び移る。第32回のスタッフによるデモンストレーションでは、バーを掴んで体を振らず1回でしがみついたことで、同じ行動を取ったリタイア者が続出した。第33回ではバーからサンドバッグへの距離が遠くなった。また、『KUNOICHI』第10回でも、このエリアが登場した。

#### そり立つ壁系統のエリア
そそり立つ壁（第1 - 4回）
傾斜50度の急な坂を駆け上る。高さ4m05cm。横にある縁を掴んで攻略することも出来る。
グレートウォール（第18回）
そり立つ壁を改良したもので、壁の上にロープがついた分、高さが上がっている。高さは壁の底面から4.6m、地上からは5.4m。第19回にそり立つ壁に戻された。
2連そり立つ壁（第28 - 30回、第39・40回）
そり立つ壁が2連続に進化。高さの異なる2つのそり立つ壁を登る。第28-30回の高さは1つ目が4m、2つ目が4.5m。第31回に元のそり立つ壁に戻されたが、第39回で復活。第39・40回の高さは1つ目が4.2m、2つ目が4.5m。2つの壁間では第28-30回は滑り棒を使って手前側に降りる仕様だったが、第39・40回は、一直線上かつマットが敷かれた段差になっている。
『KUNOICHI』第12回大会の1stステージ最終エリアとして登場。こちらの高さは1つ目が3.8m、2つ目が4.1mで、本家SASUKEの第39・40回の女性版仕様を継承したものである。

#### その他の中盤のエリア
ぶら下がり丸太（第1・2回）
回転する丸太を渡る。ぶら下がらずに立ったまま進んだり、腹這いになって滑りながら進んだりする人がほとんどである。また、『KUNOICHI』第9回でも「パイプホールド」というエリア名で設置された。
滝下り（第1回）→丸太下り（第2 - 4回）
丸太登りとは反対に、ローラーで回る丸太の頂上から思い切りジャンプし、対岸へ。中腹まで丸太で滑って攻略する方法もある。第1回のみ「滝下り」という名前だったが、第1回に設置されてあった「丸太下り」がエリアにカウントされなくなったのに伴い名称が変更。第1回のみ、5段あるローラーの内3段目のみが常時回転しているギミックがあったが、第2回以降は撤去された。第31回からは、このエリアと丸太登りのリメイク版「ローリングヒル」が登場している。
丸太下り（第1回）
高めの足場から縦に立てられている丸太を伝って下の足場へ降りる。着水はなく、そのまま飛び降りる選手も多かった。第2回には障害物自体は残ったものの、エリア扱いされなくなった。
ねじれた壁（第13 - 15回）
ねじれた壁を駆け上がり、頂上付近横にあるロープに飛びつく。このロープはシーソーロープとも呼ばれる。成功するとロープがシーソーの要領で対岸の足場に降りる。
バタフライウォール（第14・15回）
壁にジャンプして飛びつき、その勢いで壁を回転させて対岸へと渡る。なお、女性・中学生以下あるいは50歳以上の男性の挑戦時は、足場が長くなっており壁までジャンプする距離が短くなる。
ロープリバース（第16回）
上の足場からロープを使って降りた反動で、2.5m下の足場に乗る。ロープには掴むべき位置に印がついているが、着水に注意する必要がある。
リバースフライ（第16回）
立てかけてられた巨大なトランポリンにダイブし、その反動で手前側の足場に乗り移る。横にある柵を掴んでも良い。
ポールメイズ（第18 - 21回）
かつて『VIKING』にあったロープメイズの進化形。ポールの上部に引っかかる障害物があり、それをポールを動かして避けながら対岸まで進む。第19回からは、ポールが以前より離されたことに加え、上部の障害物が複雑になった。そのため、十分に対岸側に傾かず、助走からしがみついてポールが動くも、上部の障害物に激突した反動で、元の場所に戻ってしまう現象があった。
フライングシュート（第18 - 21回）
巨大な滑り台を滑り、その先にある地面と平行に伸びたロープを掴み、滑り台の下に取り付けられたネットを伝って移動する。初登場の第18回では、ロープにしがみついた反動でネットに近づけたが、第19回にロープの位置が高くなったことで、猛威を振るった。第20回では、ロープの高さは元に戻されたが、太さが増し、脱落者も多かった。第21回は逆にロープが低めに設置され、滑り台の傾斜も上がったため、ロープより上に重心がかかり、ロープを飛び越える形で回転して落下した選手も出た。また、第21回ではロープが低く水面が近いため、ネットに移動する際に着水に気を付ける必要があった。横のロープからネットへの移動の際に落下したり、移動に時間をかけたりする挑戦者も多かった。
ハーフパイプアタック（第19 - 24回、第26・27回）
ねじれた壁の改良版のようなエリア。半円形の壁からロープに飛びつき、足場に着地する。第20回は着地ミスが相次ぎ、脱落者も多かった。第19回では壁に派手な炎の絵がかかれていたが、第20回以降は消されている。第19回は他の回と比べても圧倒的にロープの位置が高かった。第22回から足場から次のエリアへの細道の角度が上がり、バランスが取りにくくなっている。第18回のリニューアル以降、第27回に撤去されるまで女性選手の最高到達点はこのエリア。第27回では足場が小さく次のエリアまでの細道が丸太になり第26回までと違い傾斜はなかった。また、足場にマットが敷かれておらず、負傷者が発生した。
サークルハンマー（第22回）
円状のレールにぶら下がったロープを助走をつけてつかみ、その勢いで渡っていく。レールには若干傾斜が付いており、陸地までは若干離れている。
スライダージャンプ（第22 - 24回）
バーにぶら下がって、傾斜と段差のついたレールを下り、その勢いでネットにジャンプして飛び移る。距離は9m。ネットの渡り方はジャンプハングのように上から登って渡ってもよい。ネットを下から渡る途中に、着水した選手もいる。第23回では長野の挑戦時に、バーで移動中に、バーを吊るしたワイヤーが、セットの鉄柱に引っかかるアクシデントにより、1stをやり直しする事態が発生した。
カーテンスライダー（第23回）
迷彩柄のカーテンに飛びつき、飛びついた勢いでレールを滑り、浮島に着地する。足場が小さく不安定なため着水に気をつける必要があった。リー・エンチは助走をつけずにカーテンを掴み、助走路を蹴った反動でレールを滑るという手法でクリアしている。
ハザードスイング（第26回）
ブランコに乗って、勢いをつけて対岸に飛び移る。対岸にはバーが設置されており、それを使って這い上がる。ブランコを使わずに、思い切りジャンプして攻略することも可能。
オルゴール（第31・32回）
回転する円柱に取り付けられた丸い突起に掴まり、横移動しながら対岸へ到達する。突起の数は、前半部分は200個あるが、後半部分は50個しかない。放送では、オルゴールの名の通りメロディーも奏でられていたが、実際の撮影ではメロディーは流れていない。初登場の第31回では、円柱の上部を歩いて攻略した選手が多々いたため、第32回では、上を這って進めないように設計が見直された。

#### 終盤のエリア
フリークライミング、壁登り（第1・2回）
前半の半分がフリークライミングで、電動の逆走するコンベアーについている沢山の突起に逆らって突起を登る。後半の半分が壁登りで、こちらは電動ではない。第2回では、1度挑戦してから、回転盤の下に左右いずれかの足が入ると失格となり、実際に失格になった選手がいた。
ターザンジャンプ（第3 - 9・13 - 17回）
ロープを持って壁に向かってジャンプして、ロープクライムに移行する。激突の衝撃でリタイアした選手も数名いた。
ロープクライム（第3 - 17回）
ターザンジャンプのロープを使い5.4mの壁を登る。第3-12回は平面の壁だったが、第13回からは壁が台形に出っ張り、壁の中盤で立ったような体勢をとれるようになり、上部には細い木の棒も付いた。第15回は木の棒が3本となったが、第16-17回に木の棒は無い。第17回は壁が半円に出っ張っていた。
ターザンロープ（第10 - 12回、SASUKEトライアル）
ゴムの付いた5本のロープを伝ってロープクライムに移る。第12回とSASUKEトライアルではロープが4本だった。なお、このエリアはショートカットが可能で、1本目のロープから、そのままロープクライムに移行することも可能。第11回の飯島豊久は、ロープに一切触れずにロープクライムへ飛び移った。
ロープラダー（第18 - 29回）
網目状のロープを登って頂上に辿り着き、その先にあるゴールボタンを押せばステージクリア。このエリアとランバージャッククライムでは、ボタンとの距離は頂上からボタンまでに橋が設けられたため、第17回以前と比べると距離が離されている。
ターザンロープ（第1形態…第18 - 29回、第2形態…第30 - 34回）
ロープを使って、ターザンの要領で次のエリアに進む。第30回から浮島に着地するようになった。第10-12回に登場したターザンロープとは別エリアで、第3-9・13-17回に登場したターザンジャンプとほぼ同じ仕組み。浮島に着地するバージョンでは移動中に着水・または着地後に落下する選手も現れた。
ランバージャッククライム（第30 - 34回）
高さ5.4m、幅45cmの壁を掴んでよじ登る。登った後、その先にあるゴールボタンを押せばステージクリア。

### 2nd STAGE

#### ステージ構成
「鋼鉄の廃墟」というのかつての異名の通り、無人の工場や教会などをイメージしたステージ。また、他STAGEのクリア率が軒並み1割台の中、2nd STAGEのクリア率は5割程度であり、SASUKEの全STAGEの中で、最もクリア率が高い。
第7回まではゴール地点のボタンが無く、体が少しでも時間内にゴールマットに入ればクリアとなり、第7回までは、タイムオーバーになるとゴールゲートが閉まる仕組みになっていた。第8回以降、ゴールボタンが導入された。
制限時間の表示が1stと違い、10秒を切ると10の位が表示されず、1の位と小数点第1位しか表示されていなかったが、第8回、第12回-第23回、第25回以降からは、10の位も表示された。
第30回では2ndはAとBに分かれたが、実際にはAのみしか使用されなかった。
| 大会           | エリア                                                             | エリア                                                             | エリア                                                             | エリア                                                             | エリア                 | エリア                 | エリア                 | エリア               | エリア               | エリア               | 制限時間 | 全長  |
| -------------- | ------------------------------------------------------------------ | ------------------------------------------------------------------ | ------------------------------------------------------------------ | ------------------------------------------------------------------ | ---------------------- | ---------------------- | ---------------------- | -------------------- | -------------------- | -------------------- | -------- | ----- |
| 第1回          | スパイダーウォーク（動く壁「3枚目」、スパイダークライム「6枚目」） | スパイダーウォーク（動く壁「3枚目」、スパイダークライム「6枚目」） | スパイダーウォーク（動く壁「3枚目」、スパイダークライム「6枚目」） | スパイダーウォーク（動く壁「3枚目」、スパイダークライム「6枚目」） | 5連ハンマー            | 5連ハンマー            | 5連ハンマー            | 逆走コンベア         | 逆走コンベア         | WALL LIFTING         | 50秒     | 65.5m |
| 第2回          | スパイダーウォーク（動く壁「3枚目」、スパイダークライム「6枚目」） | スパイダーウォーク（動く壁「3枚目」、スパイダークライム「6枚目」） | スパイダーウォーク（動く壁「3枚目」、スパイダークライム「6枚目」） | スパイダーウォーク（動く壁「3枚目」、スパイダークライム「6枚目」） | 5連ハンマー            | 5連ハンマー            | 5連ハンマー            | 逆走コンベア         | 逆走コンベア         | WALL LIFTING RUN     | 50秒     | 65.5m |
| 第3回          | スパイダーウォーク（動く壁「3枚目」、スパイダークライム「6枚目」） | スパイダーウォーク（動く壁「3枚目」、スパイダークライム「6枚目」） | スパイダーウォーク（動く壁「3枚目」、スパイダークライム「6枚目」） | スパイダーウォーク（動く壁「3枚目」、スパイダークライム「6枚目」） | 5連ハンマー            | 5連ハンマー            | 5連ハンマー            | 逆走コンベア         | 逆走コンベア         | WALL LIFTING RUN     | 50秒     | 65.5m |
| 第4回          | スパイダーウォーク（動く壁「3枚目」、スパイダークライム「6枚目」） | スパイダーウォーク（動く壁「3枚目」、スパイダークライム「6枚目」） | スパイダーウォーク（動く壁「3枚目」、スパイダークライム「6枚目」） | スパイダーウォーク（動く壁「3枚目」、スパイダークライム「6枚目」） | 5連ハンマー            | 5連ハンマー            | 5連ハンマー            | 逆走コンベア         | 逆走コンベア         | ウォールリフティング | 50秒     | 65.5m |
| 第5回          | タックルマシン                                                     | スパイダーウォーク（動く壁「2枚目、4枚目」）                       | スパイダーウォーク（動く壁「2枚目、4枚目」）                       | スパイダーウォーク（動く壁「2枚目、4枚目」）                       | 5連ハンマー            | 5連ハンマー            | 5連ハンマー            | 逆走コンベア         | 逆走コンベア         | ウォールリフティング | 50秒     | 不明  |
| 第6回          | ナロー                                                             | スパイダーウォーク（動く壁「2枚目、4枚目」）                       | スパイダーウォーク（動く壁「2枚目、4枚目」）                       | スパイダーウォーク（動く壁「2枚目、4枚目」）                       | 5連ハンマー            | 5連ハンマー            | 5連ハンマー            | 逆走コンベア         | 逆走コンベア         | ウォールリフティング | 50秒     | 不明  |
| 第7回          | チェーンリアクション                                               | ブリッククライム                                                   | スパイダーウォーク改                                               | スパイダーウォーク改                                               | 5連ハンマー            | 5連ハンマー            | 5連ハンマー            | 逆走コンベア         | 逆走コンベア         | ウォールリフティング | 90秒     | 不明  |
| 第8回          | チェーンリアクション                                               | ブリッククライム                                                   | スパイダーウォーク改                                               | スパイダーウォーク改                                               | 5連ハンマー            | 5連ハンマー            | 5連ハンマー            | 逆走コンベア（停止） | 逆走コンベア（停止） | ウォールリフティング | 100秒    | 不明  |
| 第9回          | チェーンリアクション                                               | ブリッククライム                                                   | スパイダーウォーク改                                               | スパイダーウォーク改                                               | 5連ハンマー            | 5連ハンマー            | 5連ハンマー            | 逆走コンベア         | 逆走コンベア         | ウォールリフティング | 80秒     | 不明  |
| 第10回         | チェーンリアクション                                               | ブリッククライム                                                   | スパイダーウォーク改                                               | スパイダーウォーク改                                               | バランスタンク         | バランスタンク         | バランスタンク         | 逆走コンベア         | 逆走コンベア         | ウォールリフティング | 85秒     | 不明  |
| 第11回         | チェーンリアクション                                               | ブリッククライム                                                   | スパイダーウォーク改                                               | スパイダーウォーク改                                               | バランスタンク         | バランスタンク         | バランスタンク         | 逆走コンベア         | 逆走コンベア         | ウォールリフティング | 80秒     | 不明  |
| 第12回         | チェーンリアクション                                               | ブリッククライム                                                   | スパイダーウォーク改                                               | スパイダーウォーク改                                               | バランスタンク         | バランスタンク         | バランスタンク         | 逆走コンベア         | 逆走コンベア         | ウォールリフティング | 70秒     | 不明  |
| 第13回         | チェーンリアクション                                               | ブリッククライム                                                   | スパイダーウォーク改                                               | スパイダーウォーク改                                               | バランスタンク         | バランスタンク         | バランスタンク         | 逆走コンベア         | 逆走コンベア         | ウォールリフティング | 70秒     | 不明  |
| 第14回         | チェーンリアクション                                               | ブリッククライム                                                   | スパイダーウォーク改                                               | スパイダーウォーク改                                               | バランスタンク         | バランスタンク         | バランスタンク         | メタルスピン         | メタルスピン         | ウォールリフティング | 67秒     | 不明  |
| 第15回         | チェーンリアクション                                               | ブリッククライム                                                   | スパイダーウォーク改                                               | スパイダーウォーク改                                               | バランスタンク         | バランスタンク         | バランスタンク         | メタルスピン         | メタルスピン         | ウォールリフティング | 65秒     | 不明  |
| 第16回         | チェーンリアクション                                               | ブリッククライム                                                   | スパイダーウォーク改                                               | スパイダーウォーク改                                               | デルタブリッジ         | デルタブリッジ         | デルタブリッジ         | メタルスピン         | メタルスピン         | ウォールリフティング | 66秒     | 不明  |
| 第17回         | チェーンリアクション                                               | ブリッククライム                                                   | スパイダーウォーク改                                               | スパイダーウォーク改                                               | バランスタンク         | バランスタンク         | バランスタンク         | メタルスピン         | メタルスピン         | ウォールリフティング | 65秒     | 不明  |
| 第18回         | ダウンヒルジャンプ                                                 | サーモンラダー                                                     | +                                                                  | スティックスライダー                                               | ネットブリッジ         | ネットブリッジ         | ネットブリッジ         | メタルスピン         | メタルスピン         | ショルダーウォーク   | 95秒     | 不明  |
| 第19回         | ダウンヒルジャンプ                                                 | サーモンラダー                                                     | +                                                                  | スティックスライダー                                               | スカイウォーク         | スカイウォーク         | スカイウォーク         | メタルスピン         | メタルスピン         | ウォールリフティング | 80秒     | 不明  |
| 第20回         | ダウンヒルジャンプ                                                 | サーモンラダー                                                     | +                                                                  | スティックスライダー                                               | スイングラダー         | スイングラダー         | スイングラダー         | メタルスピン         | メタルスピン         | ウォールリフティング | 90秒     | 不明  |
| 第21回         | ダウンヒルジャンプ                                                 | サーモンラダー                                                     | +                                                                  | スティックスライダー                                               | スウィングラダー       | スウィングラダー       | スウィングラダー       | メタルスピン         | メタルスピン         | ウォールリフティング | 80秒     | 77.3m |
| 第22回         | ダウンヒルジャンプ                                                 | サーモンラダー                                                     | +                                                                  | スティックスライダー                                               | スウィングラダー       | スウィングラダー       | スウィングラダー       | メタルスピン         | メタルスピン         | ウォールリフティング | 80秒     | 77.3m |
| 第23回         | ダウンヒルジャンプ                                                 | サーモンラダー                                                     | +                                                                  | スティックスライダー                                               | アンステーブルブリッジ | アンステーブルブリッジ | アンステーブルブリッジ | メタルスピン         | メタルスピン         | ウォールリフティング | 70秒     | 不明  |
| 第24回         | ダウンヒルジャンプ                                                 | サーモンラダー                                                     | +                                                                  | アンステーブルブリッジ                                             | バランスタンク         | バランスタンク         | バランスタンク         | メタルスピン         | メタルスピン         | ウォールリフティング | 85秒     | 不明  |
| 第25回         | スライダードロップ                                                 | ダブルサーモンラダー                                               | +                                                                  | アンステーブルブリッジ                                             | バランスタンク         | バランスタンク         | バランスタンク         | メタルスピン         | メタルスピン         | ウォールリフティング | 95秒     | 不明  |
| 第26回         | スライダードロップ                                                 | ダブルサーモンラダー                                               | +                                                                  | アンステーブルブリッジ                                             | バランスタンク         | バランスタンク         | バランスタンク         | メタルスピン         | メタルスピン         | ウォールリフティング | 95秒     | 不明  |
| 第27回         | スライダードロップ                                                 | ダブルサーモンラダー                                               | +                                                                  | アンステーブルブリッジ                                             | バランスタンク         | バランスタンク         | バランスタンク         | メタルスピン         | メタルスピン         | ウォールリフティング | 90秒     | 不明  |
| 第28回         | クロススライダー                                                   | スワップサーモンラダー                                             | +                                                                  | アンステーブルブリッジ                                             | スパイダーウォーク     | スパイダーウォーク     | スパイダーウォーク     | バックストリーム     | バックストリーム     | パッシングウォール   | 135秒    | 80m   |
| 第29回         | クロススライダー                                                   | スワップサーモンラダー                                             | +                                                                  | アンステーブルブリッジ                                             | スパイダーウォーク     | スパイダーウォーク     | スパイダーウォーク     | バックストリーム     | バックストリーム     | パッシングウォール   | 90秒     | 80m   |
| 第30回         | クロススライダー                                                   | スワップサーモンラダー                                             | +                                                                  | アンステーブルブリッジ                                             | スパイダーウォーク     | +                      | スパイダードロップ     | バックストリーム     | バックストリーム     | ウォールリフティング | 110秒    | 不明  |
| 第31回         | クロススライダー                                                   | サーモンラダー上り                                                 | +                                                                  | サーモンラダー下り                                                 | スパイダーウォーク     | +                      | スパイダードロップ     | バックストリーム     | バックストリーム     | ウォールリフティング | 100秒    | 68.5m |
| 第32回         | クロススライダー                                                   | サーモンラダー上り                                                 | +                                                                  | サーモンラダー下り                                                 | スパイダーウォーク     | +                      | スパイダードロップ     | バックストリーム     | リバースコンベア     | ウォールリフティング | 115秒    | 不明  |
| 第33回         | リングスライダー                                                   | サーモンラダー上り                                                 | +                                                                  | サーモンラダー下り                                                 | スパイダーウォーク     | +                      | スパイダードロップ     | バックストリーム     | リバースコンベア     | ウォールリフティング | 110秒    | 不明  |
| 第34回         | リングスライダー                                                   | サーモンラダー上り                                                 | +                                                                  | サーモンラダー下り                                                 | スパイダーウォーク     | +                      | スパイダードロップ     | バックストリーム     | リバースコンベア     | ウォールリフティング | 110秒    | 不明  |
| 第35回         | リングスライダー                                                   | サーモンラダー上り                                                 | +                                                                  | サーモンラダー下り                                                 | スパイダーウォーク     | +                      | スパイダードロップ     | バックストリーム     | リバースコンベア     | ウォールリフティング | 110秒    | 不明  |
| 第36回         | リングスライダー                                                   | サーモンラダー上り                                                 | +                                                                  | サーモンラダー下り                                                 | スパイダーウォーク     | +                      | スパイダードロップ     | バックストリーム     | リバースコンベア     | ウォールリフティング | 110秒    | 不明  |
| 第37回         | ローリングログ （雨により使用が見送られる）                        | サーモンラダー上り                                                 | +                                                                  | サーモンラダー下り                                                 | スパイダーウォーク     | +                      | スパイダードロップ     | バックストリーム     | リバースコンベア     | ウォールリフティング | 100秒    | 不明  |
| 第38回         | ローリングログ                                                     | サーモンラダー上り                                                 | +                                                                  | サーモンラダー下り                                                 | スパイダーウォーク     | +                      | スパイダードロップ     | バックストリーム     | リバースコンベア     | ウォールリフティング | 105秒    | 不明  |
| 第39回         | ローリングログ                                                     | サーモンラダー上り                                                 | +                                                                  | サーモンラダー下り                                                 | スパイダーウォーク     | +                      | スパイダードロップ     | バックストリーム     | リバースコンベア     | ウォールリフティング | 105秒    | 不明  |
| 第40回         | ローリングログ                                                     | サーモンラダー上り                                                 | +                                                                  | サーモンラダー下り                                                 | スパイダーラン         | +                      | スパイダードロップ     | バックストリーム     | リバースコンベア     | ウォールリフティング | 100秒    | 不明  |
| 第41回         | ローリングログ                                                     | サーモンラダー上り                                                 | +                                                                  | サーモンラダー下り                                                 | スパイダーラン         | +                      | スパイダードロップ     | バックストリーム     | リバースコンベア     | ウォールリフティング | 100秒    | 不明  |
| WORLD CUP 2024 | スパイダークライム                                                 | スパイダークライム                                                 | スパイダークライム                                                 | スパイダークライム                                                 | スパイダークライム     | スパイダークライム     | スパイダークライム     | スパイダークライム   | スパイダークライム   | スパイダークライム   | なし     | 15m   |
| 第42回         | ローリングログ                                                     | サーモンラダー上り                                                 | +                                                                  | サーモンラダー下り                                                 | スパイダーラン         | +                      | スパイダードロップ     | バックストリーム     | リバースコンベア     | ウォールリフティング | 95秒     | 不明  |

+は、エリア間が繋がっているのを意味する。

#### 序盤のエリア
タックルマシン（第5回）
レール上に直列して置かれた2つの50kgの壁を押していくエリア。第31回からはこのエリアの進化版のタックルが1stに登場している。
ナロー（第6回）
壁際から出ている奥行き18cmの狭い足場を渡っていく。途中膝元に突起があるため、膝を曲げる必要がある。リタイア者は無し。
チェーンリアクション（第7 - 17回）
1本目のチェーンにしがみついて、下ったレールを滑降して終点に到達後、直角に伸びた2本目のチェーンに移り、側面の壁を蹴ってついた反動でレールを滑らせて水平移動し、向こう岸へ着地する。距離は1本目が9.5m、2本目が7.5m。1本目のチェーンの終点では、スタート時につけた勢いが余って、急停止時に身体が大きく振られ、その衝撃でリタイアした選手がいた。また第15回からは、2本目がゴム製になっている。このエリアでは、危険防止のため手袋の着用が義務付けられている。
ブリッククライム（第7 - 17回）
エリア扱いされていない。壁に取り付けられた突起に手足をかけて登る。着水によるリタイアはないが、山田勝己が第12回の再々挑戦時に落下しタイムロスとなった。第9回以降、一部の選手の挑戦時には、登るときに雷の音と暗闇の演出があるが、第9回のみ全選手にその演出が成された。
ダウンヒルジャンプ（第18 - 24回）
そり状のボードで坂を下りロープに飛びつく。その勢いでロープが滑り、途中にある島に着地。途中で着地しなくても、終点まで達した後に反動で着地することも可能。第21回以降、その方法が普及していった。第19回と第20回では、坂の角度が若干上がっている。
スライダードロップ（第25 - 27回）
バーにぶら下がってレールを滑って下っていく。途中に段差がある。バーには脱線防止のストッパーが付いているが、左右のバランスが崩れるとバーが脱線し転落する。水面からの高さは5.5m。
クロススライダー（第28 - 32回）
両手をボードに突っ張った状態でレールを滑降し、浮島に着地する。動き出した時の衝撃で体勢を崩し、そのまま落下する者もいた。放送内でのテロップは「クロス  スライダー」と途中で空白を開けて表記されていた。
リングスライダー（第33 - 36回）
KUNOICHIで登場した「スライドウォーク」の足元にあるリングを取り除いたバージョン。リング付きのバーに掴まり、レールを滑り降りる。途中にある突起物はバーを上げて通過する。

#### スパイダーウォーク系統のエリア
1stステージのジャンピングスパイダーを含めると、第25回を除き全ての回に登場している。
スパイダーウォーク（第1形態…第1 - 4回、第2形態…第5・6回）
壁に両手足を突っ張って進む。第1回では幅1.2m。1枚の壁の大きさは2m四方。途中には動く壁が1枚と、スパイダークライムがあり、全部で8枚の構成となっている。当時のスパイダークライムは斜めに登るものだった。第3回までは落下地点にマットのみが敷かれていたが、第4回では前半部分に水が用意されており、後半部分がマットであった。第5回に第2形態となり、スパイダークライムが無くなって壁の数が5枚に減り、動く壁が2枚になった。第7回にアーチ型の「スパイダーウォーク改」となった。
スパイダーウォーク改（第7 - 17回）
スパイダーウォーク第3形態。壁に手足を突っ張って進むが、従来型と違い、垂直に上って平行に進んだ後、垂直に下る部分が新たに追加された。下り部分では、終点にバーが取り付けられており、それを掴んで着地することが可能である。1枚の壁の大きさは2m四方。第17回を最後に一度撤去されたが、第18回の1stにスパイダーウォークを模した「ジャンピングスパイダー」が設置された。なお、チェーンリアクションで着用が義務化されている手袋は、本エリアに突入するまでに外さなければならず、第12回で手袋を外し忘れた山田勝己はルール違反により失格となった。なお、第16回でも長澤秀則が手袋を着用したままスパイダーウォークに挑んだが、一度戻って手袋を外してから再スタートしたため、その時点での失格の対象とはならなかった。
スパイダークライム 15m（W杯2024）
FINALステージの真裏に設置されたワールドカップ専用ステージ。FINALステージにかつてあったスパイダークライムを別チームの2人が同時にスタートして15m上のボタンを押すまでのタイムアタック。最終的に1チームで2人が挑戦し、その合計タイムで競う。途中で落下した場合はクリアタイムが20秒の扱いになる。

#### サーモンラダー系統のエリア
サーモンラダー（第18 - 24回）
バーにぶら下がり、それを上に押し上げて上にある突起に引っ掛け上って行く。高さ4.5m。突起は7箇所あり、6→7段目は距離が長い。初登場時は「SASUKE史上最難関エリア」と紹介された。第18回、第21回では挑戦者の半数が落とされ、第19回はここで100人が全滅した。体重は両腕のみで支えなければならず、身体の一部をセットに引っ掛けたり、突起に足を置くなどした場合は失格になる。第23回までは、7段目まで上げた後、8段目にあるスティックスライダーのレールに移行する。第24回は7段目までで、その後新設されたアンステーブルブリッジに移行する。
スティックスライダー（第18 - 23回）
サーモンラダーで頂上までバーを押し上げると下り坂のレールに乗る。そのバーを使い、滑る途中にある島に着地。第20回に奥山義行がバーの脱線で脱落したため、第21回からバーの両端に脱線防止のストッパーが施され傾斜も緩やかになり、脱線しにくい構造に変わった。これ以来リタイア者は出なかった。
ダブルサーモンラダー（第25 - 27回）
サーモンラダー第2形態。バーにぶら下がり、それを上に押し上げて上にある突起に引っ掛けて上り、その後体の向きを変え、体を振って勢いをつけてバーごと反対側のサーモンラダーに移動する。最後の1段の距離は他の段に比べて長くなっている。反対側の突起は5つだが、大半の選手は3段目に移動している。体重は両腕のみで支えなければならず、体の一部をセットに引っ掛けたりしてはならない。これらを破った場合は失格になるがこれによる失格者はいない。休憩地点を挟まずにアンステーブルブリッジに移行する。サーモンラダーよりも持久力が必要なため力尽きる実力者も多かった。
スワップサーモンラダー（第28 - 30回）
サーモンラダー第3形態。バーにぶら下がり、対面にある壁に付いた突起にバーを引っかけながら登っていく。突起は1回移動するごとに1つずつセットされる仕組みになっており、突起の数も5か所に減っている。このエリアをクリアした後、休まずにアンステーブルブリッジに移行する。第29回から「バーが片方だけでも別の段に引っかかったり、前の段に戻ったりした場合は安全上の理由でその時点で失格」というルールが追加され、このルールでこれまで2ndでのリタイアが少なかった長野誠や竹田敏浩、髙橋賢次といった有力者も失格となったことがある。なお、最後の段へと身体を振って移動した反動で、つま先が直後のアンステーブルブリッジに接触した選手がいたが、これは失格にはならない。

#### 中盤のエリア
5連ハンマー（第1 - 9回）
左右に揺れる5つのハンマーを避けながら平均台を渡る。平均台の幅は15cm。ハンマーを手で持つと失格になるが、該当者はいなかった。第4回までは脱落する選手が毎回いたが、その後の大会で脱落した選手は1人もいなかった。また、『KUNOICHI』第9回でもこのエリアが登場している。第3回では、ハンマーの並びがずれていたときがある。
バランスタンク（第1形態…第10 - 15回・第17回、第2形態…第24 - 27回）
横倒しになっている十二角柱のタンクに乗って、転がして進む。『KUNOICHI』の円柱乗のリメイク。全長5m40cm。第24回に第2形態となって復活。途中までで止まるようになり、対岸の高さが上がったため、ロープを使って対岸に上がるようになった。第25回では、ロープが短くなったため、ジャンプしてロープに飛び移るのが困難になった。
メタルスピン（第14 - 27回）
ゴム付きのチェーンに飛び移り、その勢いで対岸へ移る。初登場時の第14回はゴムが無かったため、リタイア者はいなかったが、第15回に長野誠が初のリタイア者となり、第16回は、このエリアに挑戦した15人中7人がリタイア。第18回にリニューアルされた2ndでは、第15回の長野のリタイアにより、唯一このエリアのみ残され、ジャンプ台からチェーンまでの距離と助走距離も長くなった。片足飛びが基本のエリアだが、山本進悟は挑戦した全ての大会で、両足飛びで成功している。なお、ゴム付きのチェーンは4本中1本だけであり、必ずゴム付きを掴まなければならない。樋口単独演出時代の14-27回を通して使用され続けてきたが、現総合演出の乾が特に嫌っていたエリアだったため、彼が制作に復帰した第28回で撤去された。
デルタブリッジ（第16回）
発泡スチロール製の屋根のような壁に手を広げて渡る。奥の方を掴んでそのままジャンプし、対岸へ辿り着く選手が多かった。リタイア者は1人。
ネットブリッジ（第18回）
全長4.2mの網を登りながら、ロープラダーの要領で選手から向かって左斜め上に進んでいく。
スカイウォーク（第19回）
赤い突起を掴んで横に移動する。クリフハンガーに似ているが、段差や空白がなく、突起もクリフハンガーより太い。また壁があり、そこに足をついて進むことも許されたようである。ただ、番組中ではエリア名と大まかな概観のみの紹介だったため、距離や突起の大きさは不明。SASUKE史上初、到達者がいないまま撤去されたエリアである。その後、第21回に向けた予選会「SASUKEトライアル2008夏」のFINAL STAGEの関門に「パワーハンガー」の名で登場し、距離は5mあった。
スイングラダー（第20回）→スウィングラダー（第21・22回）
前後左右に揺れる雲梯を渡る。『KUNOICHI』の吊梯子とほぼ同じエリア。初登場した第20回は「スイングラダー」という名称だった。
アンステーブルブリッジ（第23 - 30回）
デルタブリッジの進化系。チェーンで吊るされた2枚の木の板にぶら下がって渡る。幅60cm、長さは1m80cm。1枚目の板は、四隅にチェーンがついた4点吊り仕様になっているが、2枚目はチェーンが前後2箇所のみについた2点吊りで、左右に傾く仕組みになっている。1枚目と2枚目の距離は60cm。また、2枚目から対岸まではやや距離があり、ジャンプしないと届かない場合もある。第28回にエリアが縮小され、4点吊りの1枚板のみになってからは、脱落者はいなかった。対岸でバランスを崩して転落した選手もいる。

#### 最終エリア
ショルダーウォーク（第18回）
40kgの錘を持ち、幅60cmの橋を渡る。橋は2本に分かれている。歴代の2nd最終エリアでは、唯一着水によるリタイアの可能性があったエリアでもある。
パッシングウォール（第28・29回）
ウォールリフティングの進化版。1枚目は30kgの壁を持ち上げ、2枚目は40kgの壁を横に押して開き、3枚目は50kgの壁を持ち上げる。壁と床の間は隙間が開いており、そこを潜り抜けてもよい。なお、バックストリームをクリアした後、滑り台を滑ってパッシングウォールへ移動することになるため、危険防止用に1枚目の壁には2か所穴が空いている。

### 3rd STAGE

#### ステージ構成
かつての異名は「鋼鉄の要塞」。唯一制限時間がないステージ。「空中の忍者」をイメージしたステージであるため、腕力を使ったエリアがほとんどである。また、第28回以降は闇をイメージしたブルーライトになっている。
| 大会           | エリア               | エリア               | エリア               | エリア               | エリア                       | エリア                       | エリア                               | エリア                               | エリア                               | エリア                           | エリア                           | エリア                           | エリア                           |
| -------------- | -------------------- | -------------------- | -------------------- | -------------------- | ---------------------------- | ---------------------------- | ------------------------------------ | ------------------------------------ | ------------------------------------ | -------------------------------- | -------------------------------- | -------------------------------- | -------------------------------- |
| 第1回          | ポールブリッジ       | ポールブリッジ       | ポールブリッジ       | プロペラ雲梯         | プロペラ雲梯                 | プロペラ雲梯                 | 針山                                 | 針山                                 | 針山                                 | 針山                             | 針山                             | 針山                             | 針山                             |
| 第2回          | ポールブリッジ       | プロペラうんてい     | プロペラうんてい     | ハングムーブ         | ハングムーブ                 | ハングムーブ                 | パイプスライダー（ダブルレール）     | パイプスライダー（ダブルレール）     | パイプスライダー（ダブルレール）     | パイプスライダー（ダブルレール） | パイプスライダー（ダブルレール） | パイプスライダー（ダブルレール） | パイプスライダー（ダブルレール） |
| 第3回          | ポールジャンプ       | プロペラうんてい     | プロペラうんてい     | ハングムーブ         | ハングムーブ                 | ハングムーブ                 | パイプスライダー（ダブルレール）     | パイプスライダー（ダブルレール）     | パイプスライダー（ダブルレール）     | パイプスライダー（ダブルレール） | パイプスライダー（ダブルレール） | パイプスライダー（ダブルレール） | パイプスライダー（ダブルレール） |
| 第4回          | ポールジャンプ       | プロペラうんてい     | プロペラうんてい     | アームバイク         | クリフハンガー（直線型）     | クリフハンガー（直線型）     | パイプスライダー（ダブルレール）     | パイプスライダー（ダブルレール）     | パイプスライダー（ダブルレール）     | パイプスライダー（ダブルレール） | パイプスライダー（ダブルレール） | パイプスライダー（ダブルレール） | パイプスライダー（ダブルレール） |
| 第5回          | プロペラうんてい     | ボディプロップ       | ボディプロップ       | アームバイク         | クリフハンガー（段差型）     | クリフハンガー（段差型）     | パイプスライダー（ダブルレール）     | パイプスライダー（ダブルレール）     | パイプスライダー（ダブルレール）     | パイプスライダー（ダブルレール） | パイプスライダー（ダブルレール） | パイプスライダー（ダブルレール） | パイプスライダー（ダブルレール） |
| 第6回          | プロペラうんてい     | ボディプロップ       | ボディプロップ       | アームバイク         | クリフハンガー（段差型）     | クリフハンガー（段差型）     | パイプスライダー（ダブルレール）     | パイプスライダー（ダブルレール）     | パイプスライダー（ダブルレール）     | パイプスライダー（ダブルレール） | パイプスライダー（ダブルレール） | パイプスライダー（ダブルレール） | パイプスライダー（ダブルレール） |
| 第7回          | プロペラうんてい     | ボディプロップ       | ボディプロップ       | アームバイク         | クリフハンガー（段差型）     | クリフハンガー（段差型）     | パイプスライダー（ダブルレール）     | パイプスライダー（ダブルレール）     | パイプスライダー（ダブルレール）     | パイプスライダー（ダブルレール） | パイプスライダー（ダブルレール） | パイプスライダー（ダブルレール） | パイプスライダー（ダブルレール） |
| 第8回          | プロペラうんてい     | ボディプロップ       | ボディプロップ       | アームバイク         | クリフハンガー（段差型）     | クリフハンガー（段差型）     | パイプスライダー（ダブルレール）     | パイプスライダー（ダブルレール）     | パイプスライダー（ダブルレール）     | パイプスライダー（ダブルレール） | パイプスライダー（ダブルレール） | パイプスライダー（ダブルレール） | パイプスライダー（ダブルレール） |
| 第9回          | ランブリングダイス   | ボディプロップ       | ボディプロップ       | ランプグラスパー     | クリフハンガー改             | クリフハンガー改             | パイプスライダー（ダブルレール）     | パイプスライダー（ダブルレール）     | パイプスライダー（ダブルレール）     | パイプスライダー（ダブルレール） | パイプスライダー（ダブルレール） | パイプスライダー（ダブルレール） | パイプスライダー（ダブルレール） |
| 第10回         | ランブリングダイス   | ボディプロップ       | ボディプロップ       | ランプグラスパー     | クリフハンガー改             | クリフハンガー改             | パイプスライダー（ダブルレール）     | パイプスライダー（ダブルレール）     | パイプスライダー（ダブルレール）     | パイプスライダー（ダブルレール） | パイプスライダー（ダブルレール） | パイプスライダー（ダブルレール） | パイプスライダー（ダブルレール） |
| 第11回         | ランブリングダイス   | ボディプロップ       | ボディプロップ       | ランプグラスパー     | クリフハンガー改             | クリフハンガー改             | パイプスライダー（ダブルレール）     | パイプスライダー（ダブルレール）     | パイプスライダー（ダブルレール）     | パイプスライダー（ダブルレール） | パイプスライダー（ダブルレール） | パイプスライダー（ダブルレール） | パイプスライダー（ダブルレール） |
| 第12回         | ランブリングダイス   | ボディプロップ       | ボディプロップ       | ランプグラスパー     | クリフハンガー改             | クリフハンガー改             | パイプスライダー（ダブルレール）     | パイプスライダー（ダブルレール）     | パイプスライダー（ダブルレール）     | パイプスライダー（ダブルレール） | パイプスライダー（ダブルレール） | パイプスライダー（ダブルレール） | パイプスライダー（ダブルレール） |
| 第13回         | ランブリングダイス   | ボディプロップ       | ボディプロップ       | カーテンクリング     | クリフハンガー改             | クリフハンガー改             | パイプスライダー（ダブルレール）     | パイプスライダー（ダブルレール）     | パイプスライダー（ダブルレール）     | パイプスライダー（ダブルレール） | パイプスライダー（ダブルレール） | パイプスライダー（ダブルレール） | パイプスライダー（ダブルレール） |
| 第14回         | ランブリングダイス   | ボディプロップ       | ボディプロップ       | カーテンクリング     | クリフハンガー改             | クリフハンガー改             | ジャンピングバー                     | +                                    | クライミングバー                     | デビルブランコ                   | デビルブランコ                   | +                                | パイプスライダー                 |
| 第15回         | ランブリングダイス   | ボディプロップ       | ボディプロップ       | カーテンクリング     | クリフハンガー改             | クリフハンガー改             | ジャンピングバー                     | +                                    | クライミングバー                     | デビルブランコ                   | デビルブランコ                   | +                                | パイプスライダー                 |
| 第16回         | アームリング         | ボディプロップ       | ボディプロップ       | カーテンクリング     | クリフハンガー改             | クリフハンガー改             | ジャンピングバー                     | +                                    | クライミングバー                     | デビルブランコ                   | デビルブランコ                   | +                                | パイプスライダー                 |
| 第17回         | アームリング         | ボディプロップ       | ボディプロップ       | カーテンクリング     | クリフハンガー改             | クリフハンガー改             | ジャンピングバー                     | +                                    | クライミングバー                     | デビルブランコ                   | デビルブランコ                   | +                                | パイプスライダー                 |
| 第18回         | アームリング         | +                    | アームバイク         | カーテンスイング     | 新クリフハンガー             | 新クリフハンガー             | ジャンピングバー                     | +                                    | クライミングバー                     | +                                | スパイダーフリップ               | ファイナルリング                 | ファイナルリング                 |
| 第19回         | アームリング         | 下りランプグラスパー | 下りランプグラスパー | デビルステップス     | 新クリフハンガー             | 新クリフハンガー             | ジャンピングバー                     | +                                    | センディングクライマー               | +                                | スパイダーフリップ               | ファイナルリング                 | ファイナルリング                 |
| 第20回         | アームリング         | 下りランプグラスパー | 下りランプグラスパー | デビルステップス     | 新クリフハンガー             | 新クリフハンガー             | ジャンピングバー                     | +                                    | センディングクライマー               | +                                | スパイダーフリップ               | ファイナルリング                 | ファイナルリング                 |
| 第21回         | アームリング         | 下りランプグラスパー | 下りランプグラスパー | デビルステップス     | 新クリフハンガー             | 新クリフハンガー             | ジャンピングバー                     | +                                    | ハングクライミング                   | +                                | スパイダーフリップ               | グライディングリング             | グライディングリング             |
| 第22回         | アームリング         | 下りランプグラスパー | 下りランプグラスパー | デビルステップス     | 新クリフハンガー             | 新クリフハンガー             | ジャンピングバー                     | +                                    | ハングクライミング                   | +                                | スパイダーフリップ               | グライディングリング             | グライディングリング             |
| 第23回         | アームリング         | 下りランプグラスパー | 下りランプグラスパー | デビルステップス     | 新クリフハンガー             | 新クリフハンガー             | ジャンピングバー                     | +                                    | ハングクライミング                   | +                                | スパイダーフリップ               | グライディングリング             | グライディングリング             |
| 第24回         | アームリング         | ロープジャンクション | ロープジャンクション | デビルステップス     | 新クリフハンガー             | 新クリフハンガー             | ジャンピングバー                     | +                                    | ハングクライミング                   | +                                | スパイダーフリップ               | グライディングリング             | グライディングリング             |
| 第25回         | ルーレットシリンダー | +                    | ドアノブグラスパー   | フローティングボード | アルティメットクリフハンガー | アルティメットクリフハンガー | スイングサークル                     | スイングサークル                     | スイングサークル                     | +                                | バンジーロープクライム           | フライングバー                   | フライングバー                   |
| 第26回         | ルーレットシリンダー | +                    | ドアノブグラスパー   | サイクリングロード   | アルティメットクリフハンガー | アルティメットクリフハンガー | スイングサークル                     | スイングサークル                     | スイングサークル                     | +                                | ロープクライム                   | フライングバー                   | フライングバー                   |
| 第27回         | アームバイク         | アームバイク         | アームバイク         | フライングバー       | アルティメットクリフハンガー | アルティメットクリフハンガー | ジャンピングリング                   | +                                    | チェーンシーソー                     | +                                | ロープクライム                   | バーグライダー                   | バーグライダー                   |
| 第28回         | ランブリングダイス   | ランブリングダイス   | ランブリングダイス   | アイアンパドラー     | クレイジークリフハンガー     | クレイジークリフハンガー     | カーテンクリング                     | カーテンクリング                     | カーテンクリング                     | バーティカルリミット             | バーティカルリミット             | パイプスライダー                 | パイプスライダー                 |
| 第29回         | ランブリングダイス   | ランブリングダイス   | ランブリングダイス   | アイアンパドラー     | クレイジークリフハンガー     | クレイジークリフハンガー     | カーテンクリング                     | カーテンクリング                     | カーテンクリング                     | バーティカルリミット             | バーティカルリミット             | パイプスライダー                 | パイプスライダー                 |
| 第30回         | ランブリングダイス   | ランブリングダイス   | ランブリングダイス   | アイアンパドラー     | ドラムホッパー               | ドラムホッパー               | クレイジークリフハンガー             | クレイジークリフハンガー             | クレイジークリフハンガー             | バーティカルリミット             | バーティカルリミット             | パイプスライダー                 | パイプスライダー                 |
| 第31回         | ドラムホッパー       | ドラムホッパー       | ドラムホッパー       | アイアンパドラー     | サイドワインダー・R          | サイドワインダー・R          | クレイジークリフハンガー             | クレイジークリフハンガー             | クレイジークリフハンガー             | バーティカルリミット改           | バーティカルリミット改           | パイプスライダー                 | パイプスライダー                 |
| 第32回         | ドラムホッパー改     | ドラムホッパー改     | ドラムホッパー改     | フライングバー       | サイドワインダー・R改        | サイドワインダー・R改        | ウルトラクレイジークリフハンガー     | ウルトラクレイジークリフハンガー     | ウルトラクレイジークリフハンガー     | +                                | バーティカルリミット改           | パイプスライダー                 | パイプスライダー                 |
| 第33回         | ドラムホッパー改     | ドラムホッパー改     | ドラムホッパー改     | フライングバー       | +                            | サイドワインダー改           | ウルトラクレイジークリフハンガー     | ウルトラクレイジークリフハンガー     | ウルトラクレイジークリフハンガー     | +                                | バーティカルリミット改           | +                                | パイプスライダー                 |
| 第34回         | ドラムホッパー改     | ドラムホッパー改     | ドラムホッパー改     | フライングバー       | +                            | サイドワインダー改           | ウルトラクレイジークリフハンガー     | ウルトラクレイジークリフハンガー     | ウルトラクレイジークリフハンガー     | +                                | バーティカルリミット改           | パイプスライダー                 | パイプスライダー                 |
| 第35回         | フライングバー       | +                    | サイドワインダー改   | プラネットブリッジ   | プラネットブリッジ           | プラネットブリッジ           | ウルトラクレイジークリフハンガー     | ウルトラクレイジークリフハンガー     | ウルトラクレイジークリフハンガー     | バーティカルリミット改           | バーティカルリミット改           | パイプスライダー                 | パイプスライダー                 |
| 第36回         | フライングバー       | +                    | サイドワインダー改   | プラネットブリッジ   | プラネットブリッジ           | プラネットブリッジ           | ウルトラクレイジークリフハンガー     | ウルトラクレイジークリフハンガー     | ウルトラクレイジークリフハンガー     | バーティカルリミット改           | バーティカルリミット改           | パイプスライダー                 | パイプスライダー                 |
| 第37回         | フライングバー       | +                    | サイドワインダー改   | プラネットブリッジ   | プラネットブリッジ           | プラネットブリッジ           | クリフハンガーディメンション（停止） | クリフハンガーディメンション（停止） | クリフハンガーディメンション（停止） | バーティカルリミット改           | バーティカルリミット改           | パイプスライダー                 | パイプスライダー                 |
| 第38回         | フライングバー       | +                    | サイドワインダー改   | プラネットブリッジ   | プラネットブリッジ           | プラネットブリッジ           | クリフハンガーディメンション         | クリフハンガーディメンション         | クリフハンガーディメンション         | バーティカルリミット改           | バーティカルリミット改           | パイプスライダー                 | パイプスライダー                 |
| 第39回         | フライングバー       | +                    | サイドワインダー     | スイングエッジ       | スイングエッジ               | スイングエッジ               | クリフハンガーディメンション         | クリフハンガーディメンション         | クリフハンガーディメンション         | バーティカルリミット改           | バーティカルリミット改           | パイプスライダー                 | パイプスライダー                 |
| 第40回         | フライングバー       | +                    | サイドワインダー     | スイングエッジ       | スイングエッジ               | スイングエッジ               | クリフディメンション                 | クリフディメンション                 | クリフディメンション                 | バーティカルリミット改           | バーティカルリミット改           | パイプスライダー                 | パイプスライダー                 |
| 第41回         | フライングバー       | +                    | サイドワインダー     | スイングエッジ       | スイングエッジ               | スイングエッジ               | クリフディメンション                 | クリフディメンション                 | クリフディメンション                 | バーティカルリミット.BURST       | バーティカルリミット.BURST       | パイプスライダー                 | パイプスライダー                 |
| WORLD CUP 2024 | フライングバー       | +                    | サイドワインダー     | スイングエッジ       | スイングエッジ               | スイングエッジ               | クリフディメンション                 | クリフディメンション                 | クリフディメンション                 | バーティカルリミット.BURST       | バーティカルリミット.BURST       | パイプスライダー                 | パイプスライダー                 |
| 第42回         | フライングバー       | +                    | サイドワインダー     | スイングエッジ       | スイングエッジ               | スイングエッジ               | クリフディメンション                 | クリフディメンション                 | クリフディメンション                 | バーティカルリミット.BURST       | バーティカルリミット.BURST       | パイプスライダー                 | パイプスライダー                 |

+は、エリア間が繋がっているのを意味する。

#### 序盤のエリア
ポールブリッジ（第1・2回）
9本の発泡スチロール製の棒の上をバランスをとりながら進む。
プロペラうんてい（第1 - 8回）
回転するバーに手をかけながら進む。全部で3本。第3回までは「プロペラ雲梯」という名称だった。第4回までは第2エリア、第5回以降は第1エリアに設置されていた。回転する方向は毎回異なっていた。第2回までは、バーの動きが自ずとかみ合うように設計されているため、攻略が容易であった。第3回以降はそのような設計を見直し、自力でバーの動きをずらす必要がある。そのためプロペラの移行がうまくいかずに、大幅に体力を消耗してしまった選手もいる。また、『KUNOICHI』第10回でもこのエリアが登場している。
ポールジャンプ（第3・4回）
斜めに置かれた棒を使い、運河跳びの要領で対岸に跳ぶ。第4回ではエリアの位置の変更により対岸が狭くなり、着地が難しくなった。リタイア者は1人。
ランブリングダイス（第9 - 15回・第28 - 30回）
直方体型のダイス（うんてい）を腕の力で転がしながら進む。第9-15回ではスタート地点からジャンプしてからダイスを転がさなければならなかったが、第28-30回ではジャンプをしなくてもダイスを持つことができ、少しずらしてからスタートすることが出来た。ダイスが脱線することは無い。
アームリング（第16 - 24回）
凹凸のある鉄のレールにかけられた輪にぶら下がり、腕力で移動する。レールは左右非対称となっている。第18回では休憩地点を挟まずに、アームバイクへと進む。全長5.5m。
ルーレットシリンダー（第1形態…第25回、第2形態…第26回）
バーのついた円柱を、握力と腕力で転がしながらレールを進んでいく。終点まで到達したら、ブレイクゾーンを挟まずにドアノブグラスパーに進む。第26回はマイナーチェンジされ第2形態となり、下り段差が2箇所設置された。
ドラムホッパー（第30・31回）
両手を円柱の上に置き、体を振ってディップスの要領で次の円柱へと飛び移る。間隔は1.2mで、4回飛び移る。最後の円柱には一瞬だけ手を置き、すぐに陸地に着地する選手が多くいた。第30回では第3エリア、第31回では第1エリアだった。円柱の上に手を置くとランプが点灯する。
ドラムホッパー改（第32 - 34回）
ドラムホッパー第2形態。両手を円柱の上に置き、体を振って次の円柱へと飛び移る動作を4回行う。間隔は1.2mから1mに短くなったが、ドラム1個ごとに10cmずつ段差が付けられた。

#### サイドワインダー系統のエリア
サイドワインダー・R（第31回)
溝のついたポールにしがみ付き、1.8m離れた別のポールへとジグザグに飛び移る。ポールは4本ある。ただし、ポールに黒いゴムがはめられており、掴む位置が決められている。なお、エリア名の「R」は考案者である又地諒（Ryo Matachi）から取られているとされている。
サイドワインダー・R改（第32回）
サイドワインダー・R第2形態。4本のポールのうち、2本目と3本目のポールはしがみ付くと60cm降下して衝撃が加わる。
サイドワインダー改（第33 - 38回）
サイドワインダー通算第3形態。ポールが一直線上の配置となった。第35回以降は、番組上ではサイドワインダーと表示されている。

#### バイク系のエリア
アームバイク（第4 - 8回・第18・27回）
自転車のペダルを腕で回す。距離は5m。3rdに使われたエリアのうち、二度も復活した唯一のエリアである。第4 - 8回は第3エリア、第18回は第2エリア、第27回は第1エリアに設置。また、『KUNOICHI』第10回でもこのエリアが登場している。
サイクリングロード（第26回）
自転車のタイヤを模したものを掴んで渡っていく。タイヤは全部で4つあり、掴むと回るようになっている。また、それぞれ高さが違う。本放送時のテロップは「サイクルロード」だった。
アイアンパドラー（第28 - 31回）
レールに設置された、取っ手が付いたバーに掴まり、腕力で回しながら進む。距離は5.5m。

#### 握力系のエリア
ランプグラスパー（第9 - 12回）
青く光る電球のような形状の突起物を掴みながら進んでいく握力を要するエリア。第19回には下りランプグラスパーとなって再登場した。
カーテンクリング（第13 - 17回・第28・29回）
カーテン状の布をつかんで進んでいく。足も使うことが可能。全長5m40cm。第28・29回は掴みやすくなっている。
カーテンスイング（第18回）
4つあるカーテンの端を掴んで進む。
下りランプグラスパー（第19 - 23回）
ランプグラスパー第2形態。下り坂になっている。ただし、以前のランプグラスパーと違い突起が光っていない。普通は交互に掴んで進むが、第23回のリーヴァイ・ミューエンバーグのように、片方だけを使ってうんていの要領で進むこともできる。
ドアノブグラスパー（第25・26回）
4つのドアノブを模した突起をつかんで進んでいく。第25回のドアノブは回らなかったが、第26回のドアノブは回る。

#### その他の序盤・中盤のエリア
ハングムーブ（第2・3回）
吊り下げられた鎖の下の小さな足場を乗り継いで進む。足場の数は全部で6本。第3回ではチェーンの長さが1,3,5本目が同じ高さ、それとは異なる長さで2,4,6本目が同じ高さになるように設置された。
デビルステップス（第19 - 24回）
階段の後側を掴んで、最下段から13段上った後に反転して6段下る。登りは途中1箇所幅が広くなっており、段をとばして進んでもよい。
ボディプロップ（第5 - 17回）
両手両足を壁に突っ張って進む。全長5m。手側に2つ、足側に1つの空白がある。選手の身長によって間隔が調整される都合上「身長の申告を数センチでもサバ読みする・手の長さを短めにする」と計算が合わなくなり、極端に有利不利が出るというエリアとなってしまった。そのため、13大会使用されたエリアでありながら復活の予定はないとされてきたが、第35回にこれの改良版ともいえるプラネットブリッジが登場した。
ロープジャンクション（第24回）
垂れ下っているロープにつかまり、反動をつけてロープを渡る。ロープは全部で6本あり、長さが異なる。2本目と3本目の間隔が大きく、1m30cmの距離がある。
フローティングボード（第25回）
吊り下げられた5枚の板のふちをつかんで進んでいく。足を使ってもよい。5枚目のみ他の板より低く吊り下げられている。
プラネットブリッジ（第35 - 38回）
ボディプロップの進化形。90cm間隔で6つ設置されている直径30cmの玉を両手で、玉からの距離が電動により140cm～180cmの間隔で動く壁を両足で突っ張って進む。ボディプロップの反省を生かし、申告した身長に誤りがあっても有利不利が生じぬよう壁の間隔は一律となっている。また、『KUNOICHI』第11回でもこのエリアが登場している。

#### クリフハンガー系統のエリア
いずれも、3cmの突起に指をかけて移動するエリアである。現行で第8形態まで変化しており、最も形態変化が多いエリアでもある。
直線型クリフハンガー（第4回）
クリフハンガー第1形態。全長5m。段差はないが、50cmの空白が2個ある。
段差型クリフハンガー（第5 - 8回）
クリフハンガー第2形態。全長5.1m。1・2・3本目それぞれ1.2m。1つ目の空白は50cmの水平の空白で、2つ目の空白は30cmの登り段差である。
クリフハンガー改（第9 - 17回）
クリフハンガー第3形態。高さの違う突起が3つあり、1つ目と2つ目の間は30cmの登り段差、2つ目と3つ目の間は45cmの下り段差がある。第12回のみ2つ目の段差をクリアするとすぐに足場があった。歴代のクリフハンガーの中では最も長い期間使用された。
新クリフハンガー（第1形態…第18回、第2形態…第19 - 24回）
クリフハンガー第4形態。高さの違う突起が3つあり、1つ目と2つ目の間は30cm登り段差、2つ目と3つ目の間は50cmの下りで、横幅1m。2つ目の突起が斜め上りになっている。3つ目は突起の始めの方が大きめに作られている。第18回、第20回ではここで100人が全滅。第18回に長野誠が2つ目の空白を越える際、3つ目の突起を右手で持ったものの、左手で支柱を掴んでしまい、長野の自己申告によるコースアウトで失格となった。第21回で竹田敏浩が初めてクリア。第23回では、髙橋賢次がジャンプをせずに、左腕と右腕をクロスさせ左腕を支えにして、右腕を大きく伸ばすという方法でクリアしている。
アルティメットクリフハンガー（第1形態…第25回、第2形態…第26・27回）
クリフハンガー第5形態。突起は6つあるが、第25回と第26回以降でコースが違う。第25回では、1つ目は24°傾斜がついたものを右斜め上に2m渡り、2つ目は12°傾斜がついたものを左斜め上に2m渡る。この二つは逆バンクの壁に設置されているが突起は地面に対して水平である。2つ目の突起から45cm上に3つ目がある。3つ目は平行移動を要し、3m20cmの長さとなっており、高さ変わらず90cmの空白を挟んで4つ目の1m20cmの突起、そこから5本目の1.1m先にある15cmの短い突起へと飛び移る。さらにそこから57cm下に2mの6つ目の突起がある。第26回ではマイナーチェンジされ、2つ目と3つ目の間隔が短くなったが、3つ目と4つ目の空白が60cmの上り段差になった上に1つ目と2つ目の突起の傾斜が30°となった。新クリフハンガー同様、飛び移りの着地部分である第5突起と、第6突起の始めの方は大きめに作られている。なおこの大会からは角が丸く削られており、実際の突起の長さは2.5cmである。
当時としてはあまりにも難易度が高かったため第26回までクリア者が現れなかったが、第27回に橋本亘司が初めてクリアし、同大会で計3人がクリアした。
2ndのメタルスピンと同様に、現総合演出の乾が嫌っていたエリアだったため、彼が制作に復帰した第28回で撤去された。
クレイジークリフハンガー（第28 - 31回）
クリフハンガー第6形態。かつてのクリフハンガー第3形態に似ているが、登り段差と下り段差は同じで、第3突起が短く、第3突起の後ろ1.8m離れたところに第4突起があるため、後ろへジャンプしなければならない。第28回は3rdに進出した挑戦者3人全員がここでつまづいたが、第29回に森本裕介が初めてクリアした。なお、ジャンプする場合は「後ろに飛び、空中で体を反転させなければならない」と定められている｡
ウルトラクレイジークリフハンガー（第32回 - 第36回）
クリフハンガー第7形態。第1突起から1.8m後方の第2突起に飛び移り、1.8m後方の電動で上下に90cm動く第3突起に飛び移る。第2突起は途中で前後にカーブしている。第32回から34回までは、休憩地点を挟まずにバーティカルリミット改に移行する。突起間の段差はない。

#### バーティカルリミット系統のエリア
バーティカルリミット（第28 - 30回）
縦型のクリフハンガーとも言えるエリア。上から突き出ている横の奥行きの幅わずか1cmの突起に掴まりながら横に移動する。段差はない。第28回ではクレイジークリフハンガーで全員リタイアしたため挑戦者はいなかった。
バーティカルリミット改（第1形態…第31回）
バーティカルリミット通算第2形態。上から突き出ている横の奥行きの幅わずか1cmの突起に掴まりながら横に移動する。途中、30cm奥にある2本目の突起に移動する。
バーティカルリミット改（第2形態…第32 - 40回）
バーティカルリミット通算第3形態。上から突き出ている板の下部にある奥行きの幅1cmの突起に逆手で掴まりながら横に移動する。第31回とエリア名は同じだが、板の枚数が3枚に増えた。1本目と2本目の間は30cm、2本目と3本目の間は60cmの間隔が開けられており、板の端まで進んだら手を前に伸ばすようにして次の板を掴まなければならない。第32回から第34回までは、ウルトラクレイジークリフハンガーからの直接移動で挑戦するエリアであり、第33・34回ではブレイクゾーンを挟まずにパイプスライダーへ直接移動する仕組みであったが、成功者はいない。第37回のみ突起の幅がわずかに広くなっていたが、表記は1cmのままであった。第35回から、番組上のテロップではバーティカルリミットと表示された。第1・2形態とは違い突起が反転である。

#### その他の後半のエリア
針山（第1回）
第1回の最終エリア。地面から突き出た棒高跳びのポールが8本ある。ポールはしなりやすい。そのポールにつかまりながら渡って進んでいく。脱落者はいなかった。
ジャンピングバー（第14 - 24回）
鉄のバーにぶら下がり、1.6m間隔のバーを反動で飛び移る。バーの本数は第15回までは6本あったが、第16回以降は4本になった。第17回以前は、手を伸ばせば1本目のバーに届いたが、第18回以降はやや遠くに設置され、飛びついて掴まらなければならなくなった。第14回から16回は高い位置から飛び移る。このエリアの後は、休憩地点をはさまずに次のエリアへ移動する。
クライミングバー（第14 - 18回）
ジャンピングバーから休憩地点へのつなぎのエリア。第14回はエリア扱いされていなかった。上りのうんていを登る。全長3m。第15回から足を使う事が可能。第18回では、うんていの傾斜が上がったが、到達者がいなかった。また、この回のみこのエリアの後には休憩地点がなく、スパイダーフリップへ直接移動する構造であった。
デビルブランコ（第14 - 17回）
第14回にジャンピングバー、クライミングバーと共に新設された。休憩地点から空中ブランコのバーにぶら下がって揺さぶり、その45cm上のパイプスライダーに移動する。クライミングバー同様、第14回はエリア扱いされていなかった。第15回までは攻略者がいなかったが、第16回に山田康司が初めてクリアした。白鳥文平は、休憩地点のバーにぶら下がり、予め大きく反動を付けてからブランコに移動し、パイプスライダーを奥から掴むという手法を用いて攻略した。第17回ではこのエリアに到達した3人全員がその手法を用いクリアしている。
スパイダーフリップ（第18 - 24回）
まず水面と平行の板にぶら下がって移動し、垂直の板に登った後、反対側にある2m離れた板に飛び移る。『VIKING』にあったハートブレイカーとよく似たエリア。板のみを掴んで進まなければならないが、第22回では、菅野仁志が板を取り付けた鉄柱を掴むコースアウトで失格となったため、翌大会以降は、板以外は掴めない設計になった。ジャンピングバー以降、このエリアをクリアしなければ休憩地点に辿り着けないが、飛び移る直前の垂直の板の下の辺りに小さな突起があり、そこに足を置いて板に抱き付けば休憩ができる。また飛び移りは、基本的には飛び移る前の垂直の板から飛び出した直後、空中で体を反転させて後ろの板に飛び移るが、第24回のリー・エンチは、飛び移る直前に予め体を反転させ、そのまま前に飛び出して板を掴みクリアした。このやり方も可能である。
ファイナルリング（第18 - 20回）→グライディングリング（第21 - 24回）
休憩地点から鉄のレールにかけられた大きいリングにぶら下がり最終地点に移動し、ゴール地点にジャンプする。リングは挑戦者がぶら下がった瞬間に一気に滑って最終地点に移動するようになっているが、第21回の長野誠の挑戦時にリングが滑りにくいというトラブルが発生した。また、リングが勝手に滑らないようにするためストッパーがついており、第24回の田島直弥はこれを外し忘れてリングが滑らず、そのまま落下した。最終エリアであるが、パイプスライダーよりもこちらの方がリングが揺れる分ゴールに行きやすい。第20回までは「ファイナルリング」という名称だった。第21回のジャンプの距離は約1m。
センディングクライマー（第19・20回）
ボルタリングをモチーフにしたもの。クライミングバーと同じ角度で突起を掴んで登る。到達者がいないまま第21回に「ハングクライミング」に変わった。「ハングクライミング」は同一のエリアの名称変更扱いとしているところもあるが、「センディングクライマー」は突起の形が小さく、突起の色がカラフルだった。「ハングクライミング」と別のエリアと見なした場合、SASUKE史上2つ目、3rdステージのエリアでは初の到達者がいないまま撤去されたエリアとなる。
ハングクライミング（第21 - 24回）
挑戦者がいなかった「センディングクライマー」とほぼ同じだが、突起が大きく色がカラフルから白に変わった。このエリアの後も休憩地点をはさまずに、次のスパイダーフリップへ移動する。
スイングサークル（第25・26回）→ジャンピングリング（第27回）
ジャンピングバーの派生版。リングからリングへと平行に飛び移る。最初のリングは離れており、リングの数は2つで、揺れるようになっている。このエリアをクリアした後、次のエリアに休まず進む。第26回までのエリア名は「スイングサークル」で、リングが4つあり、下りの傾斜がついていた。また、リングが完全に固定されておらず若干前後にスライドする仕様だった。
バンジーロープクライム（第25回）→ロープクライム（第26・27回）
吊るされた長さの違う3本のロープを掴んで渡っていく。ロープは先に進むごとに短くなっている。第25回では、ロープがゴムで伸び縮みするため、エリア名が「バンジーロープクライム」となっていた。第3回 - 第17回まで1stの最終エリアにあったロープクライムとは別物。
チェーンシーソー（第27回）
梯子から、垂れ下がっているチェーンの両端の先についてある取っ手に掴まり、その先にあるもう1つのチェーンの取っ手に飛び移る。そしてもう1つの梯子に飛び移る。チェーンの上部には滑車がついているため、しっかりと同時に掴まないとチェーンが下がって着水する。このエリアをクリアした後、次のエリアに休まず進む。
バーグライダー（第27回）
パイプスライダーの進化版。2本のレール上にあるパイプにぶら下がり、体重移動によって進む。途中には15cmの段差があるため、パイプを上げる必要がある。終点まで来たら、体を振ってゴール地点に着地する。パイプスライダーとは違い、終点では大きく体を振ってもパイプが後退しない。番組内では新エリアと表示されなかった。

### FINAL STAGE
唯一、タワーを登っていく仕様のステージ。挑戦者は安全面からフルハーネスを着用し、時間内に上空のゴール地点（鋼鉄の頂）を目指す。クリアボタンは他エリアとは違いスタンドではなくゴール地点の床に設置されており、完全に体がゴール地点に進入していなくても手が届けば押してよい。第1・2・4形態では、タイムアップになると、綱を支えるストッパーが外れ、挑戦者は急降下して宙吊り状態で地上に振り下ろされていたが、第3・5形態以降では、安全面の兼ね合いからか、綱のストッパーは固定されてゆっくりと地上に降ろされるようになった。第3回以降はスタート前の2つのシグナル音が追加された。タイマーのデザインは第1〜4形態までは1stのものと同じであったが、第5形態以降は別のものとなり、第36回でさらにデザインが変更された。

#### ステージ構成
| 形態        | 大会          | エリア                              | エリア                              | エリア                              | 制限時間 | 地上からの高さ |
| ----------- | ------------- | ----------------------------------- | ----------------------------------- | ----------------------------------- | -------- | -------------- |
| 第1形態     | 第1回-第4回   | 綱登り（15m）                       | 綱登り（15m）                       | 綱登り（15m）                       | 30秒     | 15m            |
| 第2形態     | 第5回-第17回  | スパイダークライム（12.5m）         | スパイダークライム（12.5m）         | 綱登り（10m）                       | 30秒     | 22.5m          |
| 第3形態ver1 | 第18-21回     | 鉄梯子（13m）                       | 鉄梯子（13m）                       | Gロープ（10m）                      | 45秒     | 23m            |
| 第3形態ver2 | 第22回        | ヘブンリーラダー（13m）             | ヘブンリーラダー（13m）             | Gロープ（10m）                      | 45秒     | 23m            |
| 第3形態ver2 | 第23回-第24回 | ヘブンリーラダー（13m）             | ヘブンリーラダー（13m）             | Gロープ（10m）                      | 40秒     | 23m            |
| 第4形態     | 第25回-第27回 | アルティメットロープクライム（20m） | アルティメットロープクライム（20m） | アルティメットロープクライム（20m） | 40秒     | 20m            |
| 第4.5形態   | 第28回        | 綱登り（23m）                       | 綱登り（23m）                       | 綱登り（23m）                       | 35秒     | 23m            |
| 第5形態     | 第29回-第31回 | スパイダークライム（12m）           | スパイダークライム（12m）           | 綱登り（12m）                       | 30秒     | 24m            |
| 第6形態     | 第33回-第38回 | スパイダークライム（8m）            | サーモンラダー15段（7m）            | 綱登り（10m）                       | 45秒     | 25m            |
| 第7形態     | 第39回-       | スピードクライミング（8.5m）        | サーモンラダー15段（7m）            | 綱登り（10m）                       | 45秒     | 25.5m          |
| 第7形態     | W杯2024       | スピードクライミング（8.5m）        | サーモンラダー15段（7m）            | 綱登り（10m）                       | 無し※    | 25.5m          |

※制限時間の代わりにカウントアップ方式を適用
第1形態（97年秋第1-4回99年秋）クリア者：秋山和彦（1999秋） 挑戦者延べ12名
地上15m、制限時間30秒
15m綱登り。座った状態でスタートする。15mの綱を登り切り、制限時間内にゴール地点のボタンを押せばクリア。最初の挑戦者は第1回の川島孝幸。第3回で山田勝己は残り約30cmのところで時間切れとなった。第4回で秋山和彦がクリアし、史上初の完全制覇となった。この形態に2回以上挑んだのは大森晃の3回のみ。
第2形態（00年春第5-17回06年秋）クリア者：長野誠（2006秋） 挑戦者延べ10名
地上22.5m、制限時間30秒
12.5mスパイダークライム→10m綱登り。この形態から2エリア構成となり、第7・8回では、12mのスパイダークライムから50cm間をあけて10mの綱登りだった。開始15秒後にスパイダークライムの壁が開き始める。第5-6回ではFINAL進出がいなかったため登場せず。最初の挑戦者は第7回の山本進悟。第17回で長野誠が4回目の挑戦でクリアした。この形態に2回以上挑んだのは長野のみ。第1形態にあった『筋肉番付』のロゴのタペストリーがこの形態より外されている。
- スパイダークライム：スパイダーウォークの要領で、壁に手足を突っ張った状態で、壁を上に登る。開始から15秒が経過すると内壁が開き始め、そこで振り落とされるとリタイアになる。しかし、開ききってしまった時間から仮に綱登りを始めても1秒で1m程を登らなければ完全制覇はできないためどの道クリアは厳しい。

第3形態（07年春第18-24回10年元日）クリア者：漆原裕治（2010元日） 挑戦者延べ8名
地上23m、制限時間40秒
13mヘブンリーラダー→10mGロープ。第18-21回ではFINAL進出がいなかったため登場せず。最初の挑戦者は第22回の漆原裕治。第24回で漆原が2度目の挑戦でクリアした。このFINALに2回挑んだのは漆原のみ。なお、最終競技者以外で、また秋以外の季節での完全制覇は史上初である。
この代からタワーが現在の形になり、頂点にはLEDライトのイルミネーションがついた。
- ヘブンリーラダー：揺れる縄梯子を登る。スパイダークライムと違い腕と足に疲労が溜まりやすい。また『KUNOICHI』第3回から第7回の1stステージ最終エリア「脱出縄」のエリア名で設置された。
- Gロープ：第2形態の10m綱登りとほぼ同じだが、ロープが若干太くなっている。

第4形態（10年春第25-27回11年秋）クリア者：漆原裕治（2011秋） 挑戦者2名
地上23m、制限時間40秒
20mアルティメットロープクライム。第1形態以来の1エリア構成となったが、第1形態と違い、立った状態からスタートする。第25-26回ではFINAL進出がいなかったため登場せず。最初の挑戦者は第27回の又地諒。同大会で漆原がクリアし、史上初の二度目の完全制覇を達成。初挑戦者が現れた大会の2人目の挑戦でクリアされ、ステージ史上最速での陥落となった。
- アルティメットロープクライム：前述の通り、20mの綱登り。

第4.5形態（12年第28回） クリア者：なし　挑戦者なし
地上23m、制限時間35秒
23m綱登り。第4形態の延長。挑戦者が現れないまま下記の第5形態へと移行した。挑戦者が現れないままファイナルステージのエリアが変更されるのは初。
第5形態（13年第29-31回15年） クリア者：森本裕介（2015）　挑戦者3名
地上24m、制限時間30秒
12mスパイダークライム→12m綱登り。第3形態以来の2エリア構成となった。基本的なステージ構成は第2形態と同様であるが、一定時間が経過するとスパイダークライムの壁が開き始める仕掛けは廃止され、それに伴いタイムアップでの急降下もなくなった。第29回ではFINAL進出がいなかったため登場せず。スパイダークライムの間隔は1.2ｍ。最初の挑戦者は第30回の川口朋広。第31回で森本裕介がクリアし、完全制覇となった。
第6形態（16年第32-38回20年） クリア者：森本裕介（2020）　挑戦者延べ5名
地上25m、制限時間45秒
8mスパイダークライム→7mサーモンラダー15段→10m綱登り。史上初の3エリア構成。第32-34回ではFINAL進出者がいなかったため登場せず。第38回では、聖獣麒麟の赤いタペストリーが付けられた。最初の挑戦者は第35回の森本裕介。第38回で森本が3回目の挑戦でクリアし、史上2人目となる二度目の完全制覇となった。このファイナルに2回以上挑んだのは森本のみ。
- サーモンラダー15段：要領は2ndステージのサーモンラダーと同じだが、段の間隔が45cmと広く、さらに突起も金属製のため、手への負担がより大きい。

第7形態（21年第39回-）クリア者：なし　（24年W杯）クリア者：ショーン・ブライアン（ワールドカップ2024 USA代表）、森本裕介（ワールドカップ2024 日本 Red代表）　挑戦者延べ6名（本戦4名+W杯2名）
地上25.5m、制限時間45秒
8.5mスピードクライミング→7mサーモンラダー15段→10m綱登り。第39・41回ではFINAL進出がいなかったため登場せず。最初の挑戦者は第40回の山本良幸。第39回から聖獣麒麟の白と金のタペストリーに変更となった。ワールドカップ2024では提供元のキリンビールの製品である晴れ風の色と同じ聖獣麒麟の水色のタペストリーになった。また、ワールドカップ2024ではカウントアップ方式が適用されたため、制限時間が設定されていなかった。この回にUSA代表のショーン・ブライアンが63.65秒で、日本 Red代表の森本裕介が50.72秒でそれぞれクリアした。

## 放送日・収録日
| 回数   | 収録日                          | 放送日          | 放送時間      | 視聴率                                                               | 備考 |
| ------ | ------------------------------- | --------------- | ------------- | -------------------------------------------------------------------- | --- |
| 第1回  |                                 | 1997年 9月27日  | 19:00 - 20:54 |                                                                      | |
| 第2回  |                                 | 1998年 9月26日  | 19:00 - 20:54 |                                                                      | |
| 第3回  |                                 | 1999年 3月13日  | 19:00 - 20:54 |                                                                      | |
| 第4回  |                                 | 1999年 10月16日 | 19:00 - 20:54 |                                                                      | |
| 第5回  |                                 | 2000年 3月18日  | 19:00 - 20:54 |                                                                      | |
| 第6回  |                                 | 2000年 9月9日   | 19:00 - 20:54 |                                                                      | |
| 第7回  |                                 | 2001年 3月17日  | 19:00 - 20:54 |                                                                      | |
| 第8回  | 2001年9月9日                    | 2001年 9月29日  | 19:00 - 20:54 |                                                                      | |
| 第9回  | 2002年3月3日                    | 2002年 3月16日  | 19:00 - 20:54 |                                                                      | 「筋肉番付スペシャル!!」としては最後 |
| 第10回 |                                 | 2002年 9月25日  | 21:00 - 22:54 |                                                                      | |
| 第11回 | 2003年3月11日                   | 2003年 3月21日  | 18:55 - 21:48 |                                                                      | |
| 第12回 | 2003年 9月23日                  | 2003年 10月1日  | 18:55 - 21:09 |                                                                      | |
| 第13回 | 2004年 3月14日                  | 2004年 4月6日   | 20:00 - 22:54 |                                                                      | |
| 第14回 | 2004年 11月28日                 | 2005年 1月4日   | 18:30 - 20:54 |                                                                      | |
| 第15回 | 2005年6月26日                   | 2005年 7月20日  | 18:55 - 20:54 |                                                                      | |
| 第16回 | 2005年 12月11日                 | 2005年 12月30日 | 18:30 - 20:54 |                                                                      | |
| 第17回 | 2006年 9月10日                  | 2006年 10月11日 | 18:55 - 21:48 |                                                                      | |
| 第18回 | 2007年3月3日                    | 2007年 3月21日  | 18:55 - 21:48 |                                                                      | 複数名の重軽傷事故が発生 |
| 第19回 | 2007年9月9日                    | 2007年 9月19日  | 18:55 - 20:54 |                                                                      | 番組史上最短の2ndステージで全滅 |
| 第20回 | 2008年3月19日                   | 2008年 3月26日  | 18:55 - 22:48 |                                                                      | |
| 第21回 | 2008年9月8日                    | 2008年 9月17日  | 18:55 - 22:48 |                                                                      | 1st終了後「JNNフラッシュニュース」挿入 |
| 第22回 | 2009年3月16日                   | 2009年 3月30日  | 20:00 - 23:24 |                                                                      | |
| 第23回 | 2009年9月14日                   | 2009年 9月27日  | 19:00 - 22:54 |                                                                      | |
| 第24回 | 2009年12月8日                   | 2010年 1月1日   | 17:45 - 23:24 |                                                                      | 関東ローカルなどでは16:45 - 17:15との合計6時間 |
| 第25回 | 2010年2月20日                   | 2010年 3月28日  | 19:00 - 22:48 |                                                                      | |
| 第26回 | 2010年10月19日                  | 2011年 1月2日   | 21:00 - 23:39 |                                                                      | |
| 第27回 | 2011年7月18日                   | 2011年 10月3日  | 19:00 - 22:48 |                                                                      | |
| 第28回 | 2012年11月18日                  | 2012年 12月27日 | 18:30 - 21:49 |                                                                      | 20:50から約2分間「JNNフラッシュニュース」を挿入 |
| 第29回 |                                 | 2013年 6月27日  | 19:00 - 21:49 |                                                                      | 20:37から2分間「JNNフラッシュニュース」挿入 |
| 第30回 |                                 | 2014年 7月3日   | 19:00 - 22:48 |                                                                      | 関東地区など一部地域では18:57より先行放送を行った。 2015年1月3日に一部地域で未放送場面を加えた「完全版」を9:30 - 14:00 に放送。 |
| 第31回 | 2015年 5月23日                  | 2015年 7月1日   | 19:00 - 22:54 |                                                                      | 『水トク!』を休止扱いとしたうえで、4時間全体をネットワークセールスとして放送 |
| 第32回 |                                 | 2016年 7月3日   | 18:30 - 21:48 |                                                                      | |
| 第33回 | 2016年 6月27日・28日            | 2017年 3月26日  | 18:30 - 20:56 | 9.5%                                                                 | |
| 第34回 | 2017年 7月22日・23日            | 2017年 10月8日  | 18:30 - 21:48 | 9.0%                                                                 | |
| 第35回 |                                 | 2018年 3月26日  | 19:00 - 22:54 | 10.5％                                                               | |
| 第36回 |                                 | 2018年 12月31日 | 18:00 - 23:55 | 6.5%（18:00～） 6.9%（19:47～） 4.2%（20:52～） 4.8%（23:00～23:35） | 19:41から2分間「JNNニュース」挿入。19:45からプロボクシング中継「WBO世界スーパーフライ級王座決定戦 井岡一翔対ドニー・ニエテス」を挿入。ファイナルステージは横浜赤レンガ倉庫から生中継。「SASUKEシリーズ」全体で最低視聴率。                                             |
| 第37回 | 2019年 11月24日・25日・12月31日 | 2019年 12月31日 | 19:00 - 23:55 |                                                                      | 途中2分間「JNNニュース」挿入。ファイナルステージは横浜赤レンガ倉庫から生中継。 |
| 第38回 | 2020年 10月31日・11月2日        | 2020年 12月29日 | 19:00 - 22:57 | 9.7%                                                                 | 新型コロナウイルス感染拡大の影響により観覧の募集は行われず、出場者の家族や身内のみの観覧で収録が行われた。また、海外からの出場者の参加も見送られた。感染拡大の防止のため出場者や出場者の家族や身内はマウスシールドやフェイスシールドを着用する事が義務付けられている。 |
| 第39回 |                                 | 2021年 12月28日 | 18:00 - 22:57 | 7.3%（18:00〜） 10.0%（19:00〜22:57）                                | 新型コロナウイルス感染拡大の影響により観覧の募集は行われず、出場者の家族や身内のみの観覧で収録が行われた。また、海外からの出場者の参加も見送られた。感染拡大の防止のため出場者や出場者の家族や身内はマウスシールドやフェイスシールドを着用する事が義務付けられている。 |
| 第40回 | 2022年 10月22日                 | 2022年 12月27日 | 18:00 - 22:57 | 10.6%                                                                | 3年ぶりに一般観覧の募集が行なわれた。 |
| 第41回 | 2023年 11月4日・5日             | 2023年 12月27日 | 18:00 - 22:57 | 10.5%                                                                | |
| 第42回 | 2024年 10月26日・27日           | 2024年 12月25日 | 18:00 - 23:10 | 6.7%（18:00〜） 9.7%（19:00〜23:10）                                 | |

### WORLD CUP
| 開催年 | 収録日         | 放送日         | 放送時間      | 視聴率 | 備考 |
| ------ | -------------- | -------------- | ------------- | ------ | ---- |
| 2024   | 2024年 6月15日 | 2024年 8月21日 | 18:30 - 22:00 | 9.9%   |      |

## 用語
完全制覇
4つのステージを全てクリア、特にFINALステージをクリアすること。第42回大会終了時点で完全制覇達成者は以下の4名。
- 秋山和彦（第4回・1999年）
- 長野誠（第17回・2006年）
- 漆原裕治（第24回・2010年、第27回・2011年）
- 森本裕介（第31回・2015年、第38回・2020年）

オールスターズ
新世代
森本世代
黒虎
SASUKE4兄弟
樽美酒研二（ゴールデンボンバー）、日置将士、山葵（和楽器バンド）、岩本照（Snow Man）の4人から編成された番組独自の呼称。兄弟と書かれているが全員に血縁関係はない。
ファイナリスト
FINALステージまで進出した選手のことを指す。
ゼッケン
出場者の挑戦順を示す1～100までの番号で、基本的に有力な選手が大きい数字のゼッケンを渡される。1stはゼッケンの番号通りに、2nd以降はクリア者の中で数字が小さい人から挑戦する。10の倍数回はこれまでの全ての大会の延べ挑戦者数を示す。
最速タイム
時間制限があるSTAGEにおいて、クリアした時点での残りタイムが最も残っている選手のことを指す。
最終競技者
全体の中で1番最後に競技を行う者のことを指す。1stにおいては、ゼッケン100番の出場者が自動的に最終競技者となる。2nd以降のSTAGEは、前のSTAGEを最後にクリアした者が、そのステージの最終競技者となる。
最優秀成績
100人の中で、完全制覇まで最も近い時点まで進んだ出場者のことを指す。大会によっては、複数人並んで最優秀成績となる場合もある。
並走
競技中の選手と同時進行でエリアの脇から声援や合図を送ること。1stのフィッシュボーンでは、突入するタイミングを並走している選手が指示する場合が多い。
順逆（ジュンサカ）
ドラゴングライダーやパイプスライダーなど、レール上に設置されたバーやパイプにぶら下がって移動する際、進行方向へと進むパイプに対して、左右いずれかの手を進行方向とは反対向きに持つことで、重力やパイプの後退に逆らう技法。第35回の1st STAGEにドラゴングライダーが登場して以降、日置将士などがこの技法を駆使してクリアしていく。また、漆原裕治や森本裕介など両手を進行方向に沿ってパイプを掴む選手の技法は順順（ジュンジュン）と呼ばれる。順逆は、ドラゴングライダー登場以降使用される回数が多いが、根幹は第3回大会の3rd STAGE・パイプスライダーで山田勝己が2本目のパイプ移動の際、右手の持ち方を反対向きに持ったことが始まりとされている。

## パロディ
2014年4月23日にスタートした番組『水曜日のダウンタウン』では、度々SASUKEにまつわる説がプレゼンされることがあり、SASUKEの常連出場者である山田勝己が出演。山田はSASUKE関連以外の説でも出演することがある。本項目では、SASUKEのセットを利用した説をピックアップする。
「ホームセンター×SASUKE」（プレゼン：庄司智春）
- 2017年4月19日放送。ホームセンターで3万円以内で購入した商品を使い、SASUKEに挑戦する。第33回大会に出場した山田はホームセンターSASUKEにも挑戦した。

| 名前             | エリア             | 備考                                                                                              |
| ---------------- | ------------------ | ------------------------------------------------------------------------------------------------- |
| レイザーラモンHG | ダブルペンダラム   | サンドバッグへの移行失敗 足袋を装着しスタート、タイファイターでゴム手袋とバキュームグリップを使用 |
| 山田勝己         | タイファイター     | スタート直後 使用グッズは無し                                                                     |
| あかつ           | クワッドステップス | 2→3段目 足袋を装着しスタート                                                                      |

SASUKEの池の水ぜんぶ抜く（プレゼン：博多大吉）
- 2018年3月21日放送。テレビ東京系列で放送されている池の水ぜんぶ抜くのパロディで行われた企画。20年間抜かれていない池の水を抜いて調査してみたが中からはムカデや同年のセットの設計図など、特に目立つものは発掘できなかった。

愛煙家、喫煙所までの道のりがどんなに困難でも向っちゃう説（プレゼン：千鳥）
- 2019年3月27日放送。説自体はSASUKEと全く関係ないものの、途中で仕掛けとして「ご厚意で本物のセットを借りた」という灰皿と喫煙スペースが設けられた本物のそり立つ壁のセットが登場、その名も「反り立つ喫煙所」と呼称され愛煙家の前に立ちはだかった。企画後半ではSASUKEをイメージしたオリジナルのエリア[注 175] をそこまでの道のりに設定した上で「挑戦者」としてあかつと竹内まなぶと尾形貴弘[注 176] が登場、あかつ・まなぶはそり立つ壁を攻略することは出来なかったが[注 177]、尾形は攻略し「喫煙所」完全制覇を成し遂げた。

## 関連イベント
ここでは公式が開催または取材したイベントのみを紹介。
2014年
SASUKE Park in 豊洲
豊洲で「SASUKE Park in 豊洲」が開催され、そのイベントでは後に「森本世代」として活躍することとなる多田竜也・山本桂太朗・荒木直之が完全制覇を達成している。
2021年
赤坂サカスの場内広場にて、そり立つ壁とクリフディメンションが体験できるイベントを年末に期間限定で開催。そり立つ壁は小学生以下は必ず体験でき、中学生以上は常連選手からの指名により体験できる。なお、このイベントは2023年時点で3年連続で開催されている。
2022年
丸の内スポーツフェス
丸の内構内の広場に、そり立つ壁とクリフディメンションが体験でき、イベントでは常連選手によるトークショーと握力測定も開催された。
2023年
SASUKEツアー in 沖縄
沖縄で本戦常連選手を交えて開催されたイベント。ビーチフラッグスや玉入れなどの運動会をはじめ、宴会やグッズ抽選会、早朝ランニングなどが行われる。2024年も開催された。
夏SASUKE2023
2023年7月29日～8月20日に期間限定で開催されたSASUKEと世界陸上とアジア大会のトリプルコラボによるイベント。赤坂サカスの広場に特設された本家と重さの異なるウォールリフティング（2枚）、ハードルくぐり、本家よりも低い仕様のそり立つ壁といった全3種目をクリアしたタイムで競いあう。2人１組でレースを展開し、勝者には世界陸上とコラボしたティッシュボックスがプレゼントされる。また、男女別でその日のクリアタイムが、全体の上位5位以内にランクインした参加者は、番組公式Xで名前（あだ名でも可）とタイムが掲載される。全体の最速タイムは梶原颯の11.57秒。
2024年
BSSまつり
2024年3月23日、島根県松江市で開催され、場内にそり立つ壁とクリフディメンションが体験できるイベントに、山田勝己・長野誠・森本裕介が参加。体験者全員には一本満足バーをプレゼント。

## 派生作品・関連商品

### DVD
2015年5月29日、TCエンタテインメントから「『SASUKE』30回記念DVD 〜SASUKEヒストリー＆2014スペシャルエディション〜」が発売された。第30回大会の全選手の競技をノーカットで収録した他、SASUKEの30回の歴史、ゴールデンボンバー樽美酒研二の密着映像も収録。

### 公式関連出版物
『SASUKE 公式BOOK』2023年12月14日に太田出版より発売。

### 漫画
本番組をモチーフにした漫画作品『ヨミガエリのサスケ』が、2024年8月17日からマンガボックスにて連載された。漫画：赤池真宗、ストーリー共同制作：黒生。

## 配信
動画配信サービスU-NEXTのコンテンツレーベル・Paraviでは2018年の第35回大会より、選手の競技をノーカットで収録した完全版を配信している。2019年の第37回大会に先駆けて、過去の映像を再編集した『SASUKEに人生を捧げた男～山田勝己物語～』（全4回）、水曜日のダウンタウン「ホームセンター×SASUKE」が配信された。

## ゲーム
ビデオゲームはコナミ（現・コナミデジタルエンタテインメント）、体感ゲームはエポック社発売。PS版以外は『筋肉番付』や『スポーツマンNo.1決定戦』の競技も含んだゲーム化作品である。
- GB版「筋肉番付GB 〜挑戦者は君だ!〜」（1999年11月25日発売）
  - 第3回SASUKEを収録。逆走コンベアーとハングムーブが実際のものと少し変更されている。ケイン・コスギ、おさる[注 180]が実名で登場。
- PS版「筋肉番付 〜ROAD TO SASUKE〜」（2000年4月27日発売）
  - 第4回SASUKEを収録。育成ゲーム。
- GB版「筋肉番付GB2 〜目指せ!マッスルチャンピオン〜」（2000年8月10日発売）
  - SASUKEジュニアを収録。一番新しいバージョンのものである。ケイン・コスギ、おさる[注 180]が実名で登場。
- GB版「筋肉番付GB3 〜新世紀サバイバル列伝〜」（2001年2月22日発売）
  - 第6回SASUKEを収録。ナローやボディプロップ、クリフハンガーが実際のものと少し変更されている。ケイン・コスギ、おさる[注 180]が実名で登場するほか、山田勝己、秋山和彦、山本進悟らをモデルにした選手が隠しキャラとして登場[注 181]。
- PS2版「筋肉番付 〜マッスルウォーズ21〜」（2001年8月9日発売）[71]
  - 第6回SASUKEを収録。隠し要素としてSASUKEのEXバージョンがプレイできる。また、「マッスルシアター」では隠し要素としてケイン・コスギ、大森晃、池谷直樹、山田勝己、秋山和彦のダイジェスト動画を視聴できる。
- GBA版「筋肉番付 〜決めろ!奇跡の完全制覇〜」（2001年12月6日発売）
  - 第7回SASUKEを収録。山田勝己、山本進悟（隠しキャラクター）が初めて実名で登場し、パッケージにも出ている。隠しキャラクターとして妃羽里、立川福裕が登場。
- GC版「マッスルちゃんぴよん 〜筋肉島の決戦〜」（2002年11月21日発売）
  - アレンジバージョンのSASUKEを収録。山田勝己をデフォルメキャラにした「やまださん」が隠しキャラクターとして登場。
- 体感ゲーム版「SASUKE&筋肉バトルスポーツマンNo.1決定戦」（2006年7月22日発売）
  - 第11回のアレンジバージョンのSASUKEを収録し、一部のエリアは省略されている[注 182]。CMには山田勝己が出演した。
- 体感ゲーム版「究極!筋肉スタジアム!サスケ完全制覇」（2008年7月19日発売）
  - 第19回のアレンジバージョンのSASUKEを収録。

## スタッフ
2024年12月25日放送分（第42回）
- ナレーター : 服部潤、高川裕也
- 構成 : 本松エリ、谷田彰吾
- TM : 重地渉
- TP : 光内朗人
- TD : 明石諒
- SW : 井上真希
- VE : 間瀬拓之
- VTR : 今村奈緒子
- 音声 : 岡邊竜海
- 照明 : 中田学
- ENG : 渡辺明（第34、41回-）
- 技術協力 : TBS ACT、関西東通、㈱NKL、㈱東京管財、ドローン・フロンティア、ライツ（ドローン・ライツ→第41回-、関西・NKL・東京→共に第42回）
- 美術 : 小美野淳一、山本惇平、本間昌弘、藤田玲央菜、金丸真土、井上浩好、金賢珍、榎本将丈、関流星、鈴木北斗、渡辺祐佐、中井辰也、大森俊也、八代定治、内藤雄一郎、渡辺竜明、岡澤勇吾、小林聡、黒野堅太郎、佐々木航、千田徹哉、長江幸治、山内崇司、長野一浩、井上修二、間瀬由弘、三國暁生
- 編集 : 内藤潤一、七條健司、高穂彰
- MA : 井田須美子
- 音響効果 : 樋口謙 メディアハウスサウンドデザイン、加島尚樹
- CG : 岩屋朝仁、角川摩莉子
- 資料作成 : Ring、細井亮輔、白山健吾、望月ユウノスケ、戸田佳世子
- TK : 常藤直子、恩田明子
- データ放送 : 真木隼人、大嶋啓介
- トレーナー : 渋谷理恵、永井泰助、矢吹留美、長尾樹、新井昌樹
- 医師 : 伊藤壮一、橋本拓、佐藤高央、廣瀬能華
- 通訳 : 阿久根麻樹子、船橋知世、バルジェス・マリアンヌ
- 協力 : 緑山スタジオ・シティ、麻生総合病院、タカハシレーシング、ピースフル
- グローバル営業開発部 : 倉本拓、平井宏江
- デザインセンター : 高村健、山村寛太
- ライセンス事業部 : 原田信寛、三戸優介、関野修平、讃岐誉子、石橋千絵子
- プラットフォームビジネス局 : 後藤健雄
- 公開放送 : 松元裕二、中垣雄稀、大島駿
- プロモーション : 小山陽介、古永めぐみ、山岡将成
- スチール : 井上修二、関彩衣子、藤原奈津美、黒木優里菜、伊藤博臣、安田雄一郎
- HP担当 : 花田貴昭、柳澤絵里子、三橋麻衣子
- 編成 : 竹内敦史、佐藤礼子、丸茂宏太郎
- AP : 岩崎ゆかり（オフィス神天）
- デスク : 佐々木千代
- 制作進行 : 佐藤孝彰
- AD : 大谷采未、桔川巧、竹下萌奈、東真海、田中里紗、濱田さくら、吉井江那、奥井凛成、内海義之、高森天我、川島拓馬
- 協力プロデューサー : 鈴木雅彦、竹中優介、堀内貴博
- MP : 中野匡人、御法川隼斗、廣崎正隆
- ディレクター : 井内悦史、宇野龍太郎、辻潤、関根智大、小野夢子、清水麻未、太田桂輔、飯島玄太郎、栗原直樹/髙山和大、斉藤哲夫、塚田一道、土屋大路、小濱知彦、杉浦裕樹、橋本直樹、松永隼人、横江倫寿、佐々木嘉伸、片岡靖就、村松麟太郎、千葉有紗、篠田延樹、唐澤哲也、長生俊、奥田純
- 制作協力 : FOLCOM.
- 演出 : 清水宏幸
- プロデューサー : 宮崎陽央、神田祐子、大久保徳宏、林沙織、広瀬泰斗、中村耕太郎
- 総合演出 : 乾雅人（第28回 - ）
- チーフプロデューサー : 七澤徹
- 制作 : TBSテレビスポーツ局コンテンツプロデュース部
- 製作著作 : TBS

過去のスタッフ
- 制作 : 菊野浩樹（以前は演出→プロデューサー）
- ナレーター : 松尾貴史（第1回）、垂木勉（第2回 - 第15回）、多比良健（第16回）、小林清志（第17回 - 第27回）
- 医療監修 : 嘉糠洋陸
- 総合構成 : 藤井誠（第27回）
- 構成 : 北村のん、つかはら、小林昌弘 / 渡邊健一（以上4名・第27回）、大井洋一（第29回）、山口忠成、井手啓太郎（第34回）、石原大二郎（第35回）、堀田延、海老根豊、太田光洋
- 資料構成 : 嵯峨野功一、横山雄一郎、林賢一、川嶋隆宏
- TD : 品地貴之（第28回）、加賀谷顕二（第39回）
- CAM : 長浜誠（第27回）
- チーフカメラ : 長濱誠（第34回）、 高場功（第39回）
- VE : 高橋和同（第27回）、石川浩之（第28回）、井下雅美（第29回）、菅沼智博（第34回）、柿沼司（第35回）、小林陽二、井深拓也、穂積大輔
- VTR : 西田有佑（第27・28回）、上原勝博（第35回）
- AUD : 渋谷幹治（第27回）、石島順一
- 照明 : 近藤明人（第28回）
- ENG : 高橋秀和（第27回）、貞方則明（第28回）、松永拓也（第35回）
- 協力 : デサント・ティエルシー・東通インターナショナル・サークル・メジャートレーナーズ（第27回）、IMAGE STADIO109・S・I・S（第28回）
- 技術協力 : PC Lights Inc.、黒澤フィルムスタジオ（共に第39回） 、エス・アイ・エス（第41回）
- チーフ美術プロデューサー : 東立
- 美術デザイン : 高松浩則・山縣厚志（第27回）
- 美術 : 中村将吾、杉山智之、古川雅之、正代俊明、大野朝海、堀越はるな、代田嘉一、江頭良男、池田全、草住奈永子、喜田雄太、米村光弘、勝大輔、穴沢崇、小原秀友、仲野沙希、代田喜一
- 装置 : 森原騎秀（第27回）、森田正樹（第28回）
- 操作：大貫信男・岡田健助（第29回）
- 背景：森原騎秀（第29回）
- 電飾：西田和正（第28回）、小林賢次（第35回）
- 特殊装置 : 春日公一（第27回）
- 幕装飾 : 堤隆示（第29回）
- 植木装飾：兵藤二郎（第29回）
- 特殊効果：藤林靖士（第29回）
- 化粧：和田弥生（第29回）
- 編集 : 板垣真也（第27回）、工藤泰士（第28回）、有瀧晋也（第28・29回）、高田恒人（第29回）、木野内幸浩、竹之内浩史、角埜吉宏
- 選曲：田中宏茂（第27回）
- 音源協力 : 十川公男（第28回）、宮野敦志
- CG : 鄭又庸（第38回）、川上智裕、河合陽太（共に第41回）
- CGデザイン : MEDIACO
- CGオペレーター : 飯塚大輔（第29回）、秋谷真以（第35回）
- TK : 滝本優子・伊藤佳加（第27回）、アンタイム
- 《本社サブ》：
  - TD : 渕野祐輔、加藤昭英
  - VE : 深澤愛梨
  - 音声 : 小山太、石鍋邦広
  - 収録センター : 大江剛史、平子勝隆、小川義也
  - 回線センター : 一條智徳、本田悟

- データ放送 : 佐藤慶太、渡辺潤
- トレーナー : 谷彰良
- 通訳 : HITOMI（第37回）
- 公開放送 : 廣中信行（第34回）、橋本祐太
- 衣裳協力 : デサント、ORIHICA、AMBIENT、FOXEX
- 協力 : クマハラアスリートサポート、ピースフル、アーキテクト、マイコール、横浜市、横浜赤レンガ倉庫、横浜フィルムコミッション、横浜市中消防署、週刊プレイボーイ、横浜シミズ、アックス
- 写真提供 : フォート・キシモト
- 資料構成 : 辻野宏和、玉造紫乃、依田龍介
- クレーンカメラシステム : 東通クリエイティブビジョン、篠田重機
- 監修 : 福岡秀広
- 資料作成 : 落合悠貴、藤澤太郎、白山健吾、細井亮介、松本航典
- コンテンツ事業部 : 中谷弥生（第29回）
- 海外事業部 : 山本将志・桑原麻衣子（第34回）、三城真一、須永麻由、黒川朋子
- ライセンス事業部 : 草地康秀、山田貴博、森井譲治、加藤新、塚田恵
- プラットフォームビジネス局 : 青山優子、保坂龍之助、川村宗太
- デジタルコンテンツ : 高村志穂、丸山美喜夫、須見高士
- グローバルビジネス部 : 川畑恵美子、濱田真一
- 宣伝 : 永島洋二郎、白畑将一、宮本日菜
- プロモーション : 菊地美帆、平井美玖、宮永日菜、遠西高幸
- 編成 : 畠山渉、辻有一、白石徹太郎、造田雅之
- SNSディレクター : 岩本日菜子、高橋莉奈
- MP : 細谷弘一、佐藤秀一
- スチール : 馬場あいり、能丸健太郎
- 制作協力 : TIX'ヨ
- デスク : 曽我益千子・川野友美・伊藤藍（第34回）
- 協力プロデューサー : 山端孝博（第35回）、内野浩志、八代田俊平、鈴木栄蔵、永田周平
- 制作補 : 古川愛・北川剛大・加瀬晋悟（第29回）、杉田愛美・萱野愛花・成本愛理・桑原麻衣子（第35回）
- 制作進行 : 高橋隼人
- AD : 中村麻里子・末吉航（第27回）、早坂渉・水谷和一（第28回）、小橋貴裕（第28・29回）、高柳諒輔・中江尚輝（第29回）、後藤玄希・根津壮太朗・山浦裕斗・宇津宮祐二（第34回）、関根智大・原秀之（第35回）、加来将太、西川あずさ、深沢聡子、山下竜馬、指田康仁、不破遥、言水日向子、難波里帆、松川豪、樫村叡人、渡部侃太、山下紘奈、江川実咲、近藤凌、谷和香、白取優一、清水義明、小倉菜月、髙橋裕、加納夏帆、森鞠杏、古内遼太郎、青木洋平、蜂谷くるみ、仲本啓太郎、小澤久流
- AP : 竿代里絵・遠藤美樹（第27回）、高田真由子（第28回）
- 中継ディレクター : 石井暁彦、市井暁彦、宮嵜仁美
- ディレクター : 渡辺賢・久保田泰志・坂本憲史・柏木学・河野督・鈴川裕也・野中哲也（第27回）、藤永光太郎（第28回）、熊井靖仁（第29回）、水野剛寿（第28・29回）、藤田亘・福田翔吾・千賀省平・佐藤大輔（第34回）、浅賀善伸（第35回）、福浜（濱）和美、宮澤隆平、高橋功二、小宮久幸、井川康弘、石井淳一、島崎圭二、黒田明日加、宮澤隆平、村上恭一、中山健志、後藤宏基、花村亮介、佐藤孝彰、丹野直、大塚英二、喜数真二郎、立川明子、東頌記、和田もも子
- FD : 平元克二、川井大地
- 演出 : 高橋雄康（第27回）
- プロデューサー : 石橋孝之（第29回）、畠山渉・田崎真洋（第34回）、満田尚子、横井雄一郎
- プロデューサー・演出 : 小掛義之（第27回）
- 総合プロデューサー : 樋口潮（第27回）
- チーフプロデューサー：村口太郎
- 制作 : Monster9（第27回）